# Buntpapier
Als Buntpapier wird Papier bezeichnet, das mittels unterschiedlicher Techniken manuell oder maschinell bearbeitet wurde. Der englische Fachbegriff lautet decorated paper. Der Begriff wird darüber hinaus umgangssprachlich für industriell hergestelltes einfarbiges Bastelpapier verwendet. Buntpapier dient zum Umhüllen, Bekleben und Auskleiden von Gegenständen und Verpackungen oder als künstlerischer Bedarf. Nicht als Buntpapier gelten Tonpapier und Tonkarton, die aus direkt in der Masse gefärbtem Stoff hergestellt werden. Albert Haemmerle, dem Doyen der deutschsprachigen Buntpapiergeschichtsforschung, verdankt sich eine 1970 publizierte begriffliche Abgrenzung:

„Buntpapier als terminus technicus ist ein Sammelbegriff für alle Sorten von Papier, deren Oberfläche gefärbt, farbig getränkt, mit Farbstoffen bedeckt, bedruckt oder geprägt ist, angefangen bei den einfarbigen gestrichenen, matten oder hochglänzenden Papieren bis zu den mit Metallfolien bedeckten Papieren, einschließlich der mannigfaltigen Imitationspapiere – der Holzimitationen oder Fladerpapiere, der Stoffimitationen wie Velour papiere, Moirépapiere, Kambrikpapiere, der Lederimitationen wie Saffianpapiere, Maroquinpapiere, Chagrinpapiere und dergleichen mehr. Dagegen zählen in der Papiermasse durch Farbzusatz gefärbte Papiere im handelsüblichen Sinne nicht zu den Buntpapieren, soweit sie nicht durch zusätzliche Weiterverarbeitung zu Buntpapieren werden. Diese durchgefärbten Papiere heißen farbige Papiere.“

## Geschichte
Japanisches Suminagashi-Papier aus der Heian-Zeit (794–1185) ist das älteste überlieferte Beispiel für Buntpapierherstellung. Auf verziertem Papier wurden Gedichte niedergeschrieben. Auch in Persien wurde Marmorpapier für kalligrafische Arbeiten verwendet. Das älteste bekannte deutsche Buntpapier (ein einfarbig gestrichenes Papier) wird auf ca. 1430 datiert. Marmoriertes Papier lernte Europa um 1600 über die Türkei kennen, wo man es „Ebru“ nannte. In Europa hieß dieses Buntpapier nach seiner Einführung noch häufig „türkisch Marmor“ oder „türkisch Papier“.

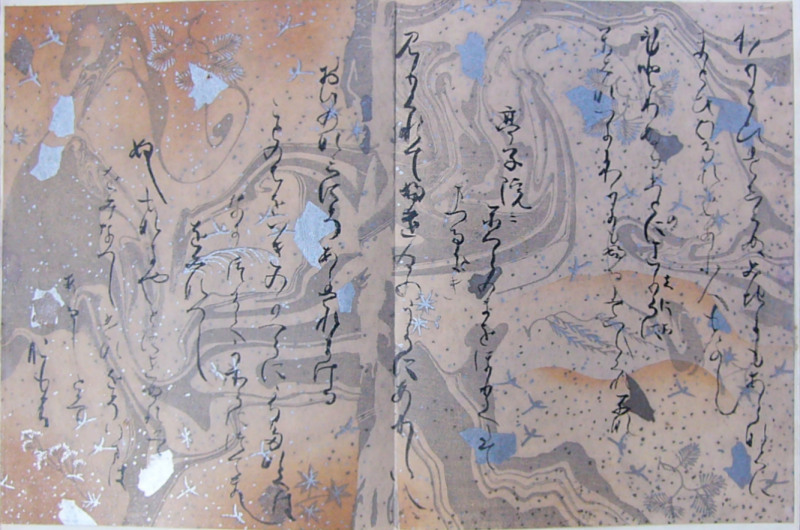
Zwei Seiten aus der Auswahl der 36 Dichter (Japan, um 1110)
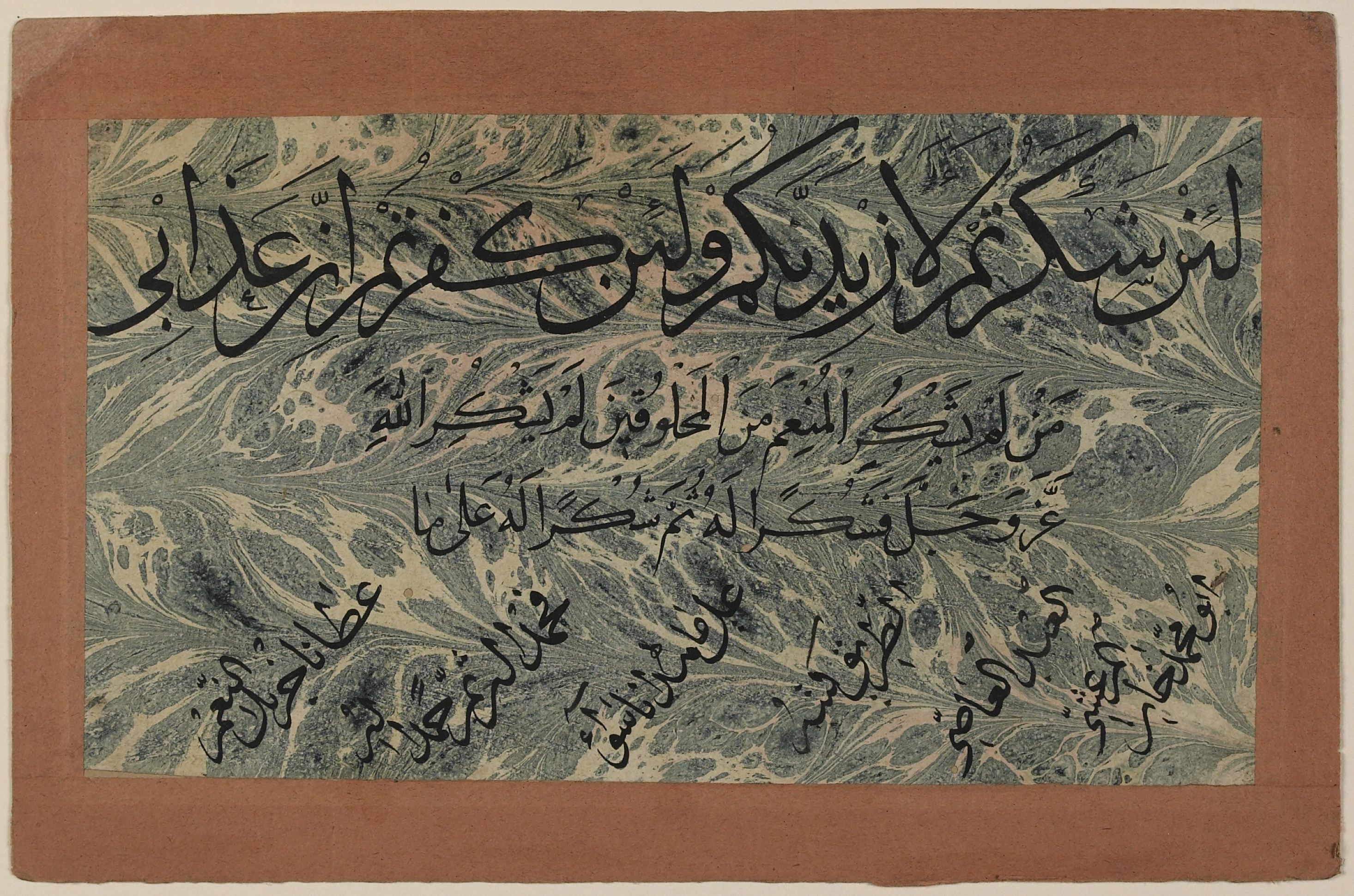
Sure 14 des Koran auf marmoriertem Papier (18. Jahrhundert)

## Techniken und Sorten (Auswahl)
Beim Dekorieren von Papier können eine Reihe von Techniken eingesetzt und auch miteinander kombiniert werden. Die Sortenbezeichnungen spiegeln zum Teil diese Techniken wider (z. B. „Modeldruckpapier“, „Walzendruckpapier“, „Schablonenspritzpapier“), zum Teil benennen sie die Erscheinungsform der Oberflächen bzw. des Dekors (z. B. „Holzmaserpapier“, „Moirépapier“, „Kalbslederpapier“) oder beziehen sich auf Rohstoffe und Pigmente („Metallpapier“, „Glimmerpapier“, „Wollvelourspapier“). Immer wieder wird versucht, das Erscheinungsbild historischer Techniken durch andere, oft preisgünstigere Verfahren zu imitieren.

### Einfarbiges Papier
Die Farbe kann sowohl manuell als auch maschinell aufgebracht sein, Werkzeugspuren sind nicht sichtbar. In der industriellen Buntpapierfabrikation erhält die Gestaltung der Papieroberfläche einen hervorgehobenen Stellenwert. Einfarbiges Glanz- und Glacépapier sind Buntpapiersorten, deren Oberfläche durch Kalandrieren, Bürsten oder Bearbeiten mit dem Achatstein geglättet werden. Diese Oberflächen werden häufig mit Prägeplatten und Prägewalzen weiter zu reliefiertem Papier veredelt.

### Einfarbig gestrichenes Papier
Farbe wird vollflächig mit dem Pinsel aufgetragen. Die Spuren der Pinselborsten sind erkennbar.

### Kleisterpapier
Bei Kleisterpapier werden Kleisterfarben aus Stärkekleister und aus in Wasser löslichen Farbmitteln hergestellt und erlauben gezielte Abstufungen der Farbintensität. Zum Auftragen der Farbe werden vor allem Bürsten, Pinsel und Schwämme verwendet. Geädertes Kleisterpapier entsteht beispielsweise durch das sogenannte Abzugverfahren, aber auch mit verschiedenen Tupftechniken. Mit Stempeln, Rollen, Walzen, Holzstäben, Kämmen oder auch Fingern können in die noch feuchte Farbe Muster eingedrückt werden (Kleisterpapier mit Verdrängungsdekor, manchmal auch „Papier nach Herrnhuter Art“ oder Herrnhuter Kleisterpapier genannt).

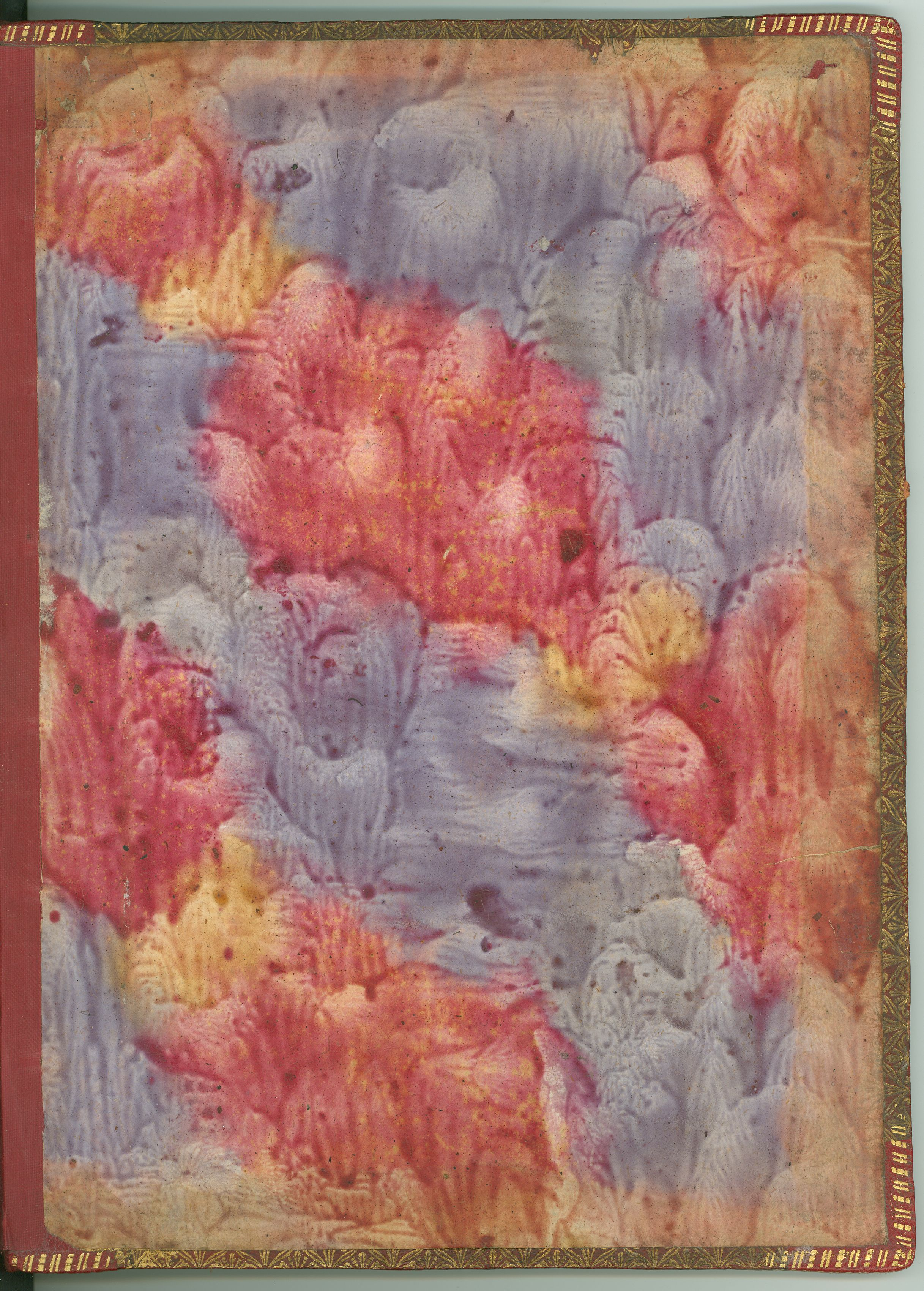
Kleisterpapier als Vorsatzpapier (1607)
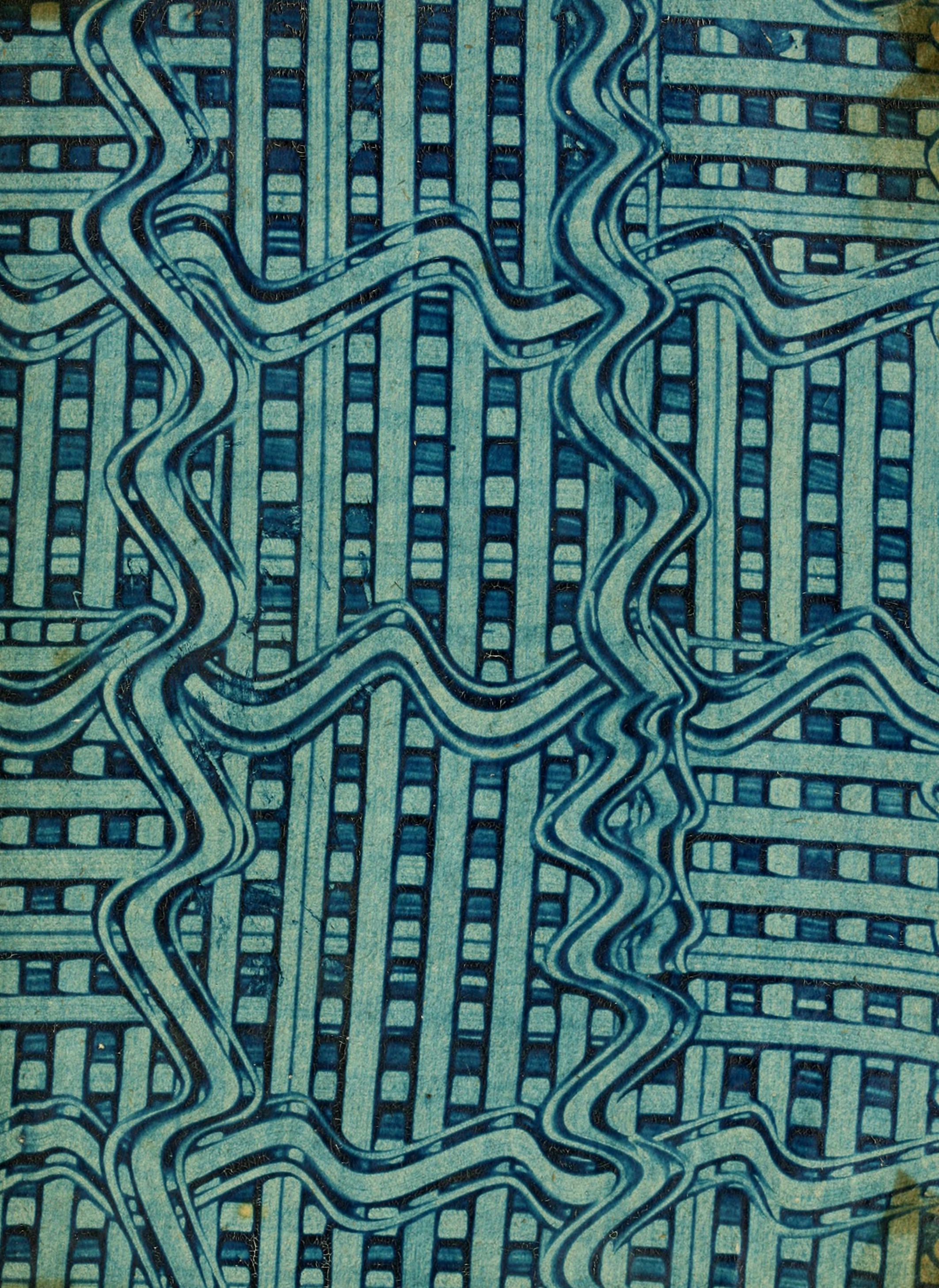
Kleisterpapier (1760)
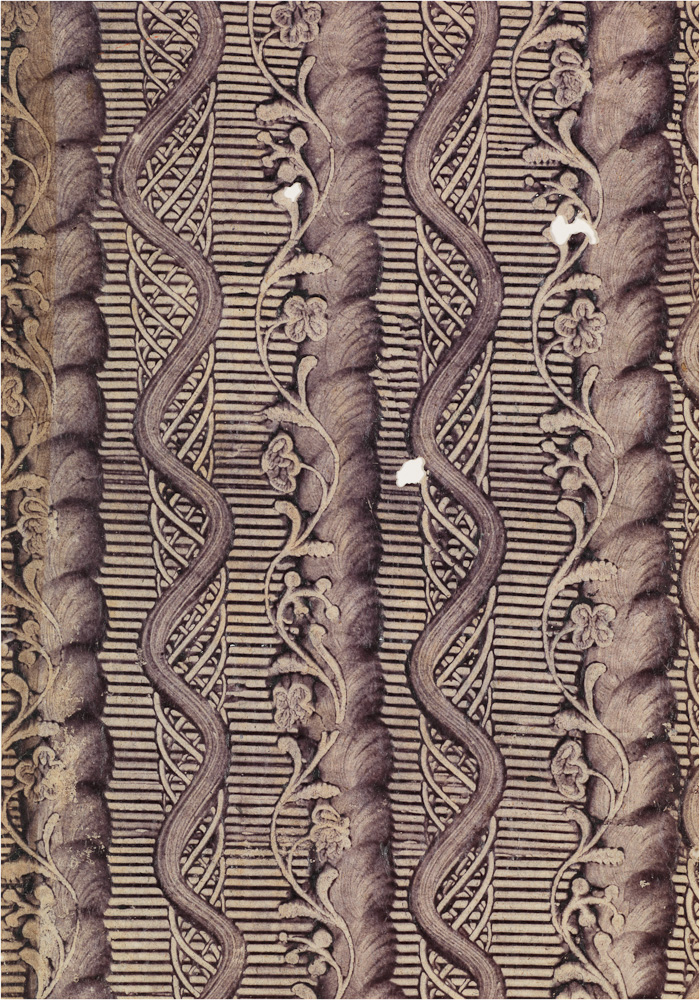
Kleisterpapier (spätes 18. Jahrhundert)
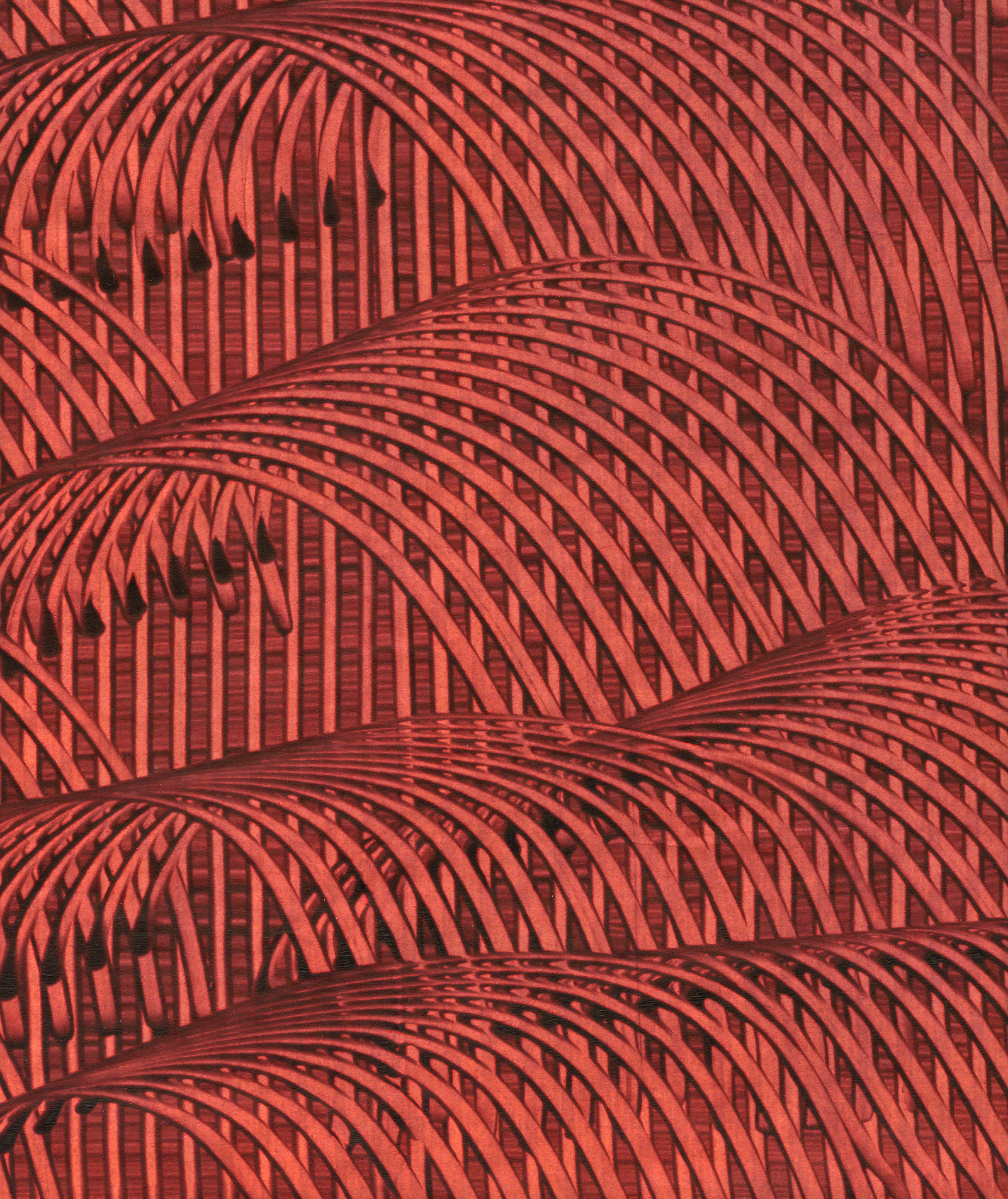
René Salmen, Kleisterpapier (Anfang der 1990er Jahre)

### Rieselpapier
Bei Rieselpapier wird aufgesprenkelte oder aufgetropfte gefärbte oder ungefärbte Flüssigkeit über die Papieroberfläche fließen gelassen. Dabei werden auf der Oberfläche deutlich sichtbare Rieselspuren hinterlassen. Der Effekt kann mechanisch, durch Zusatz von Chemikalien zur Rieselflüssigkeit oder durch eine Kombination aus beidem erzielt werden.

### Marmoriertes Papier
Bei marmoriertem Papier oder Marmorpapier (historische Benennungen: „Tunkpapier“, „türkisch Papier“) wird die Farbe zunächst auf die Oberfläche von Wasser oder einem beispielsweise aus Carrageen oder Traganth hergestellten Schleimgrund durch Spritzen oder Tropfen aufgebracht und mittels die Oberflächenspannung beeinflussender Treibmittel sowie unter Zuhilfenahme mechanischer Mittel (Stäbchen, Kämme etc.) in der gewünschten Form verteilt. Der so entstandene Farbenteppich wird anschließend mit einem Papierbogen komplett abgehoben, wodurch das Muster seitenverkehrt auf den Bogen übertragen wird. Beim japanischen Suminagashi-Papier wird Tusche auf Wasser verteilt, wobei Kieferharzöl als Treibmittel eingesetzt wird. Bei europäischem Marmorpapier wird häufig Ochsengalle als Treibmittel eingesetzt. Bei Marmorpapier unterscheidet man eine Vielzahl von Mustern, die nur zum Teil nach den Formen („Steinmarmor'“, „Adermarmor“, „Schneckenmarmor“, „Bukettmarmor“, „Wellenmarmor“, „Tigeraugenmarmor“) benannt werden; andere Sortenbezeichnungen sind „Antikmarmor“, „Wandamarmor“ etc. Der Begriff „Marmor“ wird dabei nicht nur auf Sorten angewandt, die im Marmorierverfahren hergestellt wurden. Das ist historisch belegt und hat sich auch international durchgesetzt.

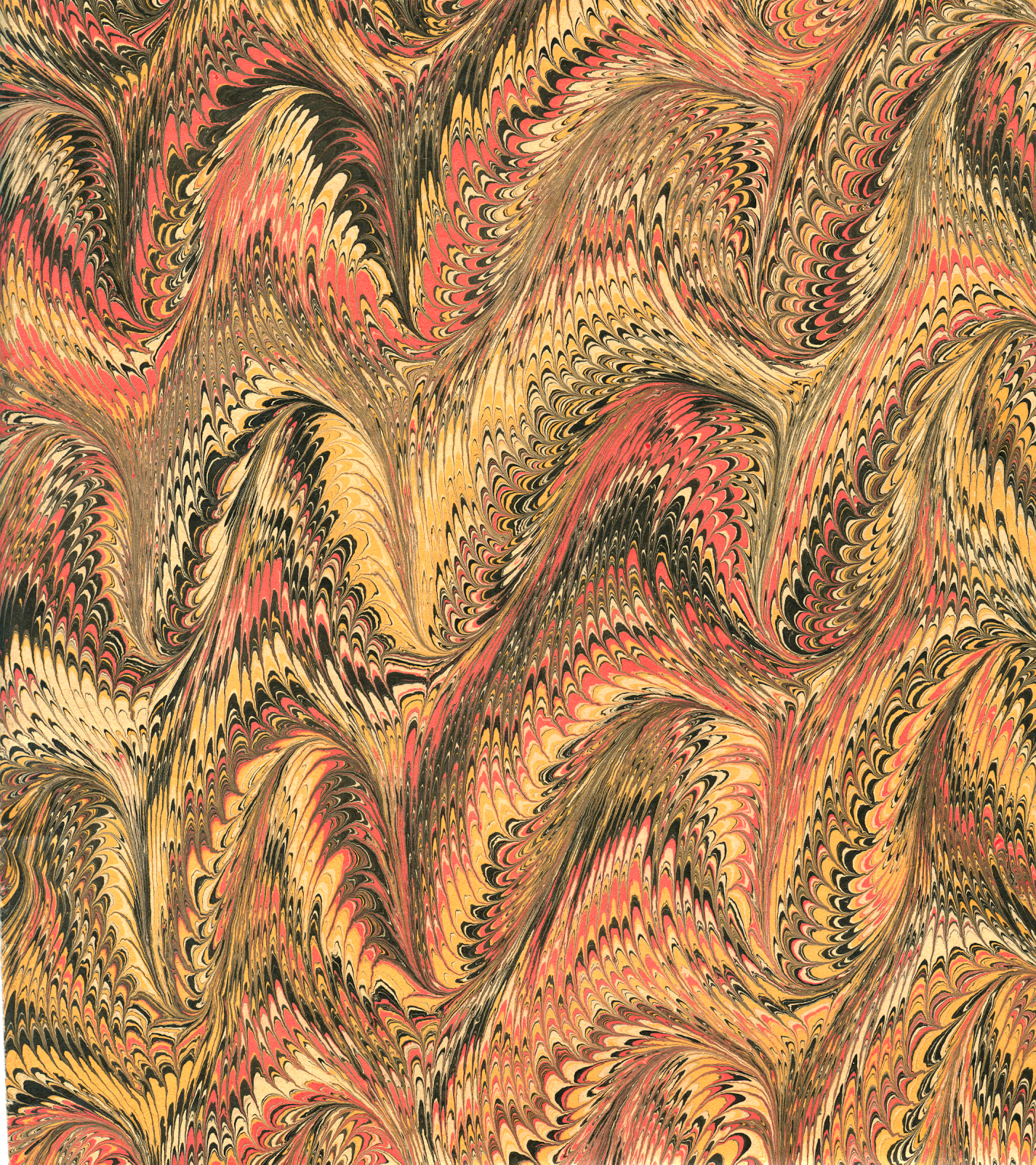
Kamm-Marmorpapier
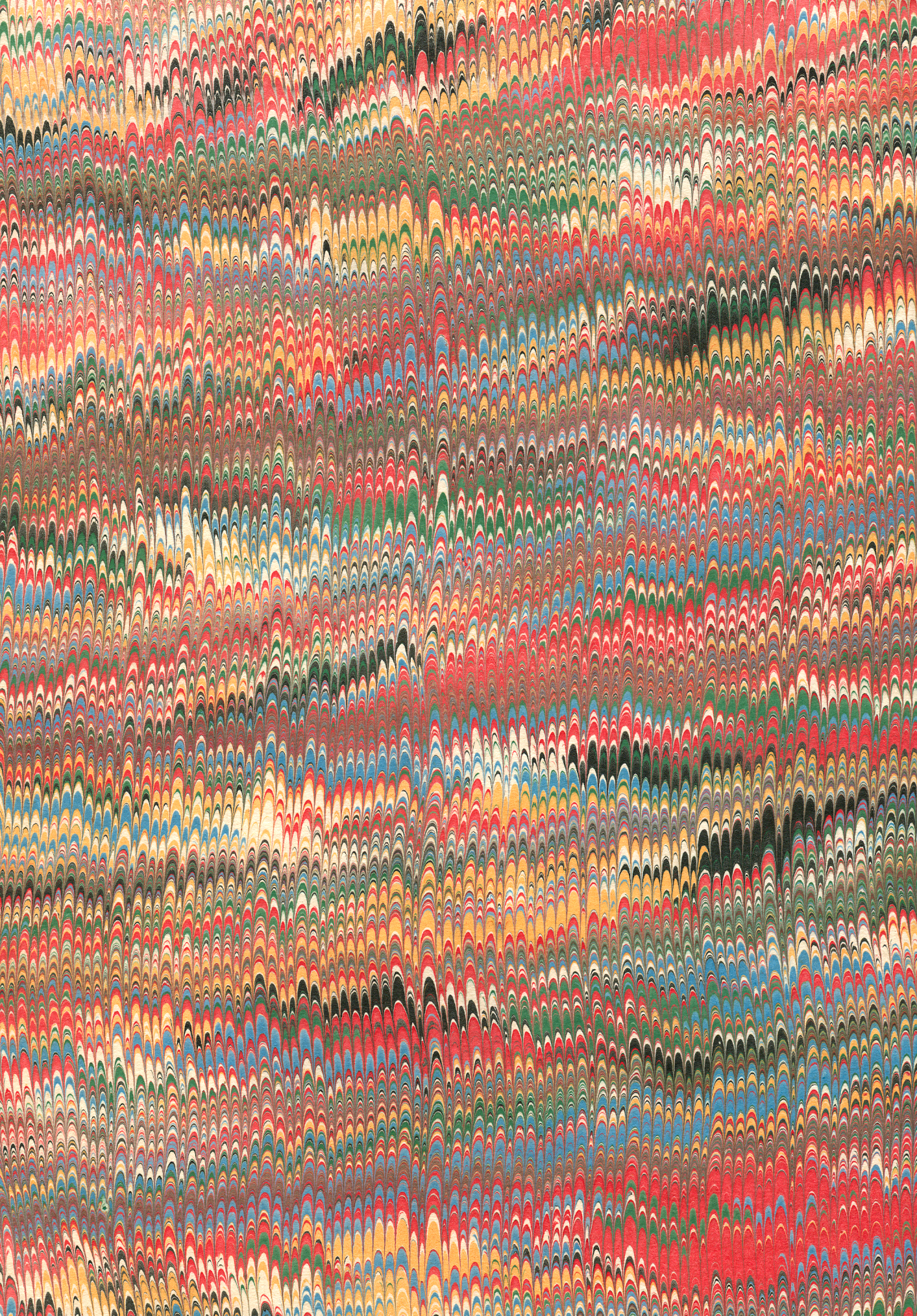
Kamm-Marmorpapier
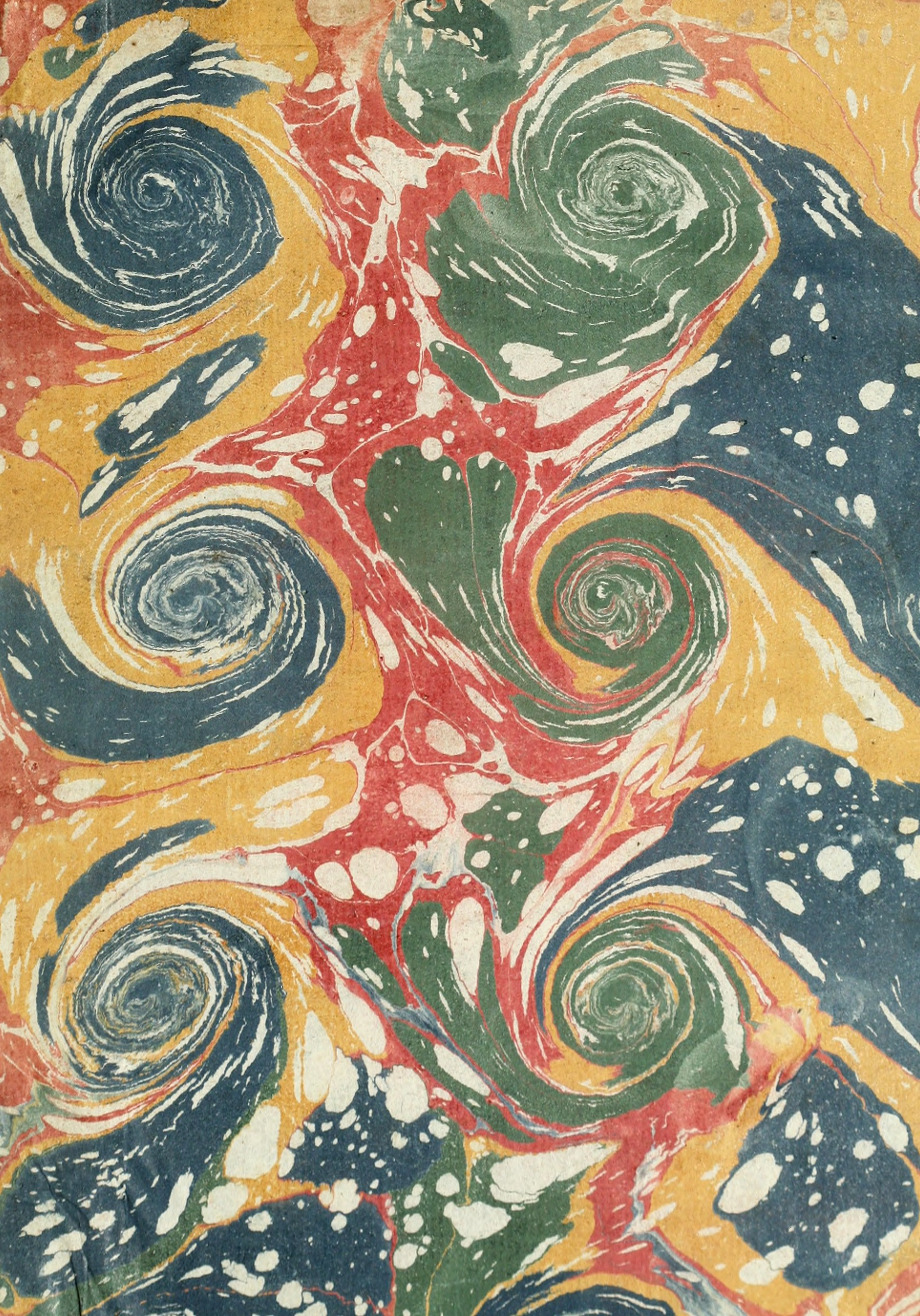
Schneckenmarmor (1782)
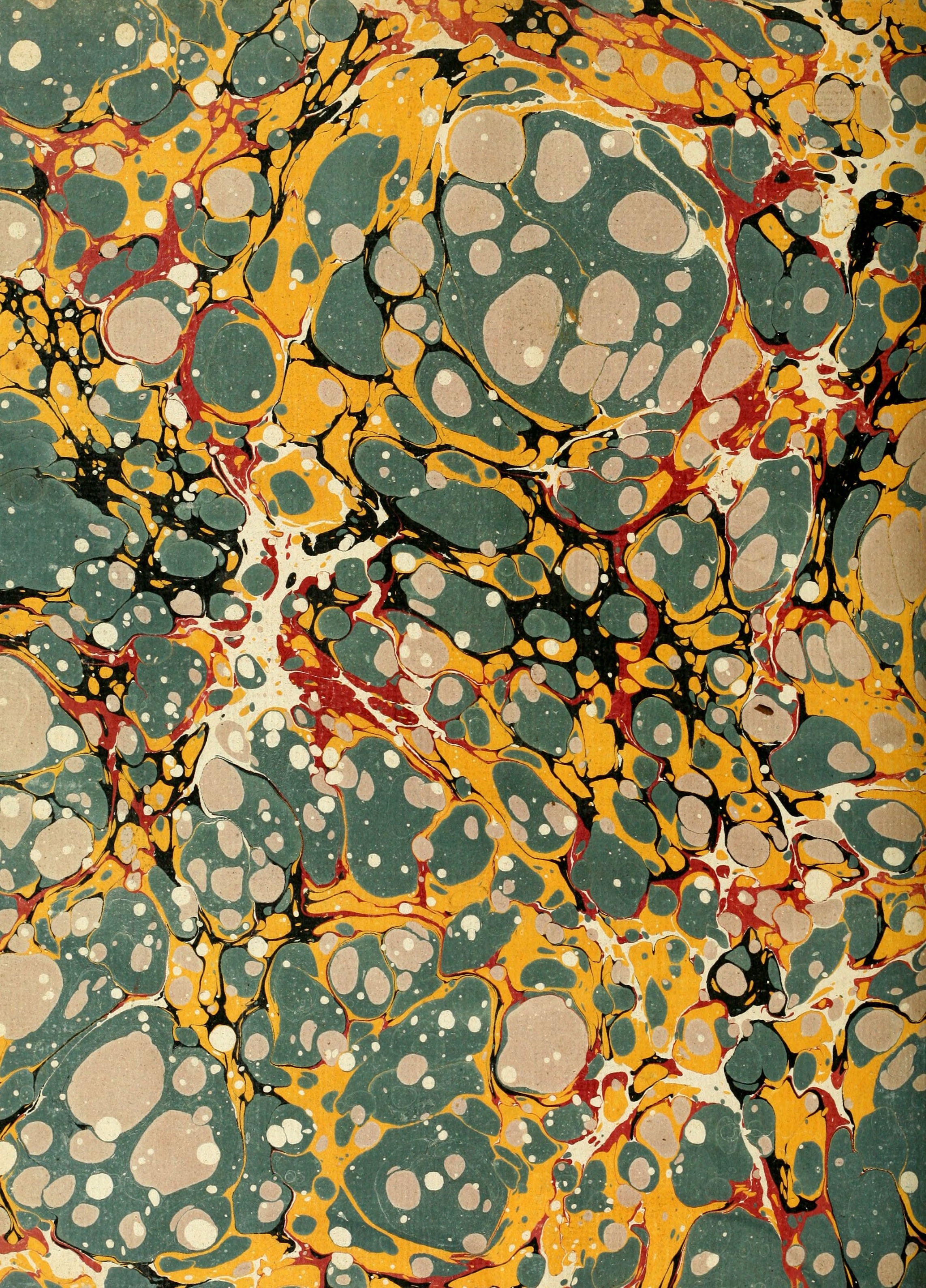
Steinmarmor (1774)
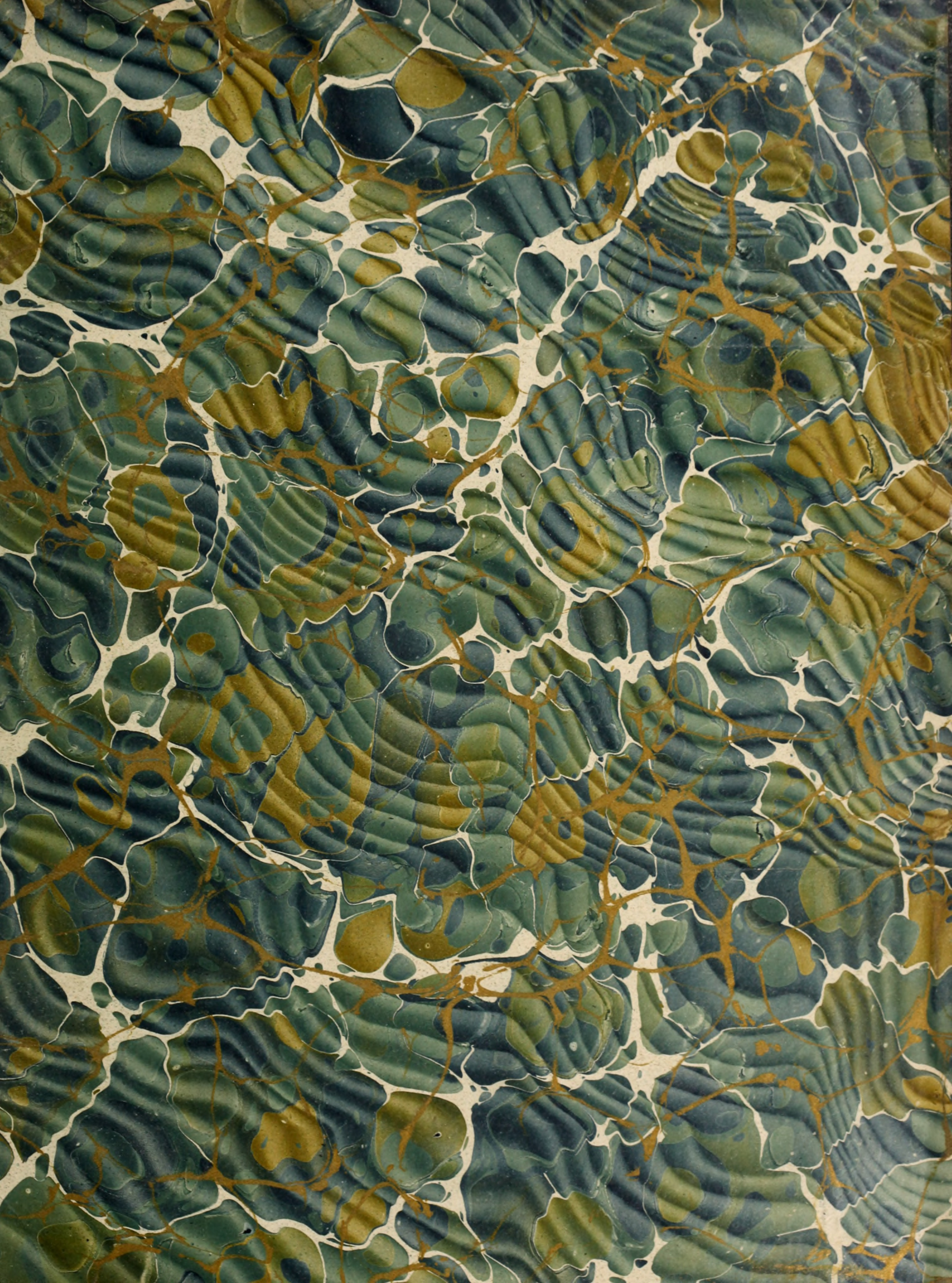
Moirémarmor (1889)
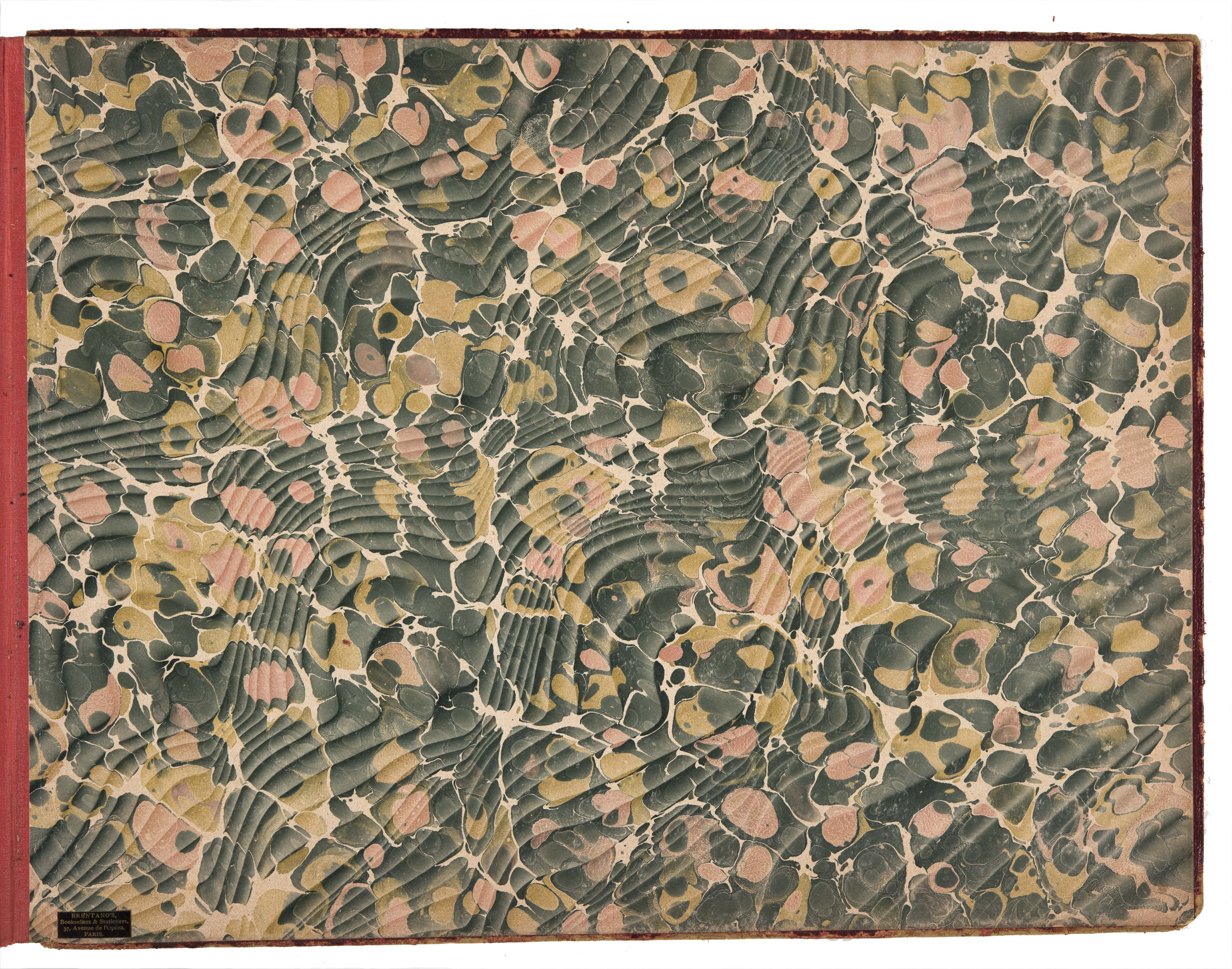
Moirémarmor (1915)
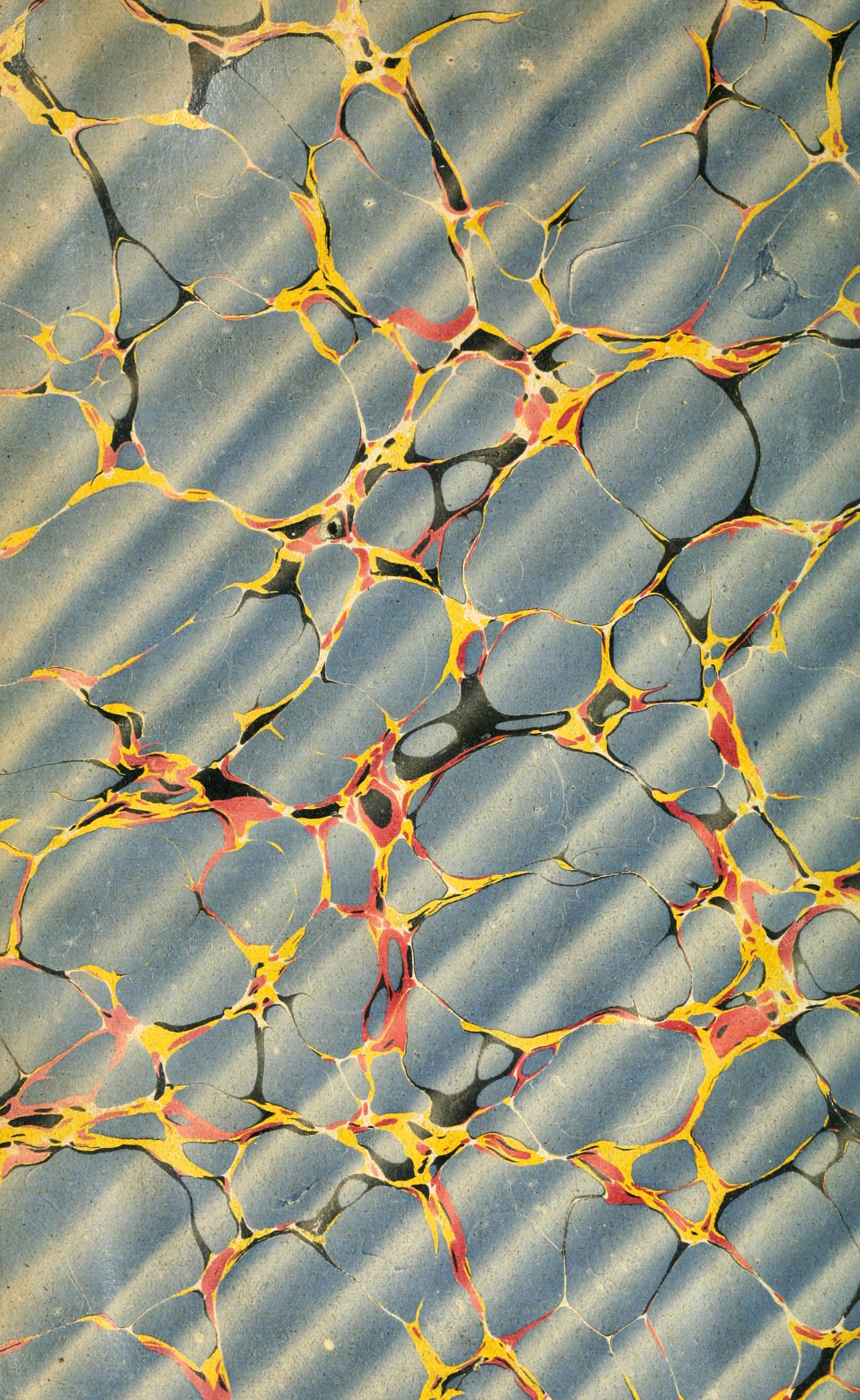
Wellenmarmor (1906)
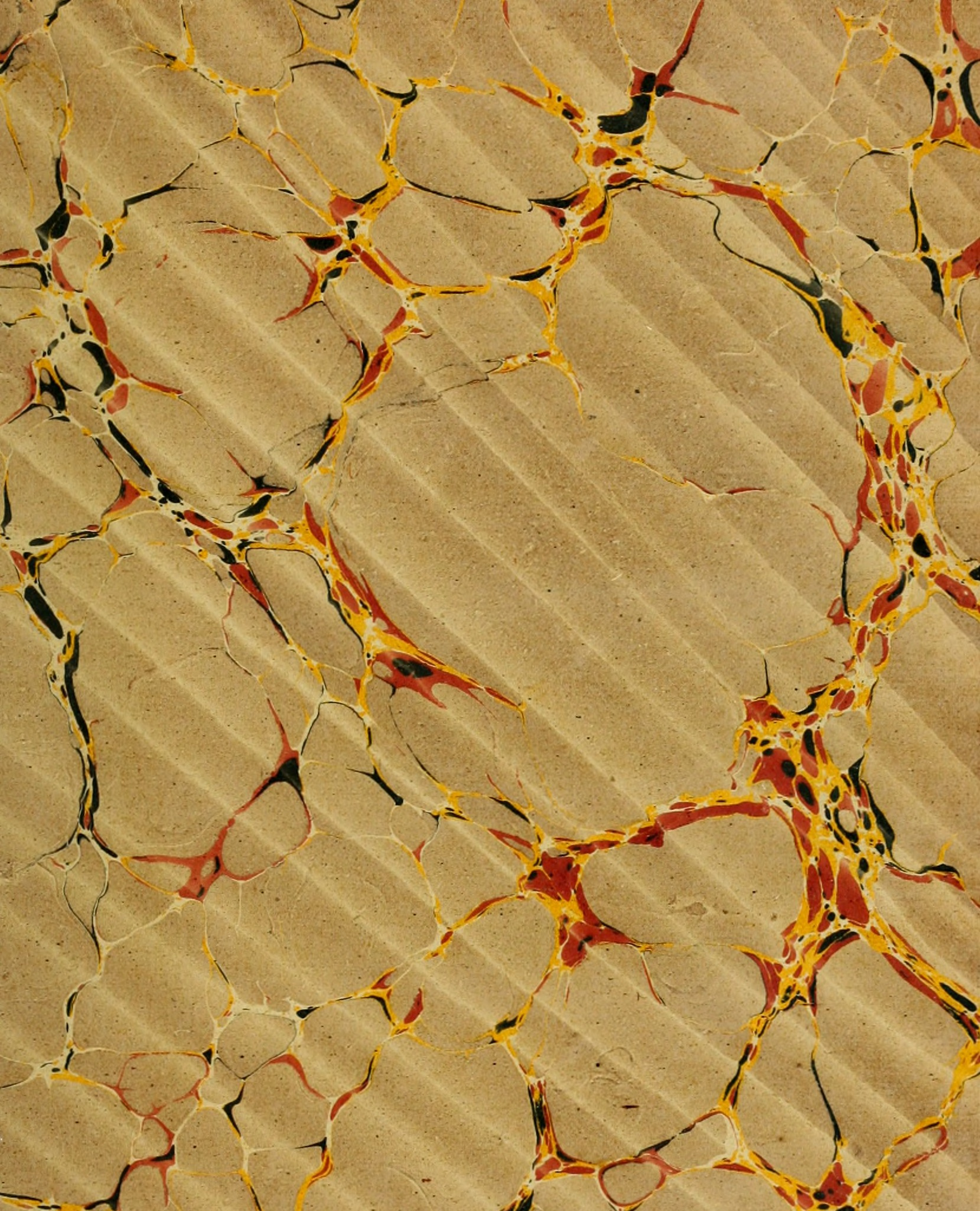
Wellenmarmor (1894)

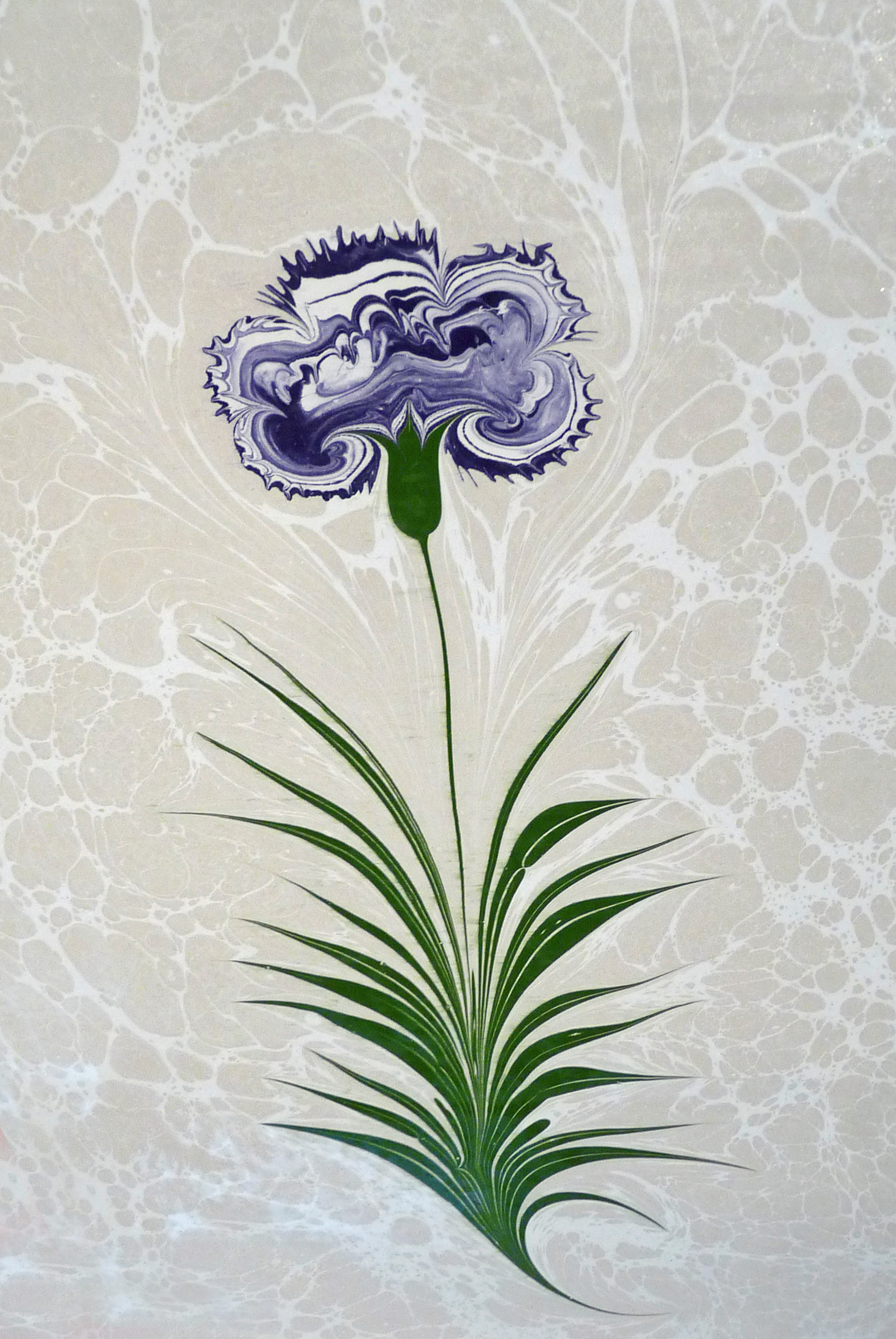
Ebru (2012)
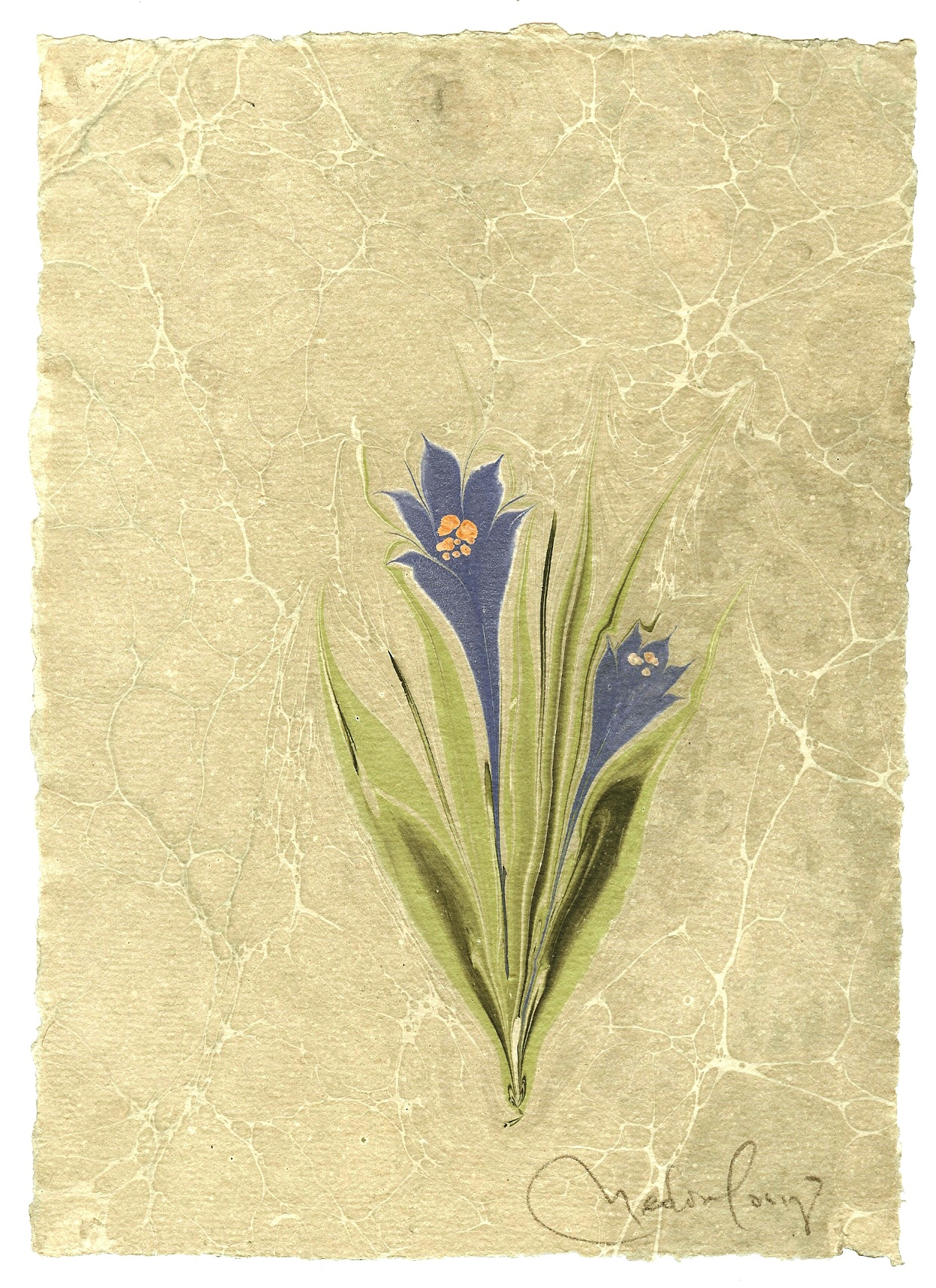
Nedim Sönmez: Enzian
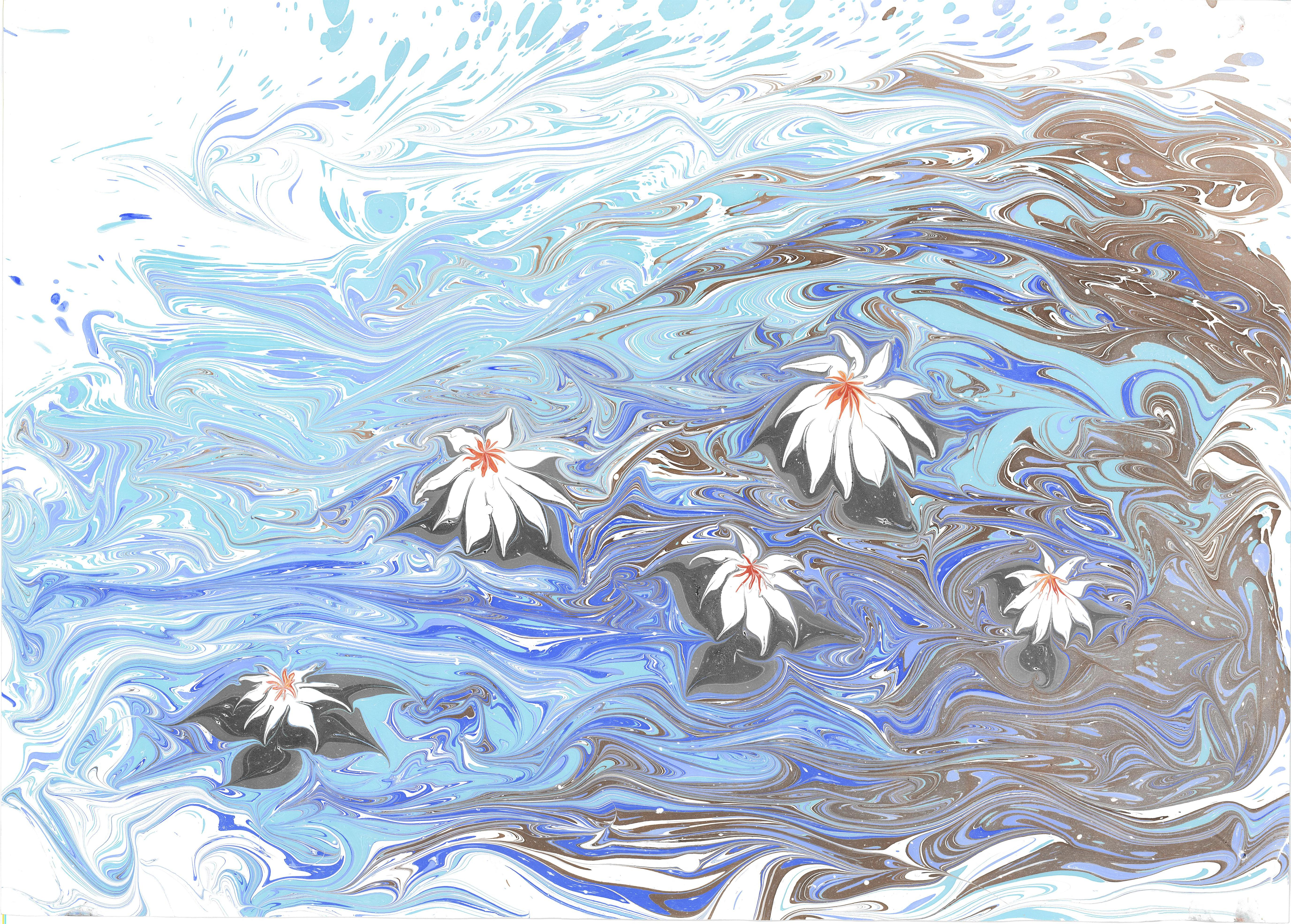
Nedim Sönmez: Seerosen
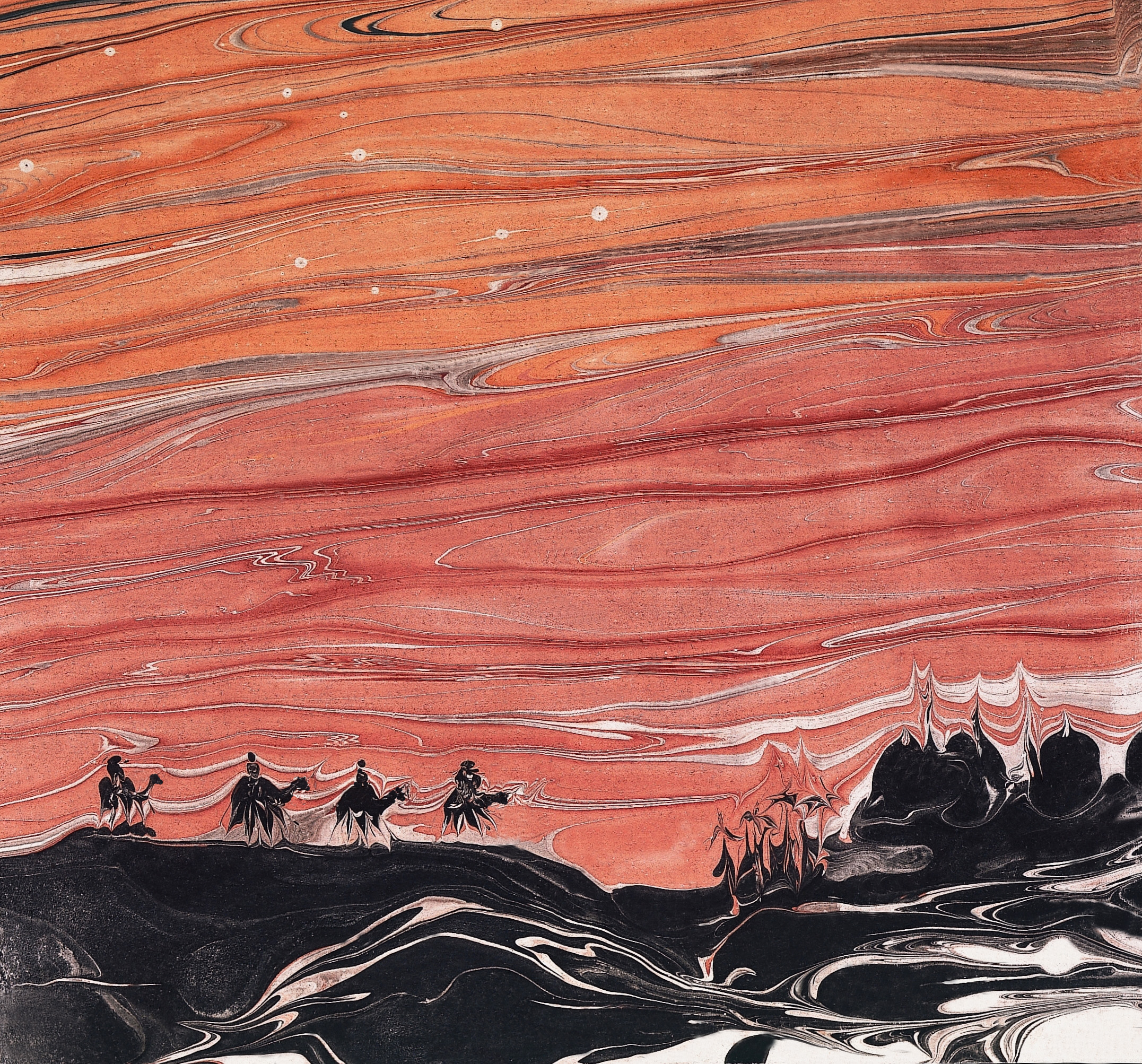
Nedim Sönmez: Karawane

### Bedrucktes Papier
Alle Techniken des Druckens können grundsätzlich auch zum Veredeln von Papier verwendet werden.

#### Hochdruck
Erhabene Druckformen kommen beim Hochdruckverfahren, so unter anderem bei Stempeldruckpapier, bei Modeldruckpapier und bei Walzendruckpapier mit erhabener Druckform zur Anwendung. Der Künstler Otto Hupp verwendete das typografische Material (Ornamente) der Schriftgießerei E. J. Genzsch in München zur Gestaltung von Vorsatzpapieren.

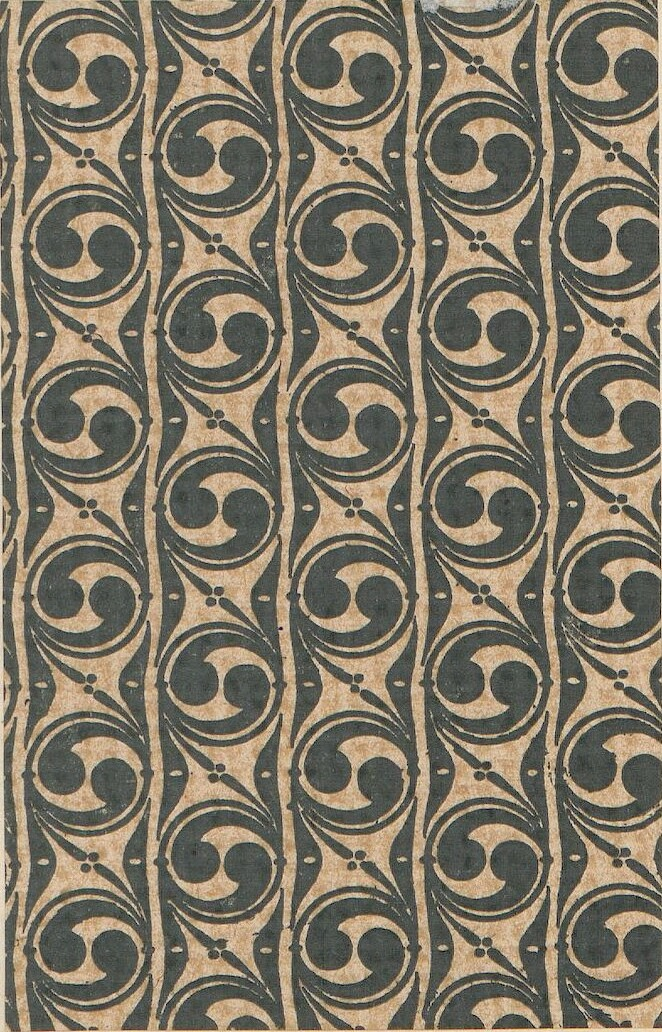
Vorsatzpapier nach Entwürfen von Otto Hupp (vor oder um 1908)
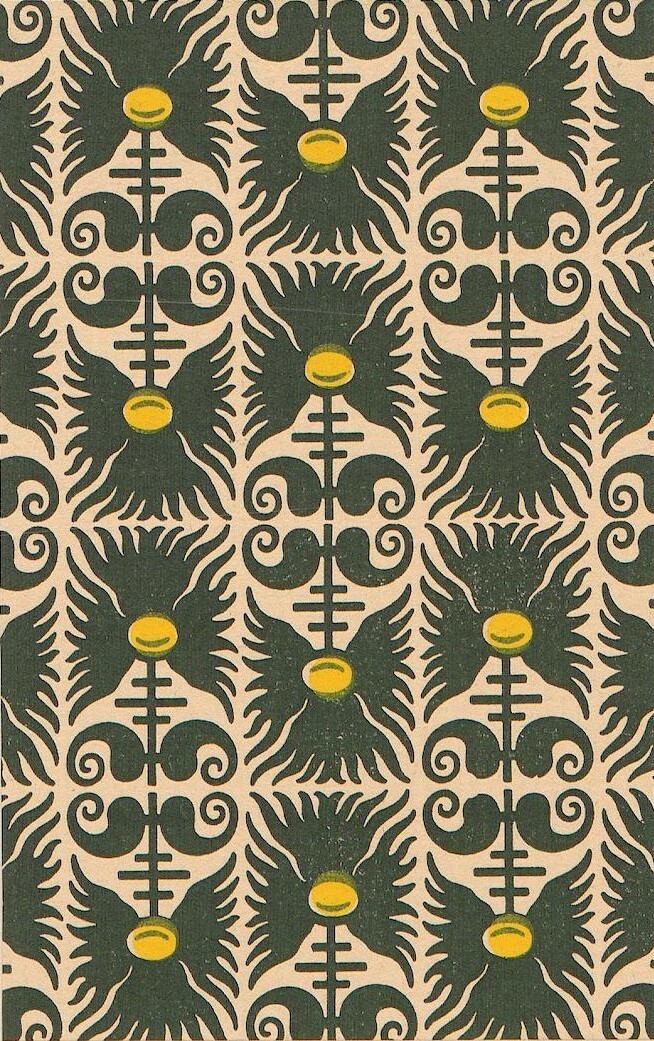
Vorsatzpapier nach Entwürfen von Otto Hupp (vor oder um 1908)
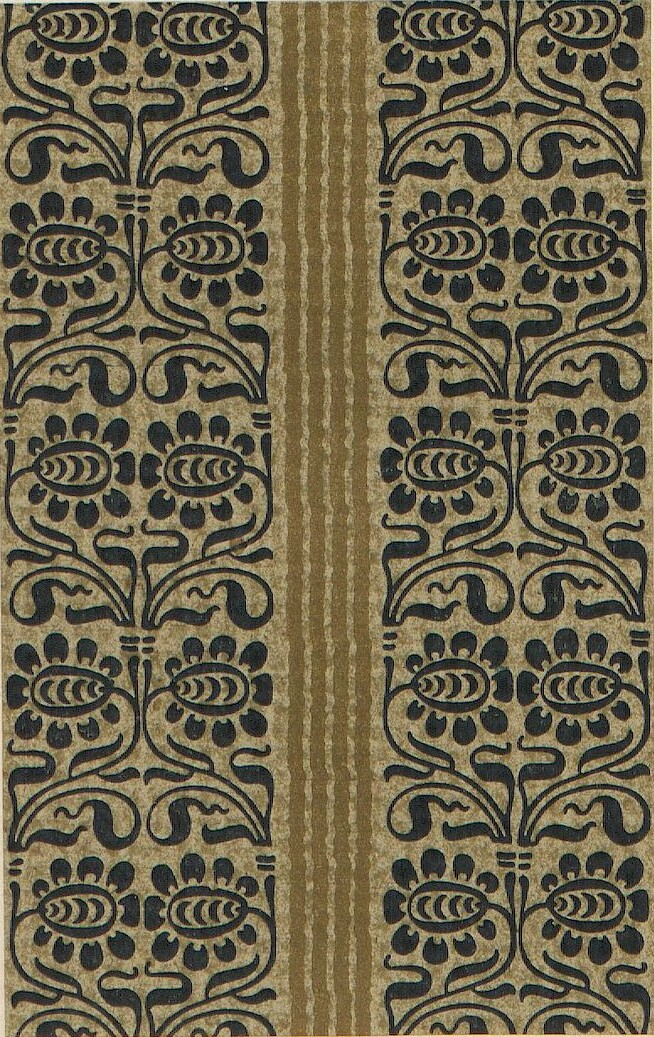
Vorsatzpapier nach Entwürfen von Otto Hupp (vor oder um 1908)
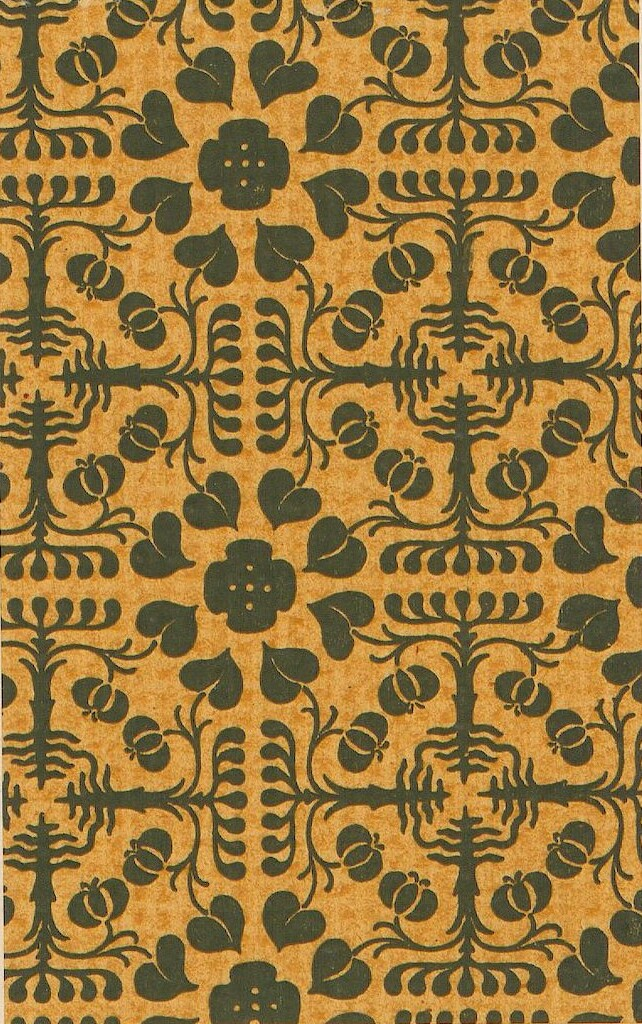
Vorsatzpapier nach Entwürfen von Otto Hupp (vor oder um 1908)

Modeldruckpapiere werden unter Verwendung von als Model bezeichneten Druckstöcken hergestellt. Die historische Benennung „Kattunpapier“ geht auf die Verwendung ähnlicher Model beim Bedrucken leichter Baumwollstoffe zurück.

„Zumeist aus einfachen, geometrisierenden kleinteiligen Motiven entwickelt, spiegeln viele der schlichten Muster der Modeldruckpapiere aus dem 18. Und beginnenden 19. Jahrhundert die formale Strenge des Klassizismus und des  Biedermeiers. Großflächigere Muster mit Ranken-, Blumen- und Vogelmotiven gehören zum Formenrepertoire der Kattunpapiere.
Papiere beider Arten lassen nur ausnahmsweise genaue Datierungen zu, da dieselben Model über lange Zeitspannen hinweg unverändert benutzt wurden. Das war nicht zuletzt deshalb möglich, weil auf die höIzernen Druckstöcke aufmontierte Metallstege und -stempel größere Haltbarkeit und außerdem präzise Druckbilder mit sich brachten. Gedruckt wurden Kattunpapiere, ähnlich wie Japan-Holzschnitte, von Hand ohne Hilfe einer Presse. Der Papierbogen wurde auf den eingefärbten Druckstock gelegt und rückseitig mit einem Holzklöppel bearbeitet, so daß sich die Farbe auf das Papier übertrug.“

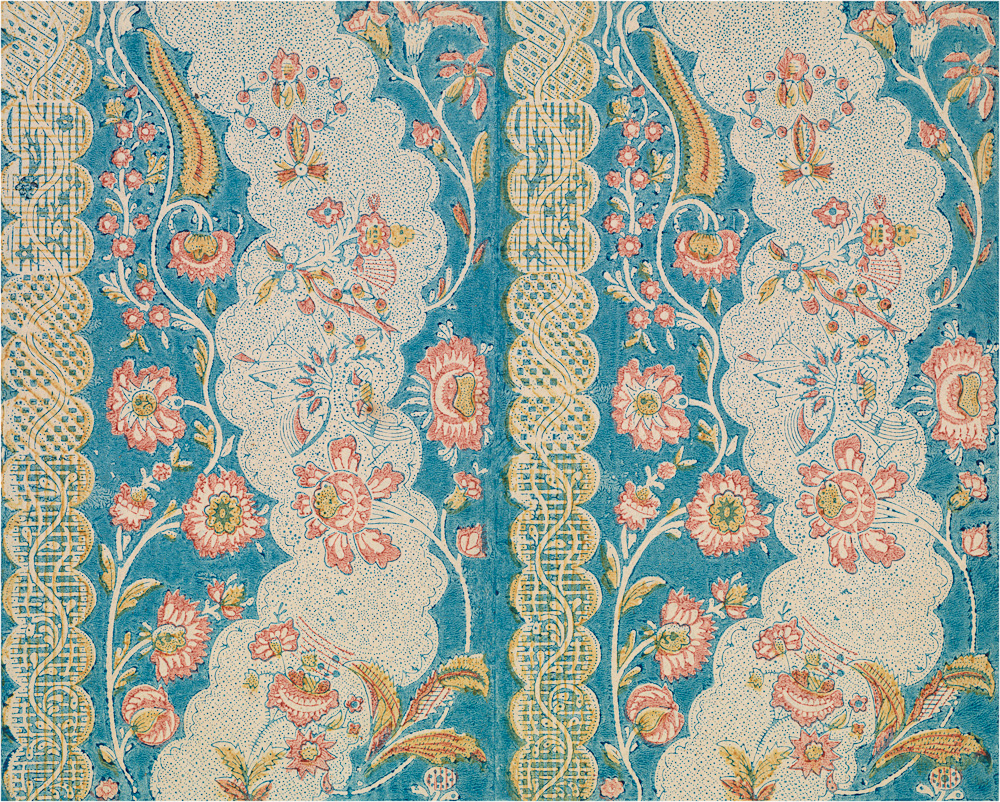
Modeldruckpapier, Deutschland, ca. 1780
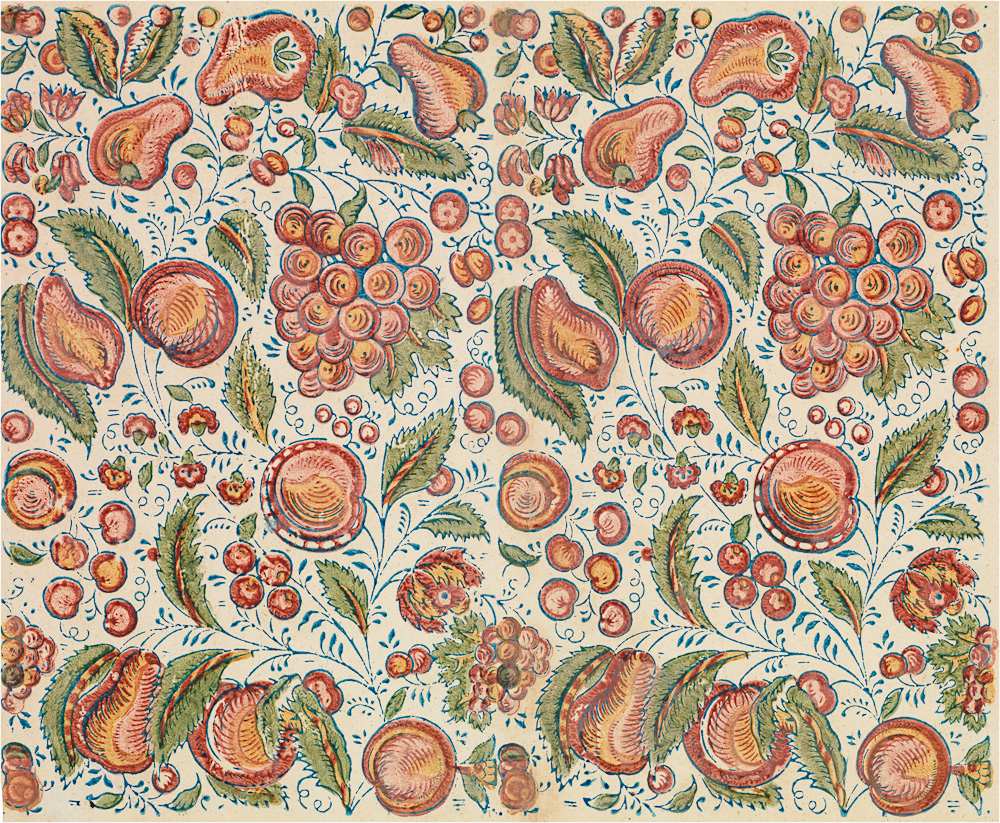
Modeldruckpapier, Italien, ca. 1780
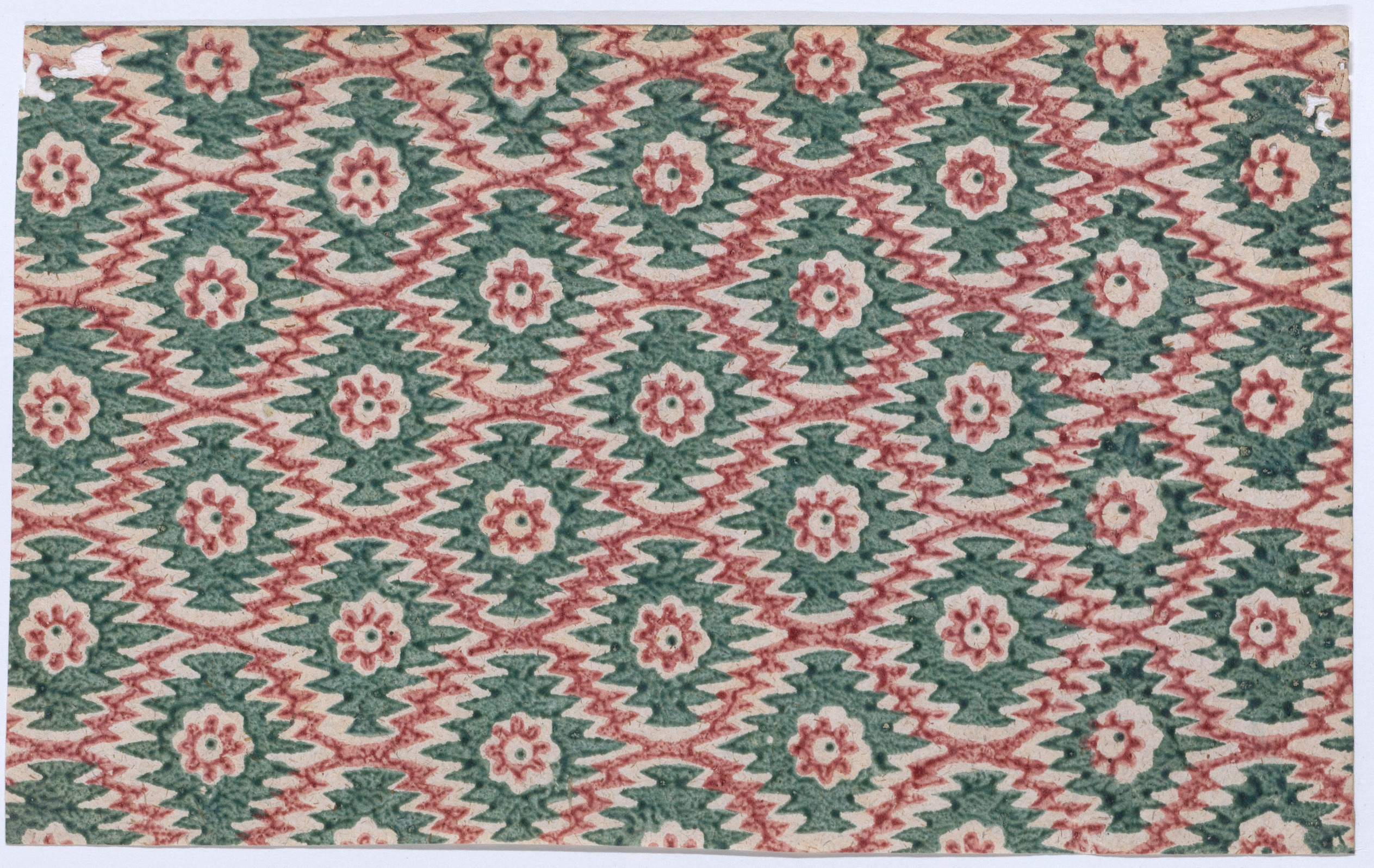
Modeldruckpapier mit durchgehendem Muster aus Blumen und organischen Formen, 19. Jahrhundert
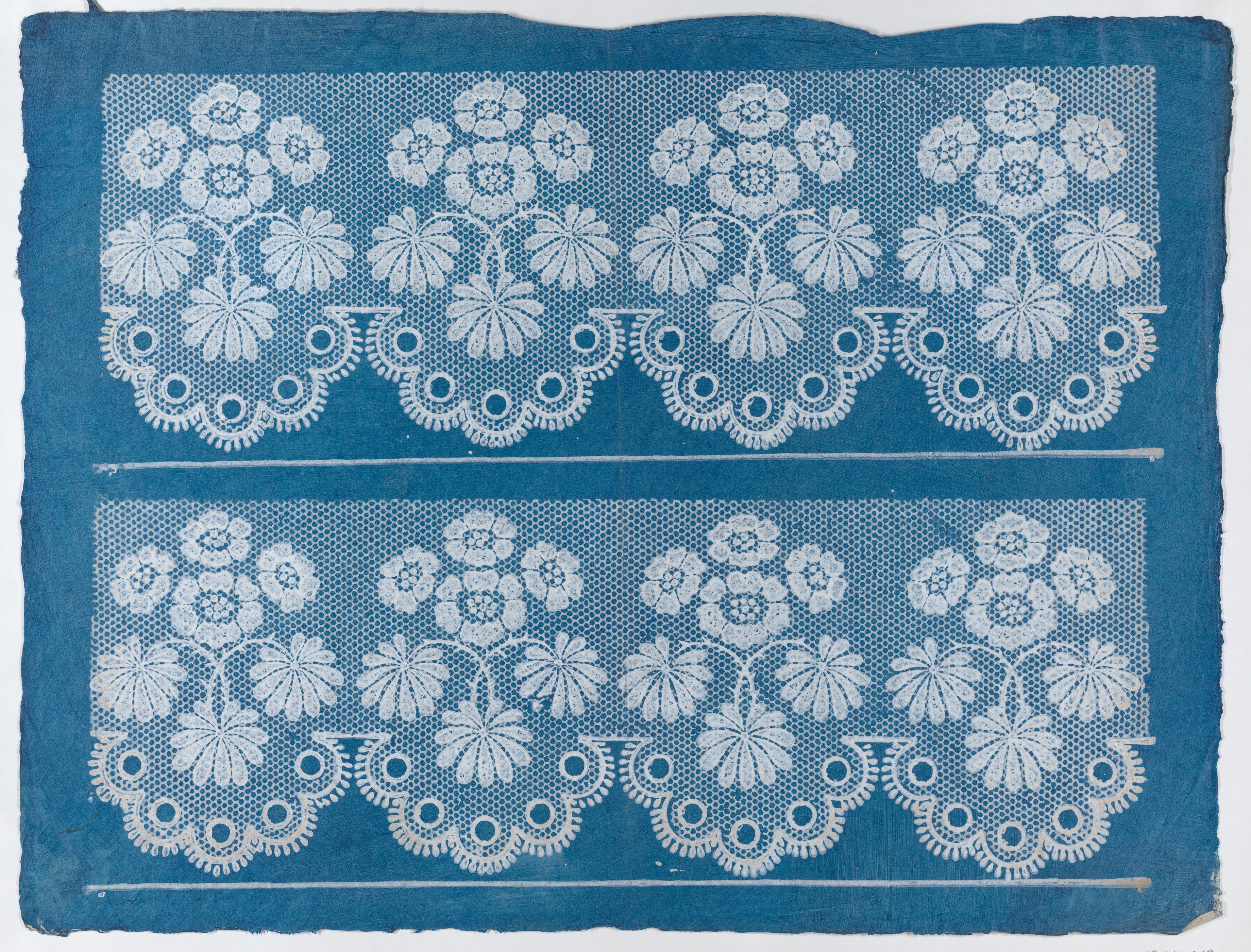
Blau gefärbtes Papier mit zwei aufgedruckten Bordüren mit weißem Blumen- und Spitzenmuster

„Dominotier-Papier“ (frz. papier dominoté) bezeichnet einen einfarbigen Modeldruck, der mit schablonierten, handgemalten oder handkolorierten Elementen ergänzt wurde. Als „Rizzi-Papier“ wird Modeldruckpapier bezeichnet, das etwa ab 1904 von Giuseppe Rizzi in Varese nach älteren italienischen Vorbildern hergestellt wurde.

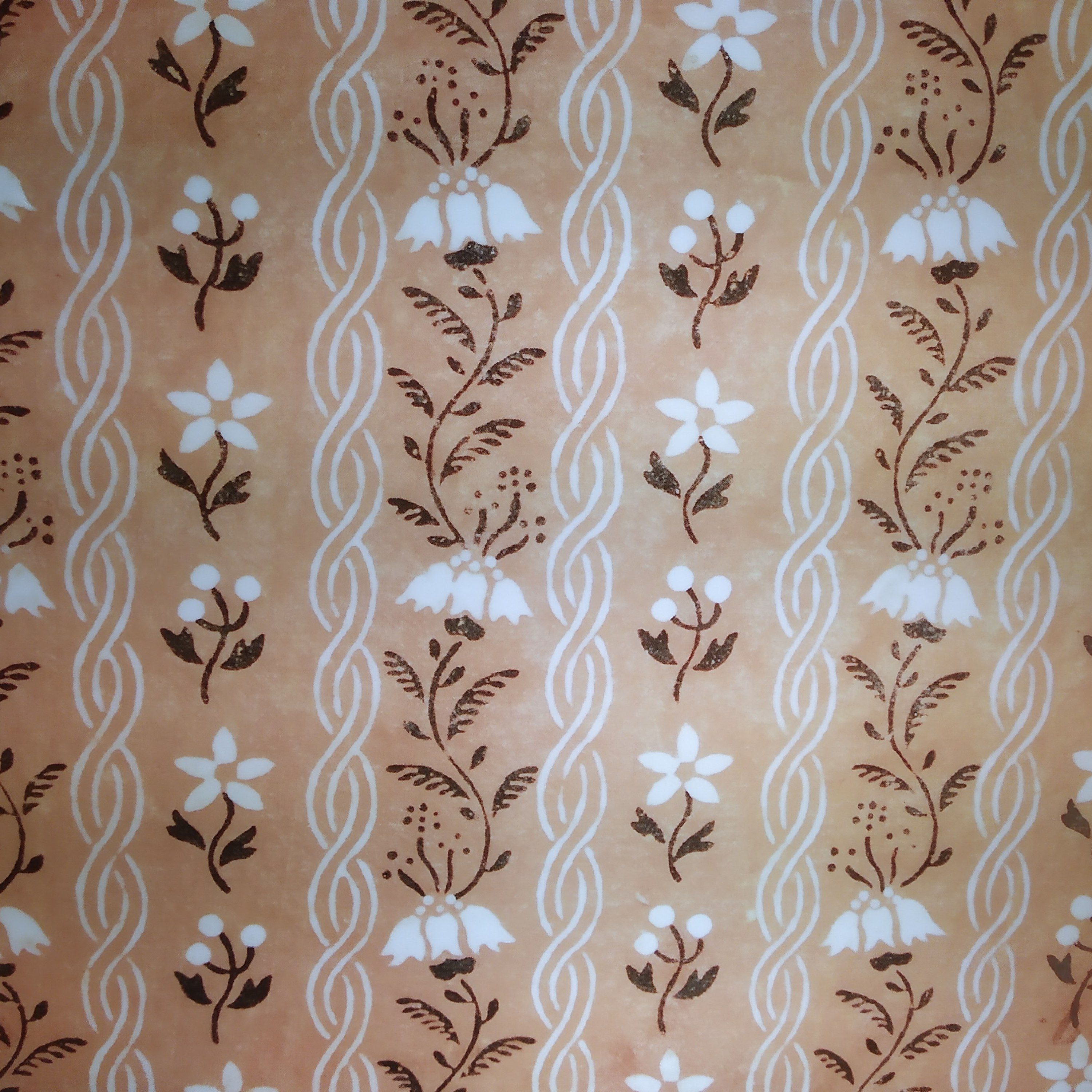
Modeldruckpapier der Firma Remondini in Bassano del Grappa, Museo Remondini, Bassano del Grappa.
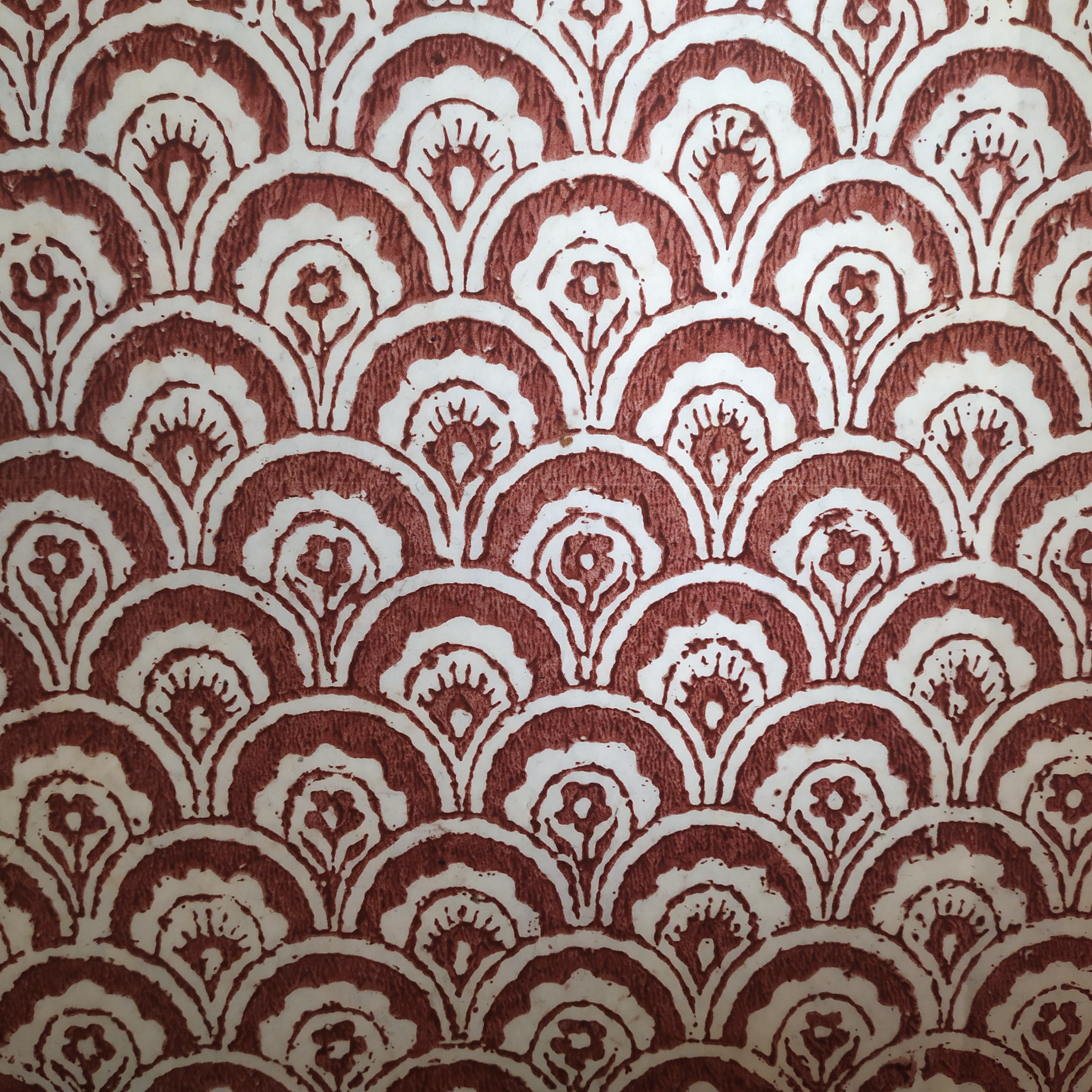
Modeldruckpapier der Firma Remondini in Bassano del Grappa, Museo Remondini, Bassano del Grappa.
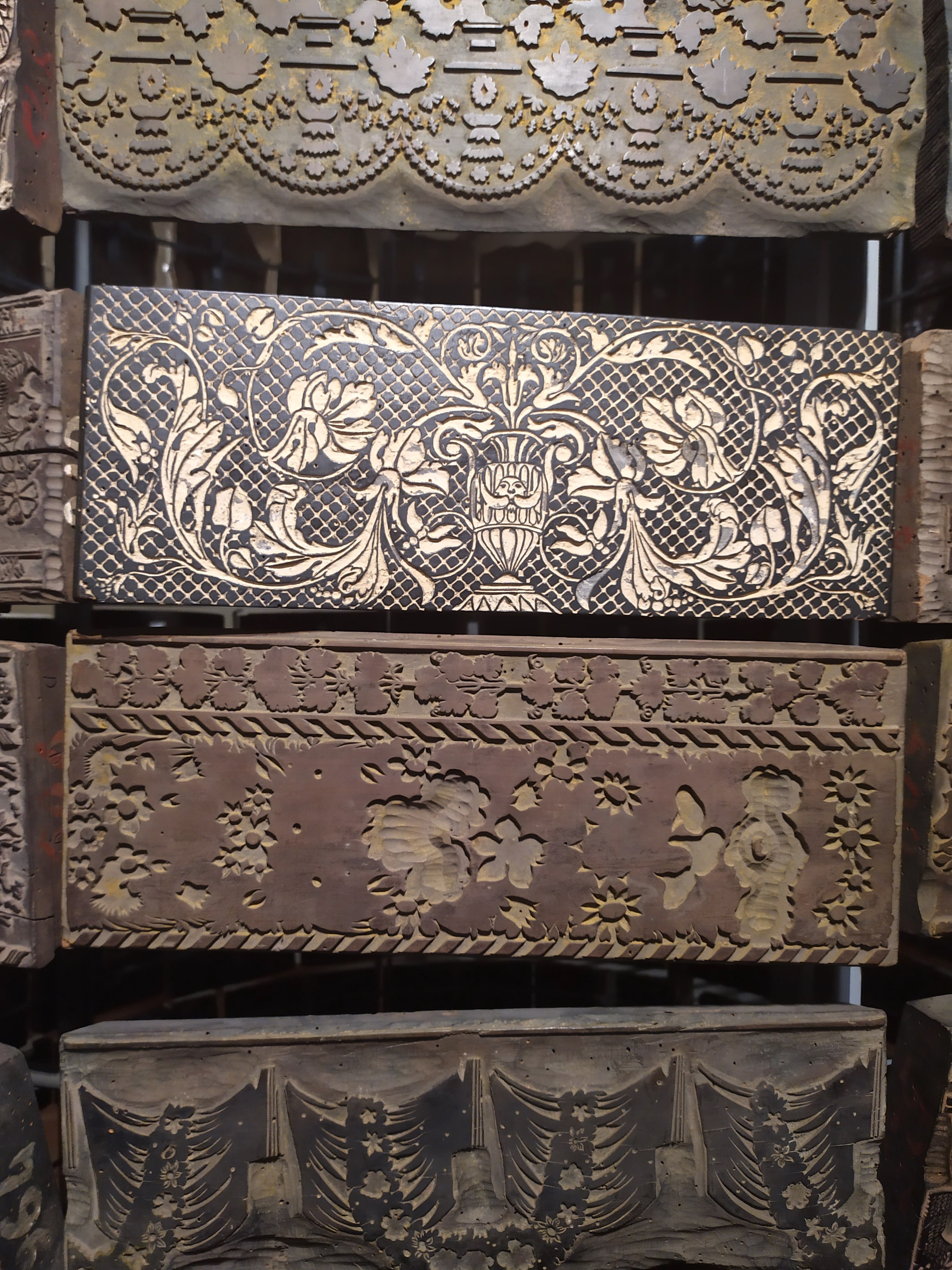
Hölzerne Druckmodeln der Firma Remondini in Bassano del Grappa, Museo Remondini, Bassano del Grappa.
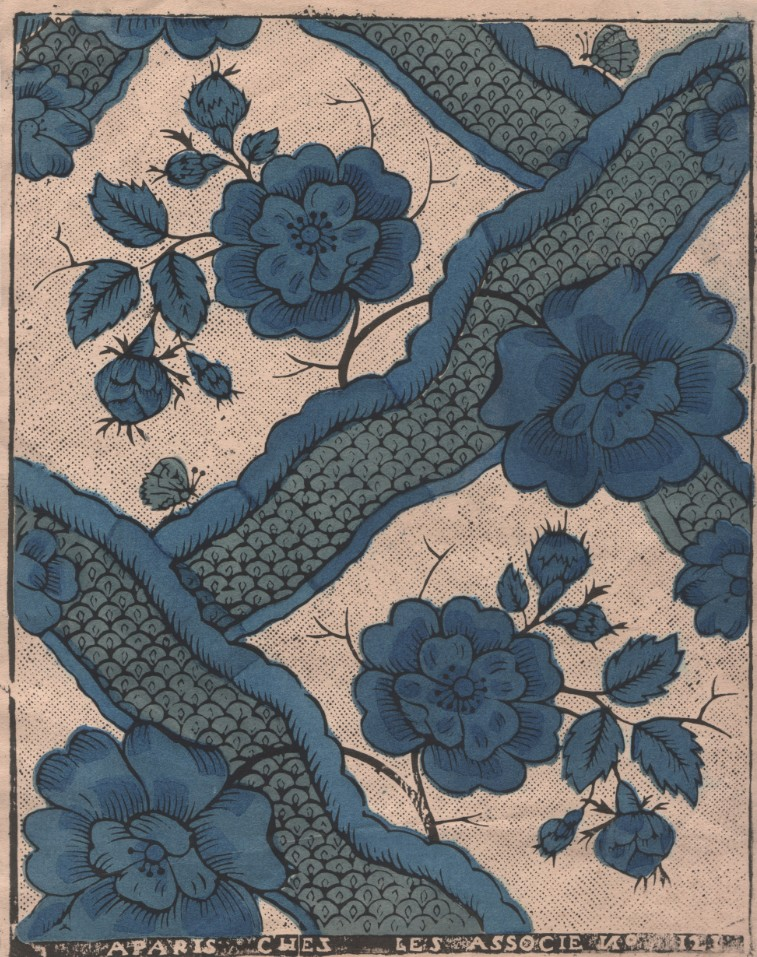
Französisches Papier dominoté: À PARIS CHEZ LES ASSOCIÉS N°123.

Als „Japanisches Figurenpapier“ wurden dünne japanische Seidenpapiere (Tengujo) bezeichnet, die als Schutz- und Trennpapier Verwendung fanden und z. B. in den 21 zwischen 1895 und 1900 publizierten Heften der Zeitschrift PAN vor den originalgrafischen Blättern eingebunden waren. Die nur 11,5 Gramm pro Quadratmeter flächenbezogene Masse aufweisenden Papiere zeigten die charakteristische Struktur des aus Bambusstäbchen gebildeten flexiblen Schöpfsiebs und waren mit Ornamenten in weißer Farbe bedruckt.

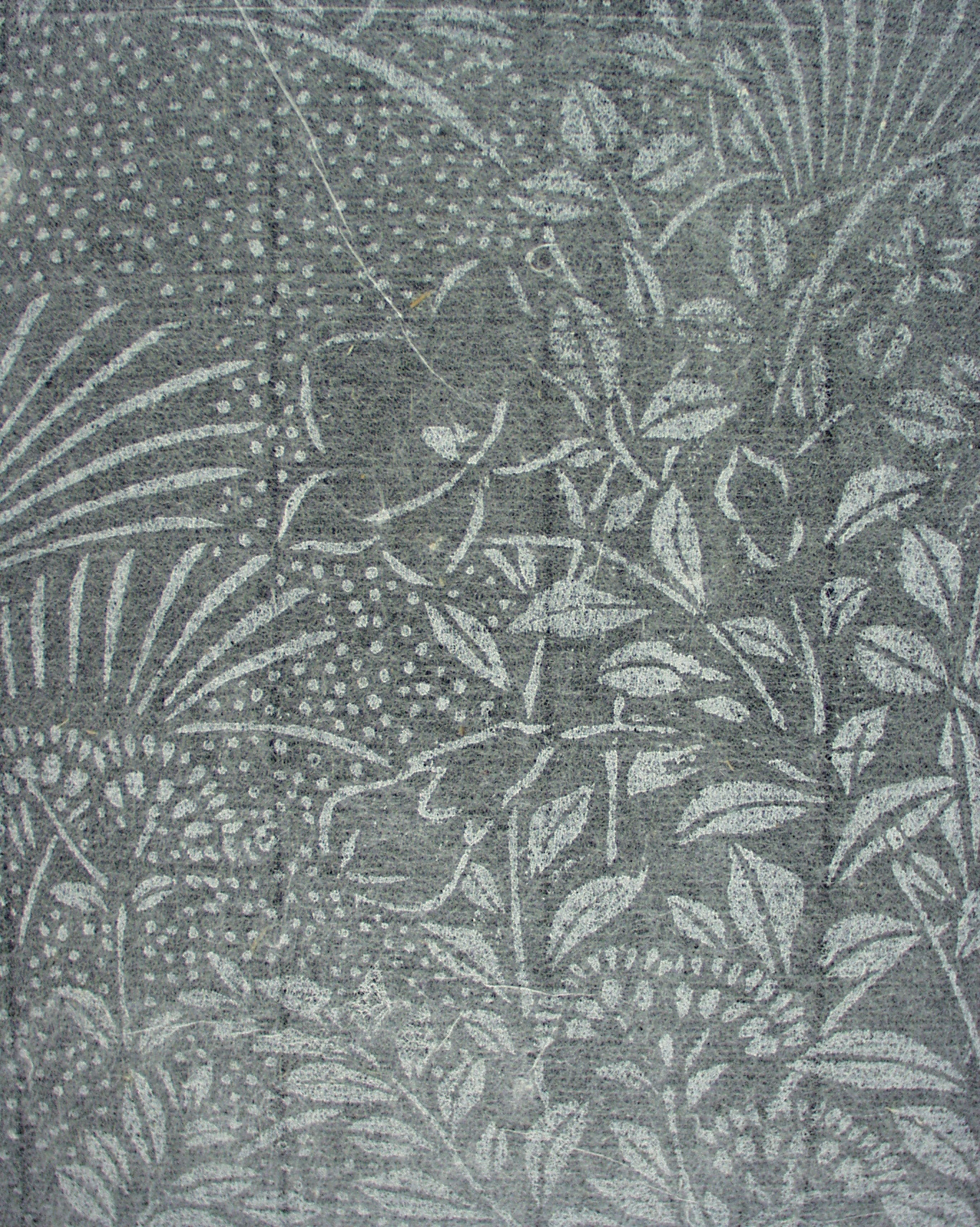
Japanisches Figurenpapier (Tengujo, weiß bedruckt), Grafikschutzpapier in der Zeitschrift PAN
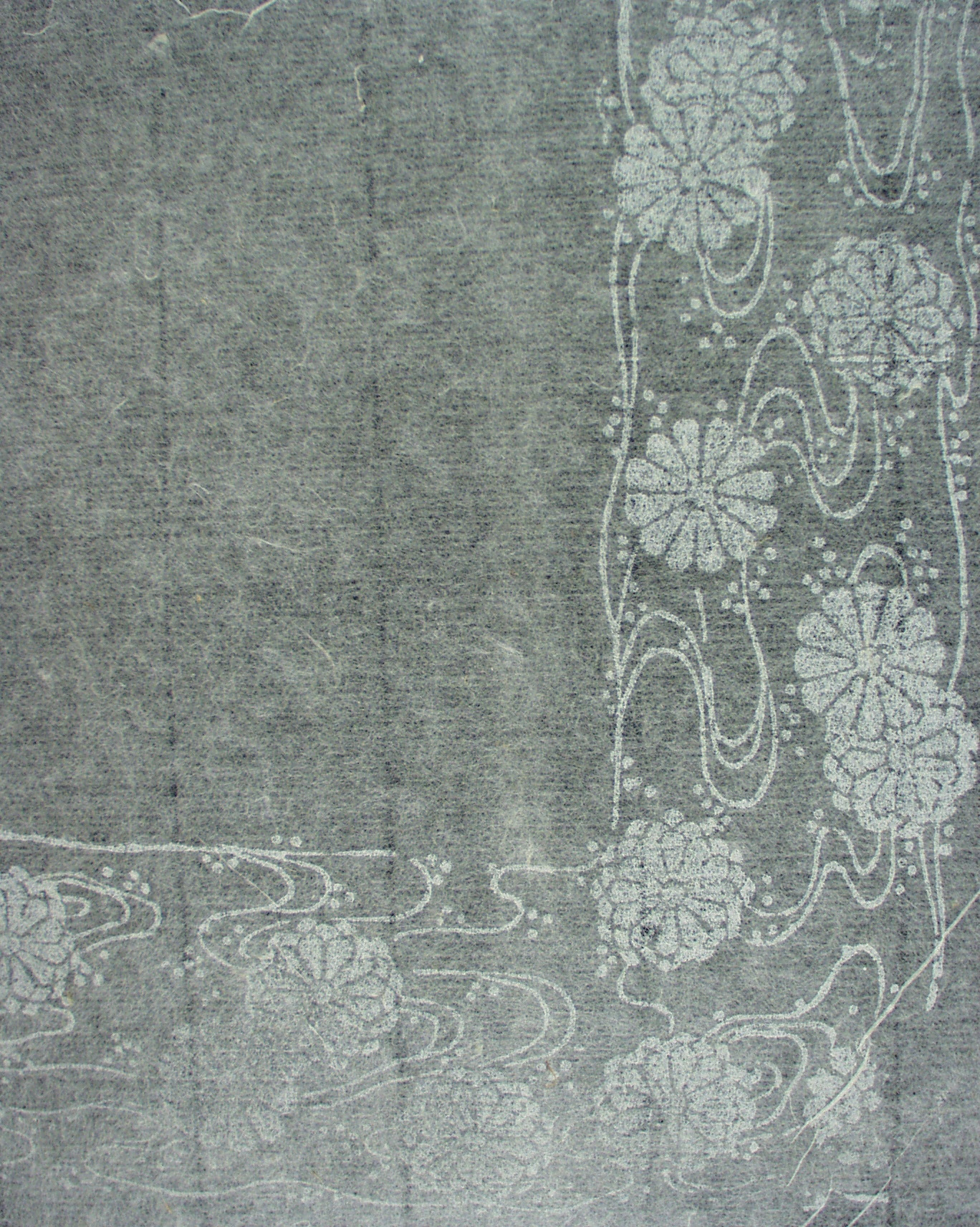
Japanisches Figurenpapier (Tengujo, weiß bedruckt), Grafikschutzpapier in der Zeitschrift PAN
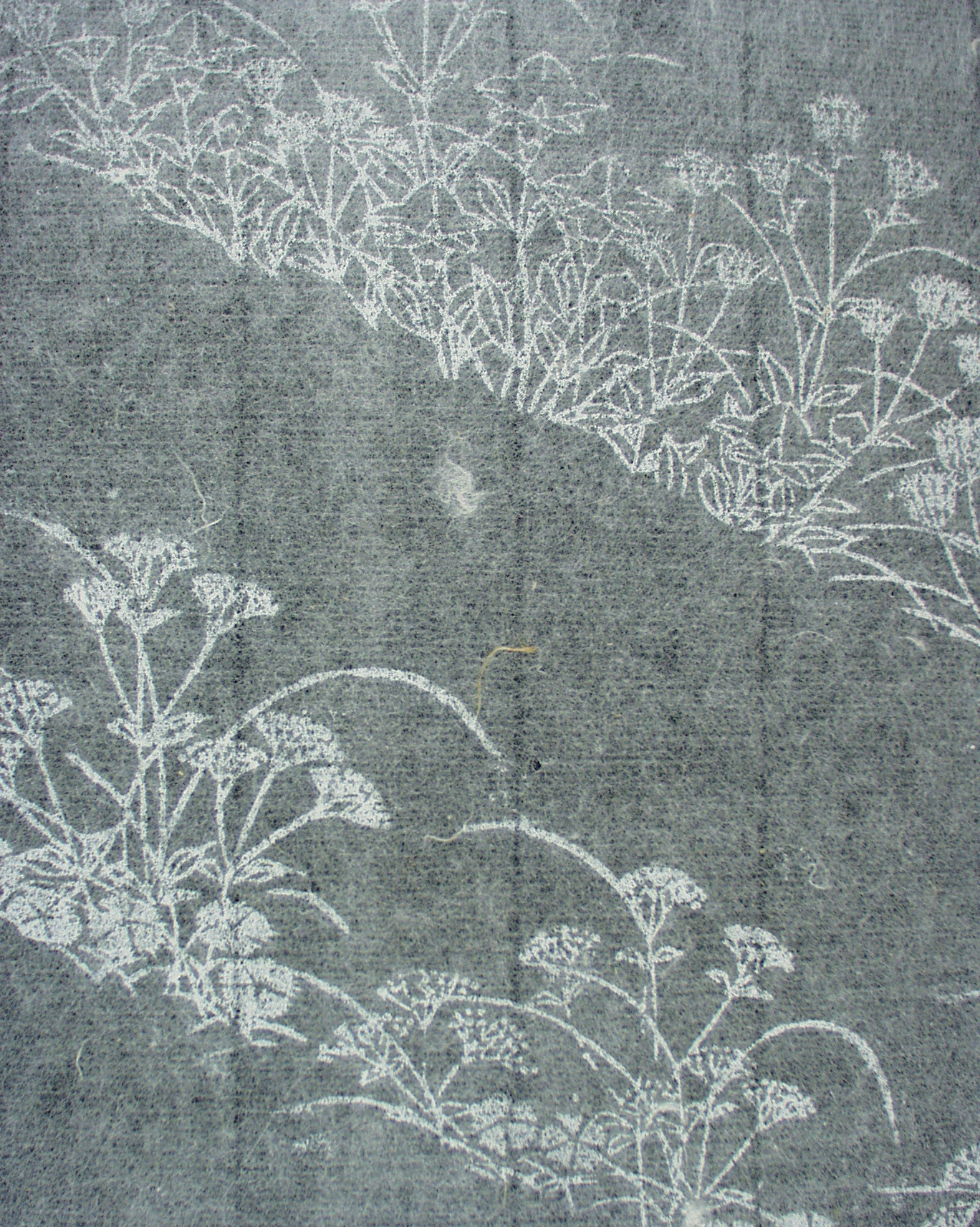
Japanisches Figurenpapier (Tengujo, weiß bedruckt), Grafikschutzpapier in der Zeitschrift PAN
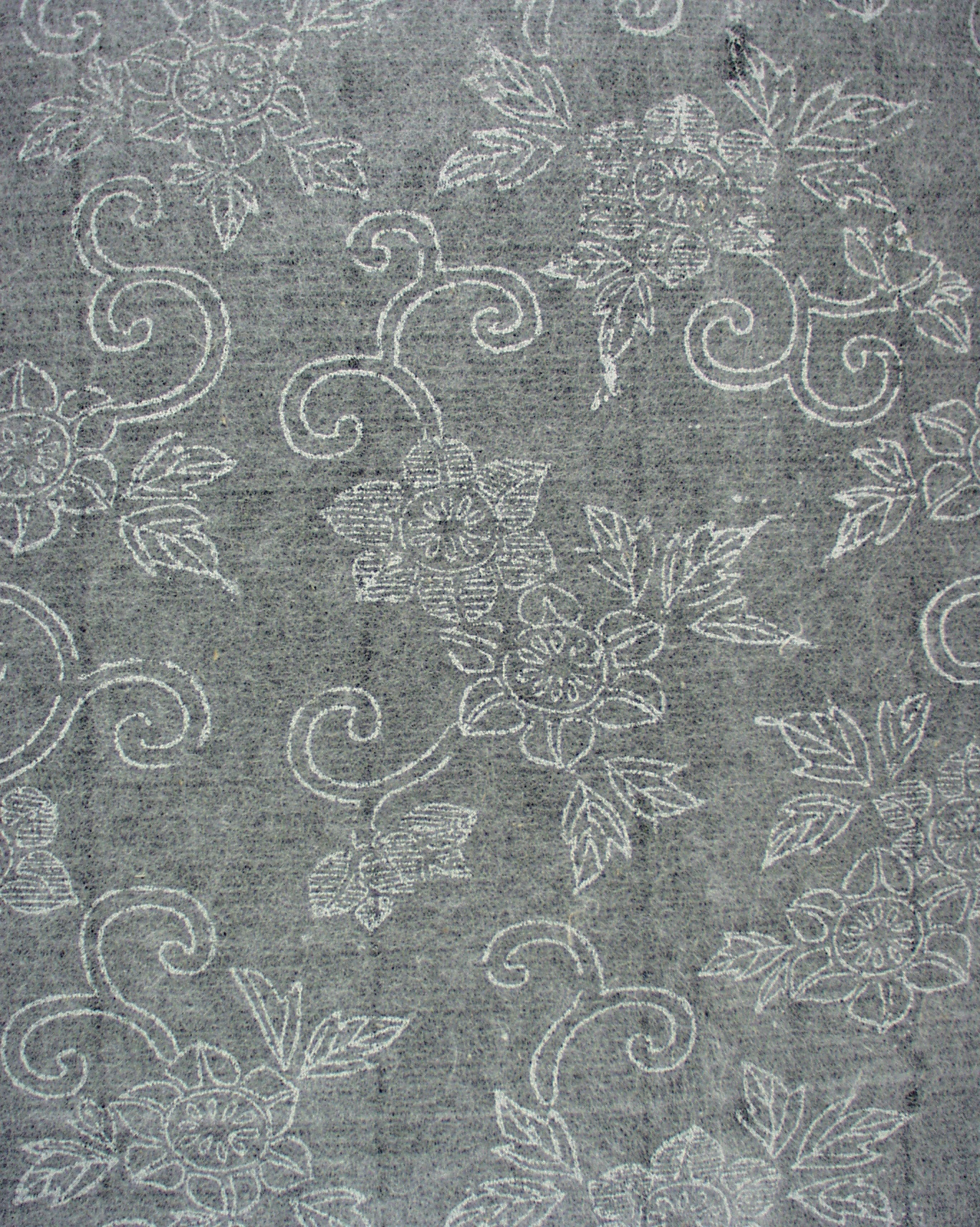
Japanisches Figurenpapier (Tengujo, weiß bedruckt), Grafikschutzpapier in der Zeitschrift PAN
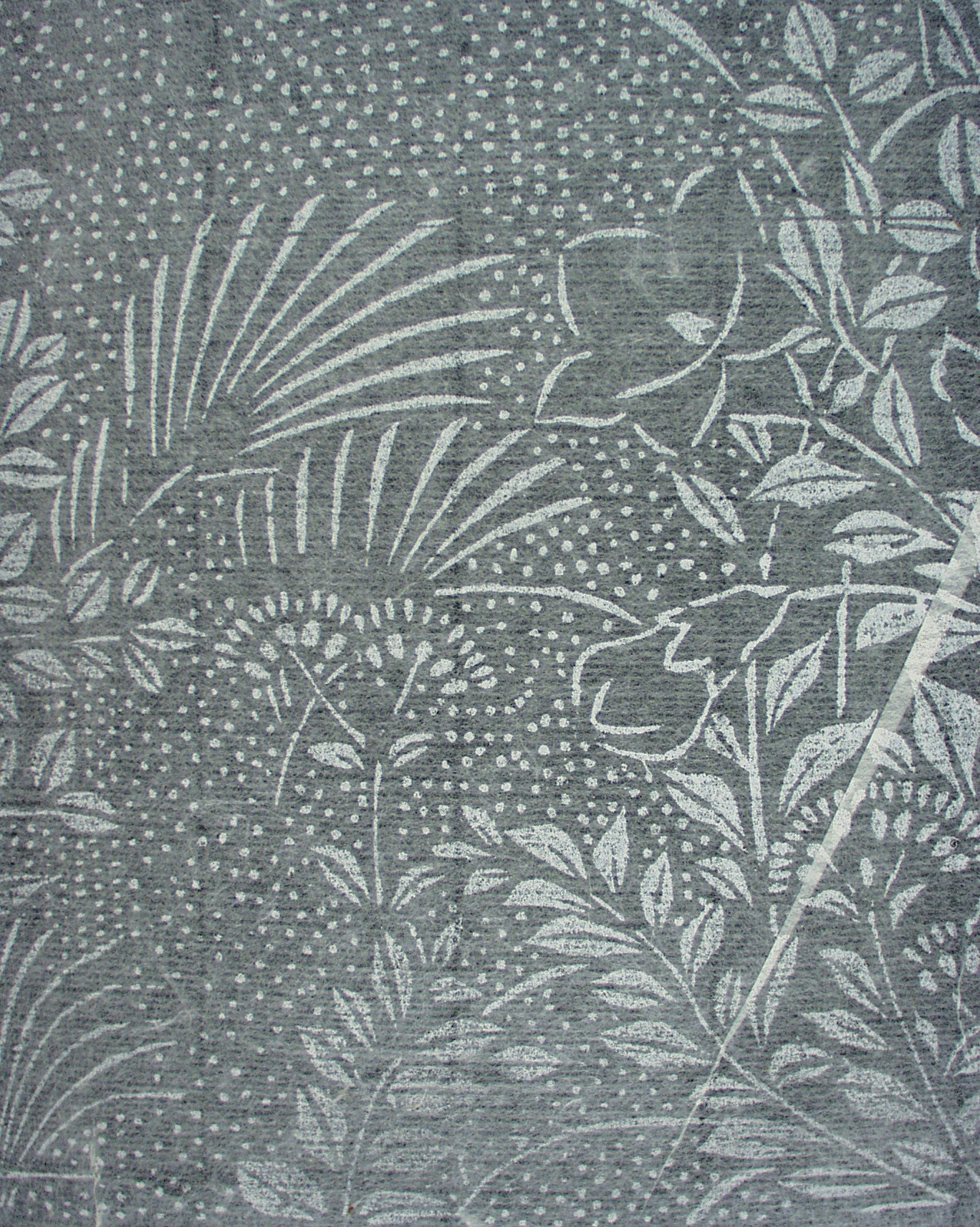
Japanisches Figurenpapier (Tengujo, weiß bedruckt), Grafikschutzpapier in der Zeitschrift PAN
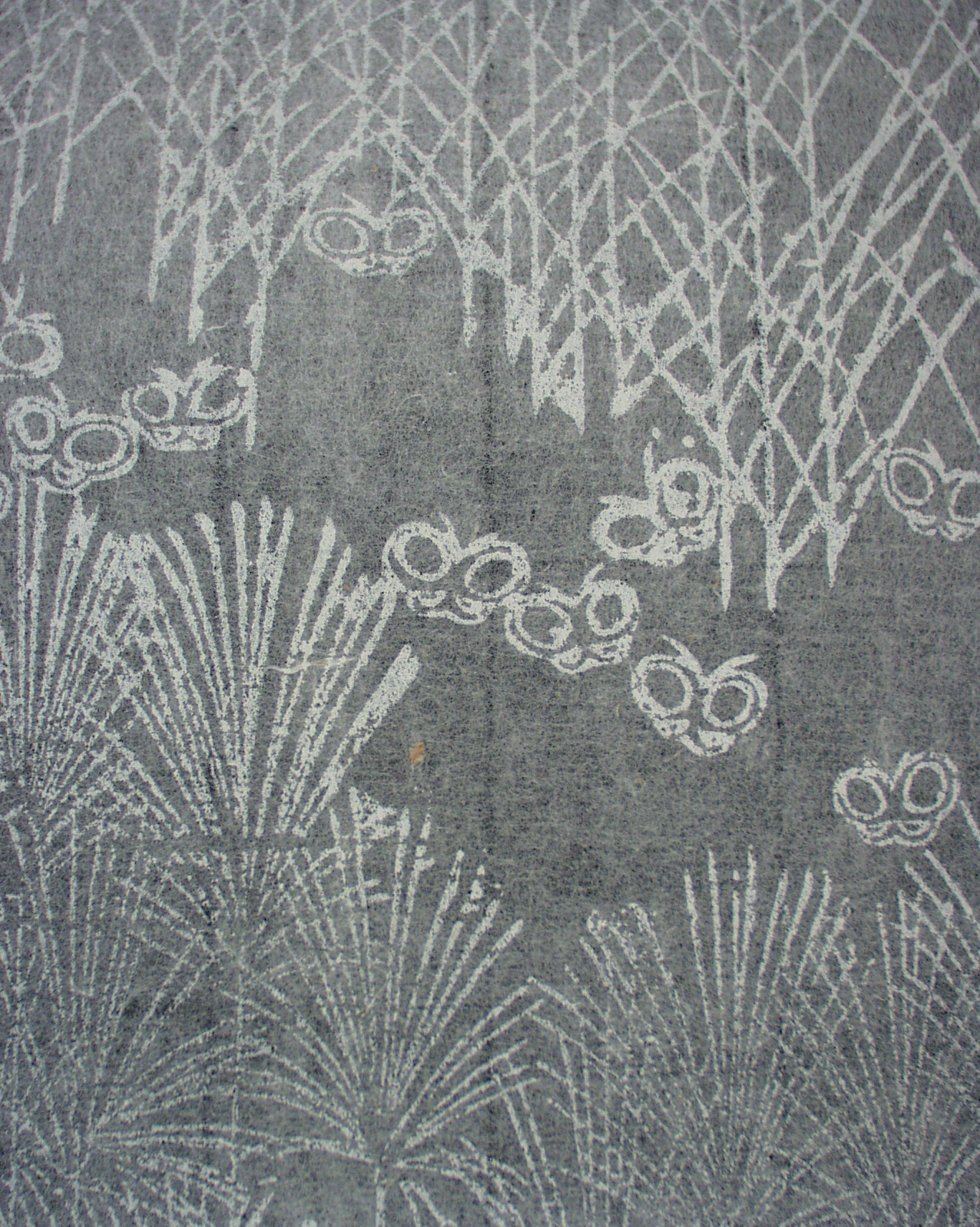
Japanisches Figurenpapier (Tengujo, weiß bedruckt), Grafikschutzpapier in der Zeitschrift PAN
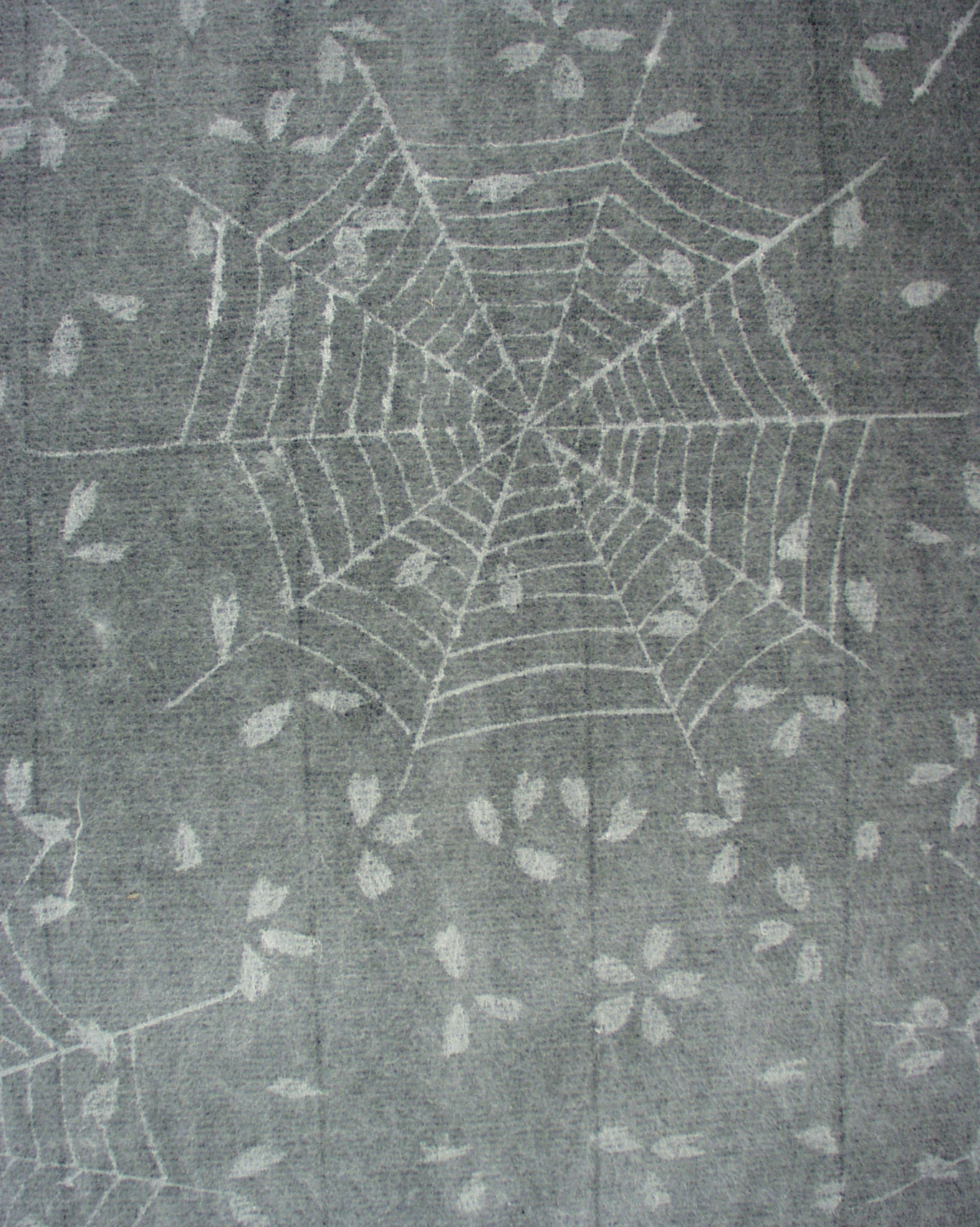
Japanisches Figurenpapier (Tengujo, weiß bedruckt), Grafikschutzpapier in der Zeitschrift PAN

#### Tiefdruck
Im Tiefdruckverfahren wurde Buntpapier als Kupferstich oder als Walzendruckpapier mit gravierten Walzen produziert.

#### Flachdruck
Die Lithografie erlangte unter den Flachdruckverfahren mit lithografiertem Papier die größte Bedeutung für die Buntpapierfabrikation des späten 19. und frühen 20. Jahrhunderts.

„Die Lithographie, der Steindruck, gewann 1885 für die Buntpapier-Herstellung an Bedeutung, als die lithographische Schnelldruckpresse aufkam. Der mit einer Zeichnung versehene Stein mußte nun nicht mehr vor jedem Druckvorgang per Hand angefeuchtet und gefärbt werden. Die lithographische Schnelldruckpresse, die automatisch feuchtet und einfärbt, arbeitet schneller und erreicht wesentlich höhere Auflagen.“

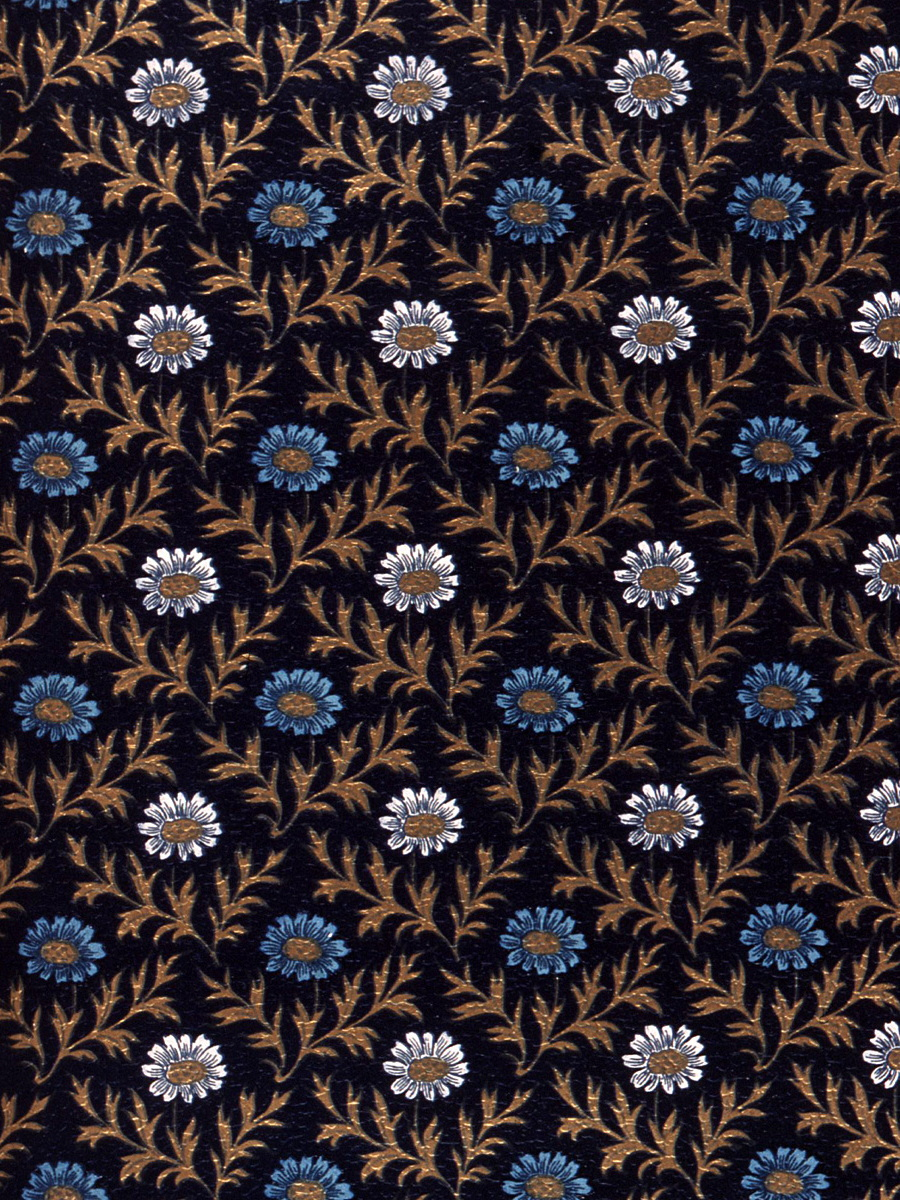
Lithografiertes Buntpapier, Fantasiepapier, Deutschland 1895–97 (Ausschnitt)
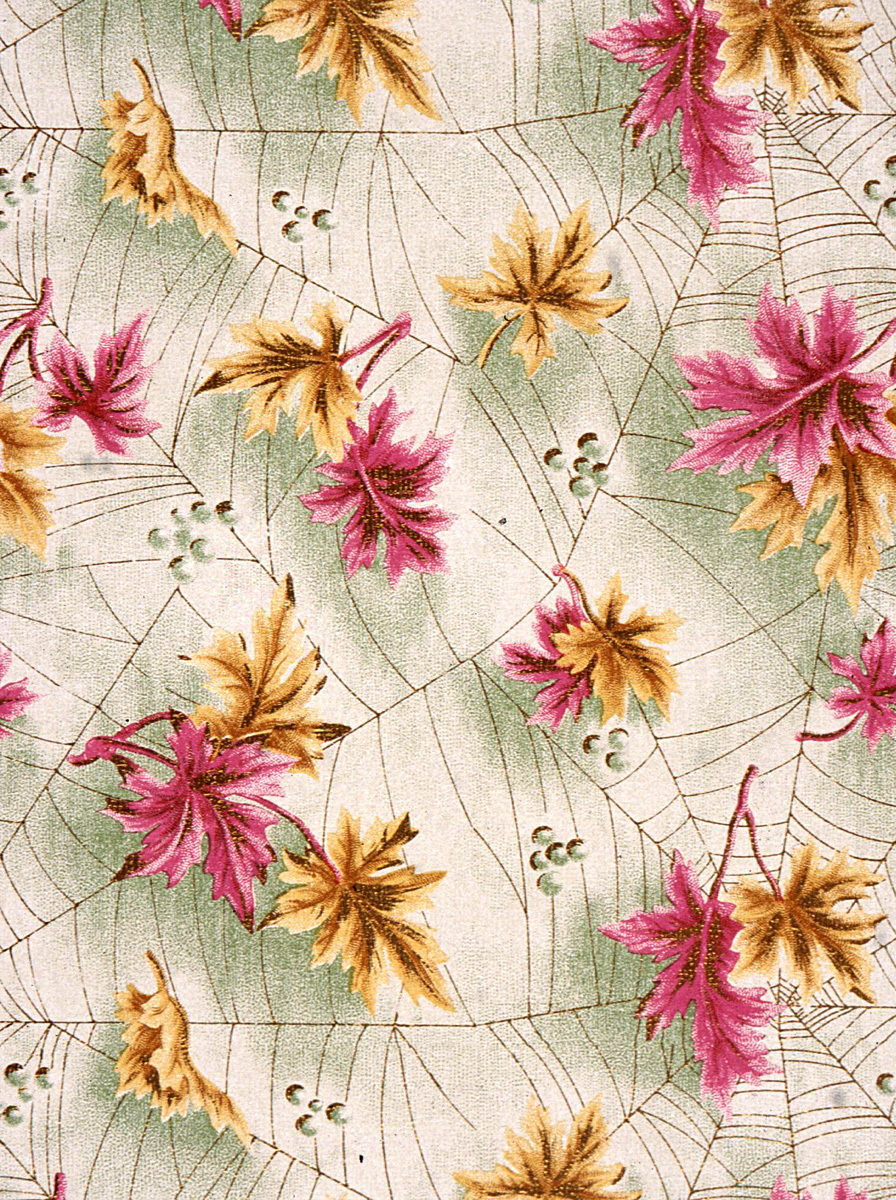
Lithografiertes Buntpapier, Fantasiepapier, Deutschland 1895–97 (Ausschnitt)
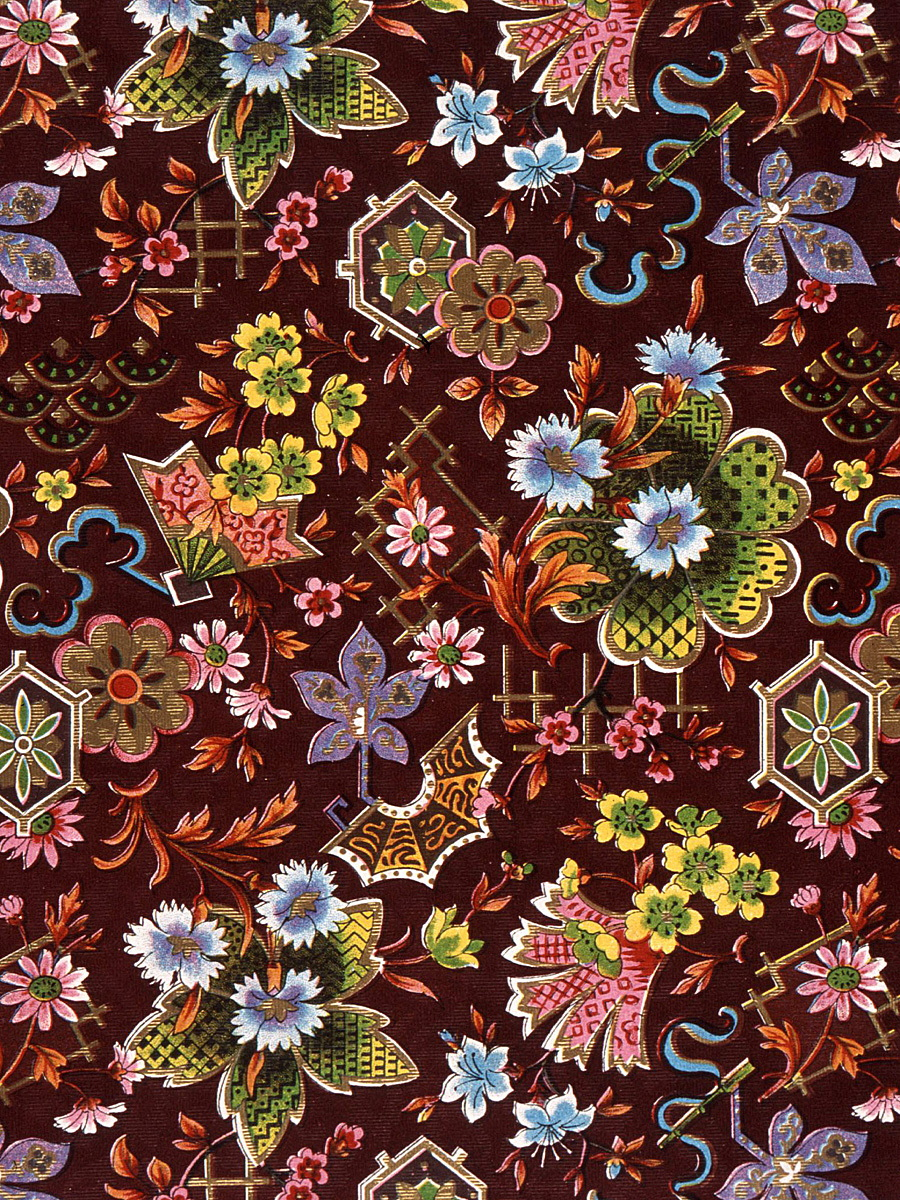
Lithografiertes Buntpapier, Fantasiepapier, Deutschland 1895–97 (Ausschnitt)
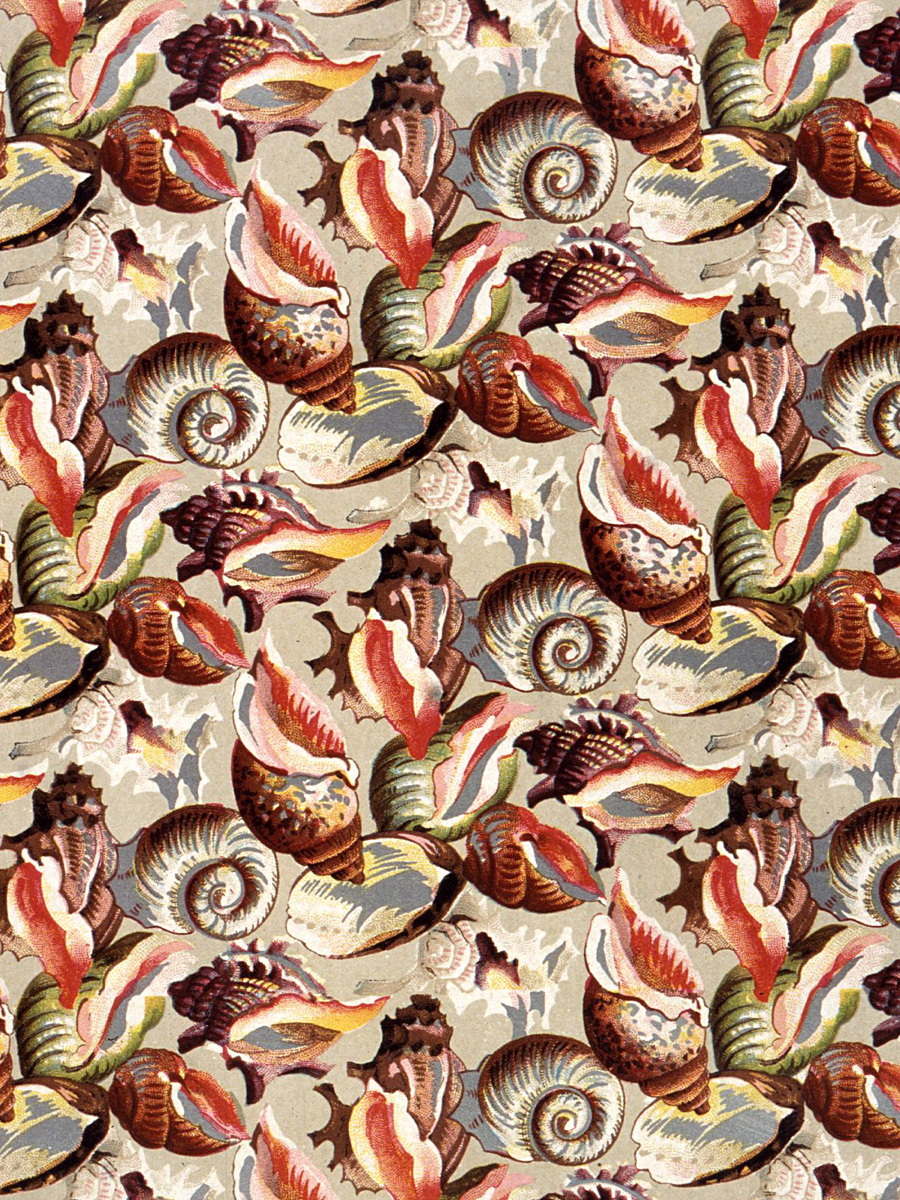
Lithografiertes Buntpapier, Fantasiepapier, Deutschland 1895–97 (Ausschnitt)

#### Durchdruck
Mittels Schablonen gefärbtes Schabloniertes Papier wird historisch auch als „patroniertes Papier“ bezeichnet. Mit Schablonen wurden unter anderem Brokatpapiere und Dominotierpapiere zusätzlich koloriert.
Das Siebdruckverfahren, bei dem Seidengaze als Schablonenträger verwendet wurde, kam zu Beginn des 20. Jahrhunderts in den USA auf. Es erlaubt einen dicken Farbauftrag, zudem können helle Farben auf dunklem Untergrund gedruckt werden. Es wird sowohl im Handsiebdruck als auch im industriellen Maßstab vornehmlich in Asien eingesetzt.
Muster, die früher häufig mittels Schablonen auf das Papier übertragen wurden, werden heute oft im Siebdruckverfahren hergestellt. Dies gilt z. B. für die japanischen Chiyogami-Papiere, die häufig für Origami Verwendung finden. Muster aus der Produktion der Chang Chuen Cotton Mill Pu-Li, Taiwan finden sich bei Fred Siegenthaler.

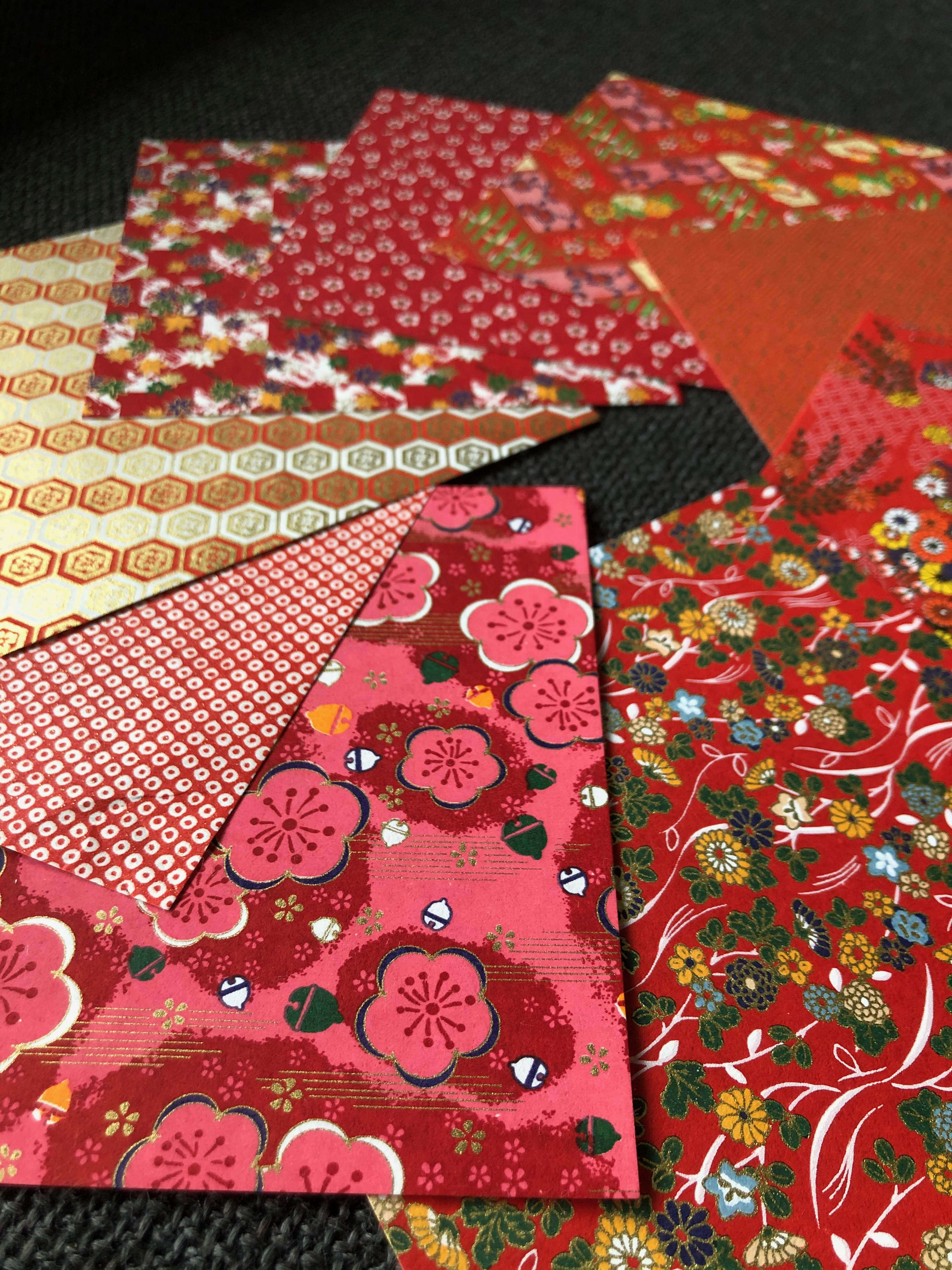
Auswahl von Origami-Papieren
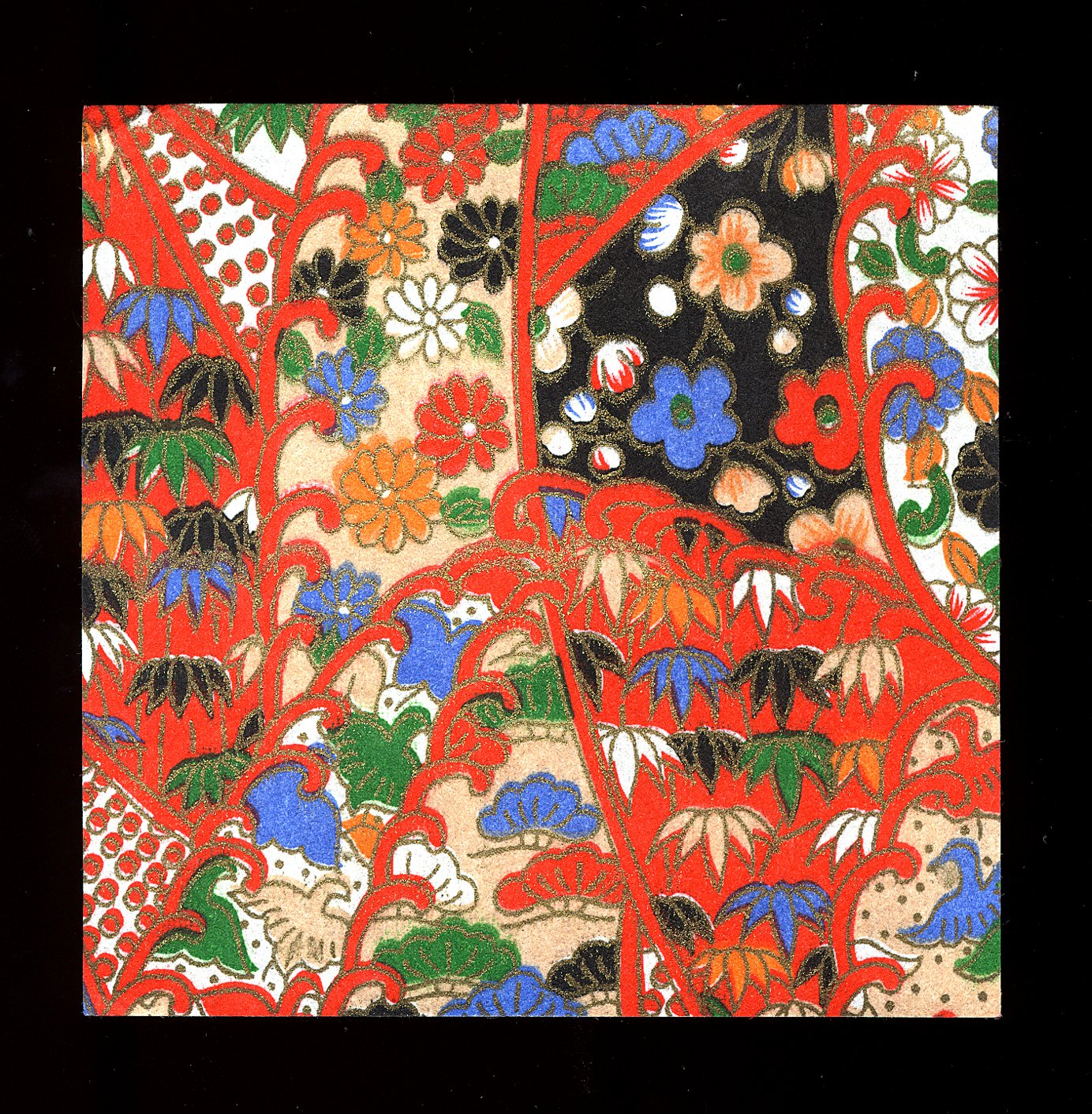
Chiyogami
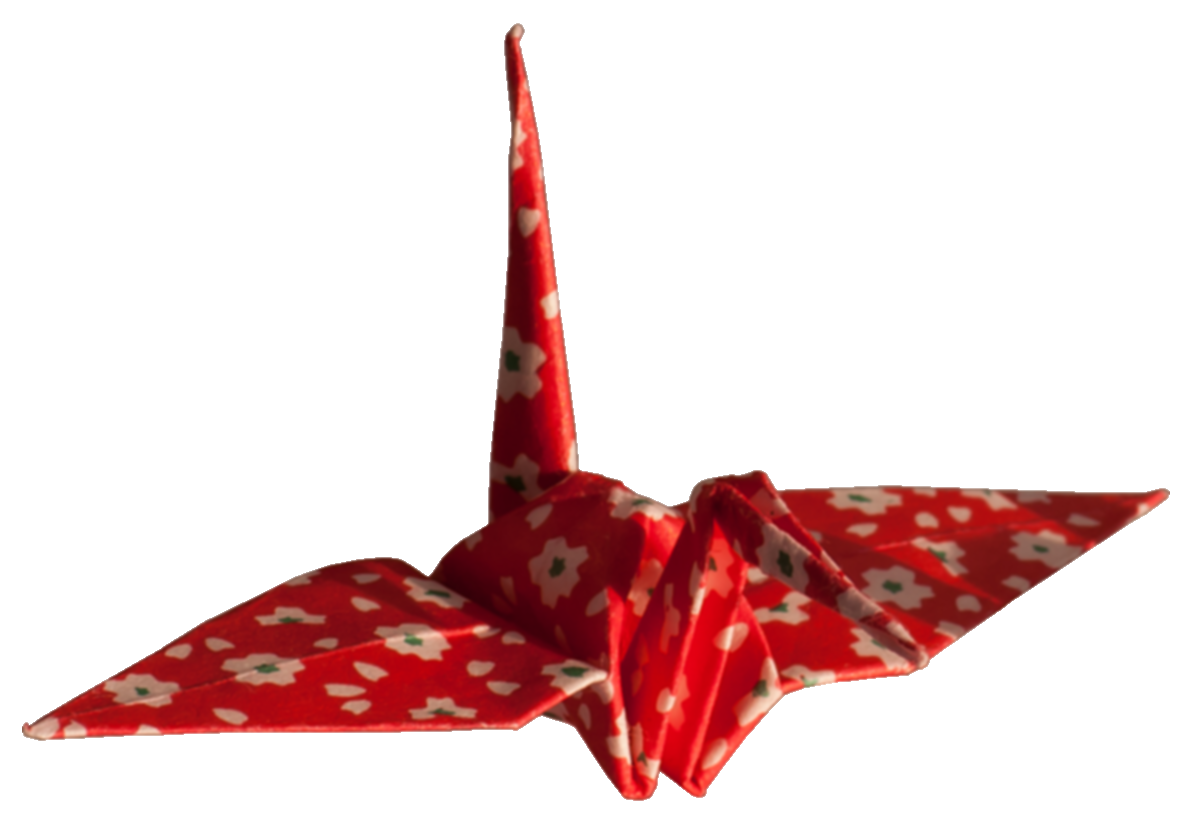
Origami-Kranich
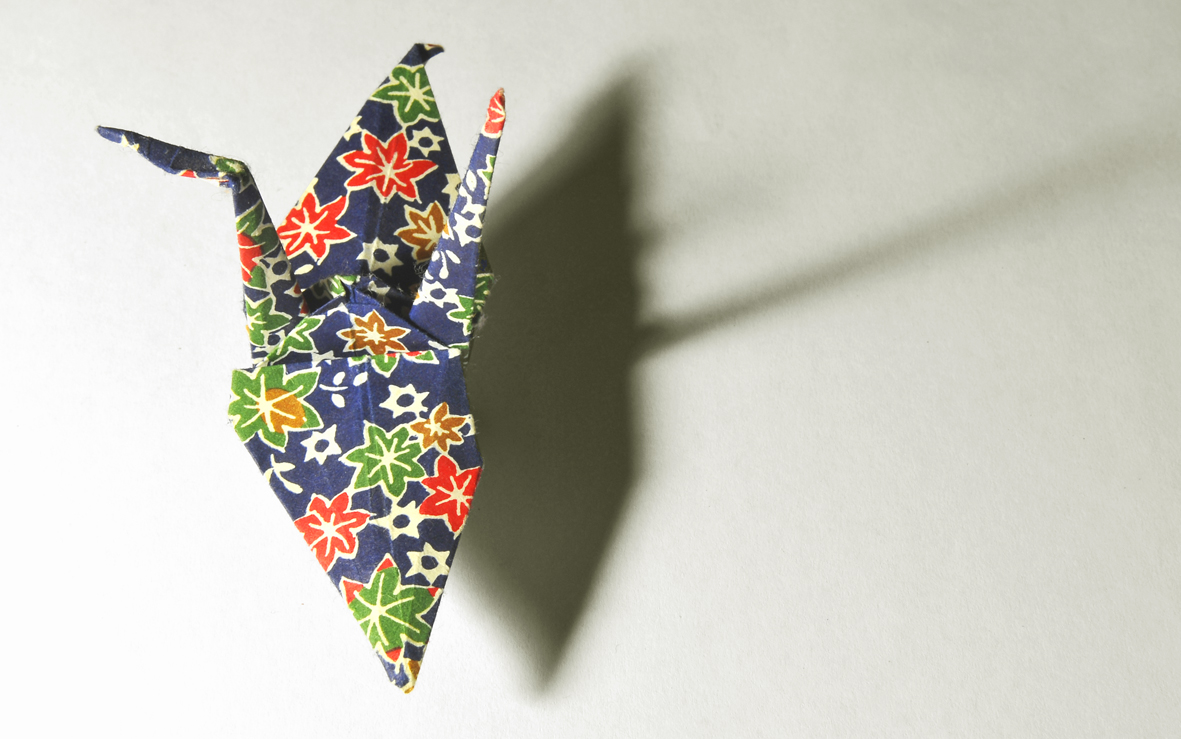
Origami aus Hiroshima

### Geprägtes Papier
Ein Relief im Papier wird durch Prägung erzeugt, es erfolgt mittels einer Matrize eine Verformung des Papiers. Eine Patrize wird vor allem bei moderneren Prägeverfahren angewendet. Weiterhin kann eine Beschichtung mit Edelmetall oder (häufiger) einem Schlagmetall erfolgen. Zu dieser Gruppe gehört das Brokatpapier. Dieses konnte auf einfarbigem oder mehrfarbigem Papier geprägt werden. Mehrfarbige Papiere wurden mit Schablonen (hist. „Patronen“) gestaltet.

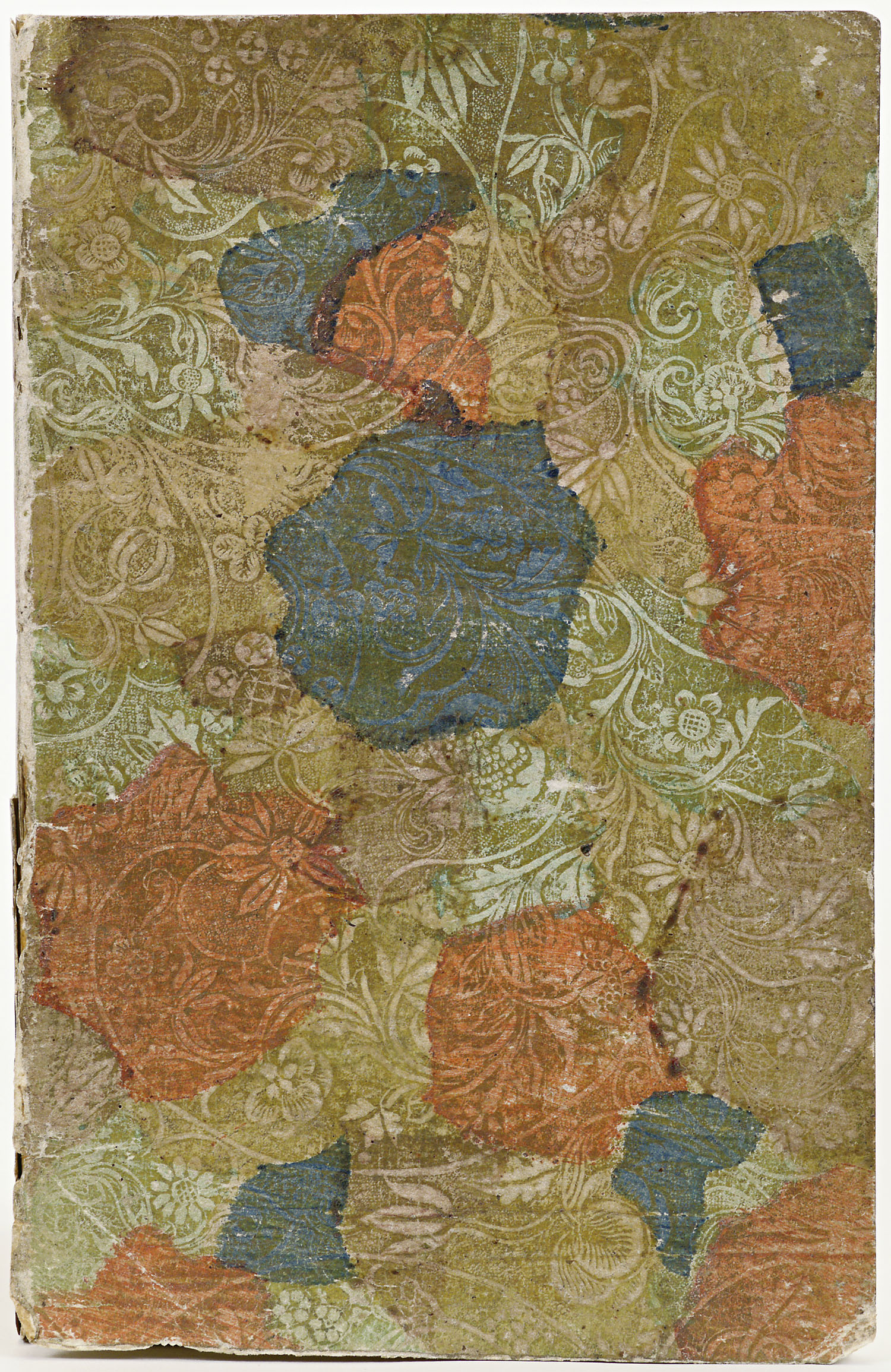
Goldenes Brokatpapier auf mehrfarbigem Grund (ca. 1780)
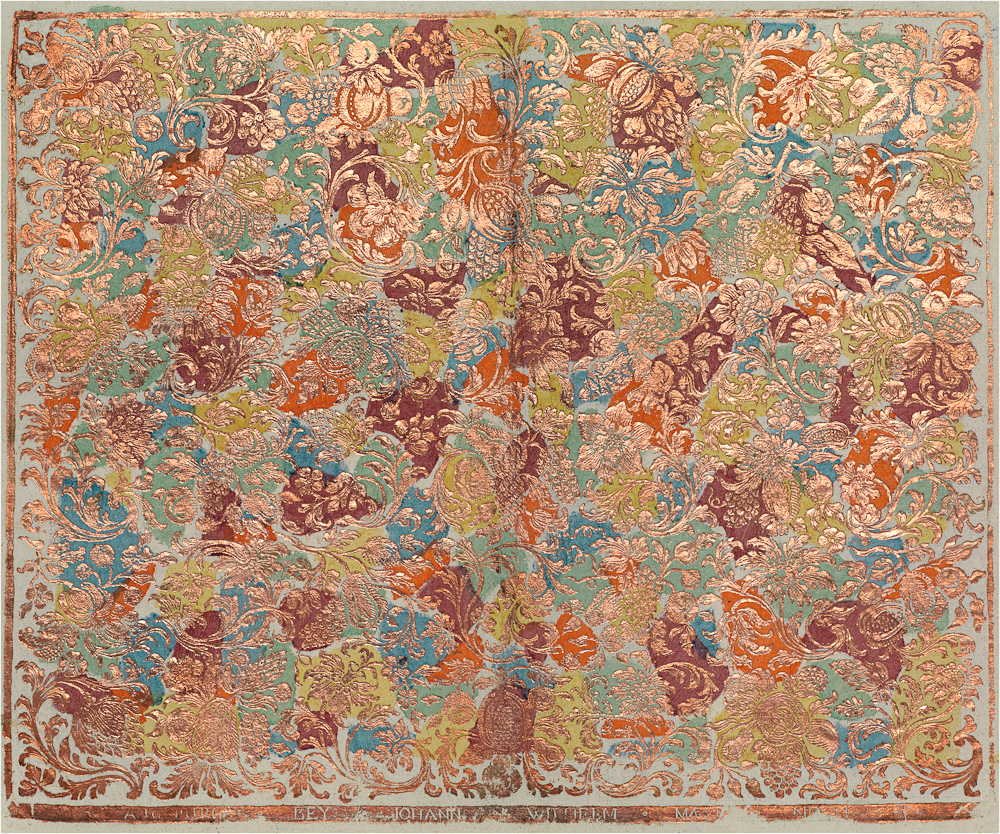
Goldenes Brokatpapier auf mehrfarbigem Grund (ca. 1760)
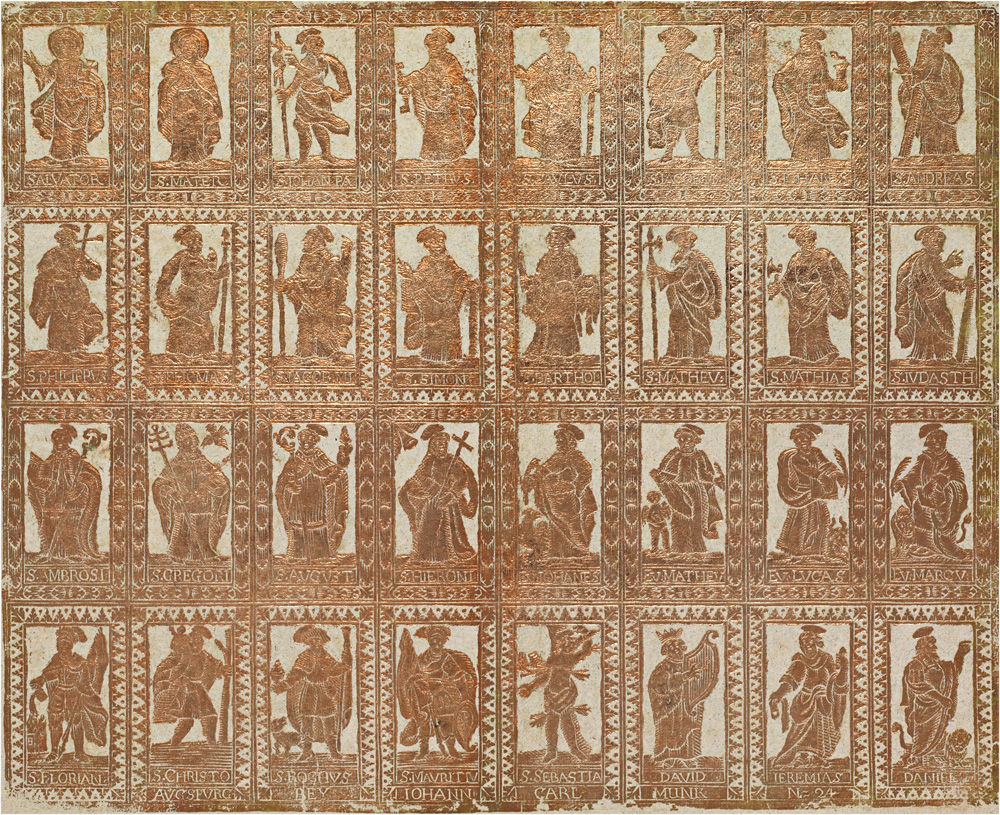
Goldenes Brokatpapier auf weißem Grund (ca. 1770)
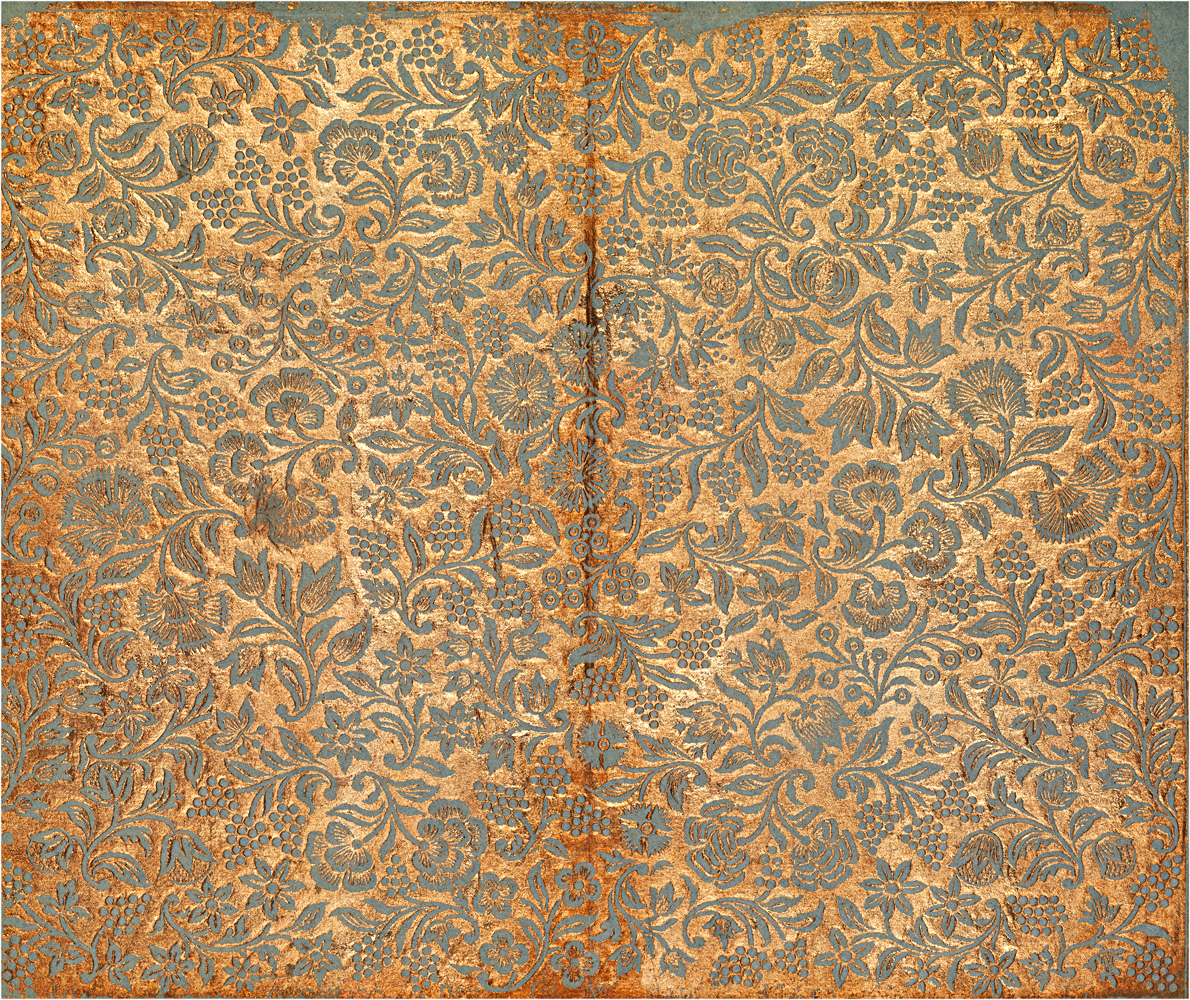
Goldenes Brokatpapier auf türkisem Grund (ca. 1760)

Weitere typische Beispiele Geprägter Papiere sind Moirémuster oder spezielle Lederimitationen, bei denen die Prägematrizen durch Abgüsse von originalen Ledermustern gewonnen werden.

Moiré-Papier weinrot ca. 15×15 cm
Moiré-Papier schwarz ca. 10×10 cm

### Sprenkelpapier
Sprenkelpapier ist der Oberbegriff für Papier, das ganz mit meist gleichmäßig verteilten Sprenkeln ähnlicher Größe bedeckt ist. Kleine (meist schwarze, selten braune) Farbspritzer auf beige gestrichenem Grund sind charakteristisch für „Kiebitzpapier“, da ihr Aussehen an die Eier des Vogels erinnert. Die Kombination hell- und dunkelgrauer Farbtöne ergibt „Granitpapier“. Deckt man einen Teil des Grunds beim Aufsprühen oder Aufspritzen der Farbe mit entsprechend konturierten Schablonen ab, so lässt sich „Schablonenspritzpapier“ mit charakteristischen Farbverläufen herstellen.

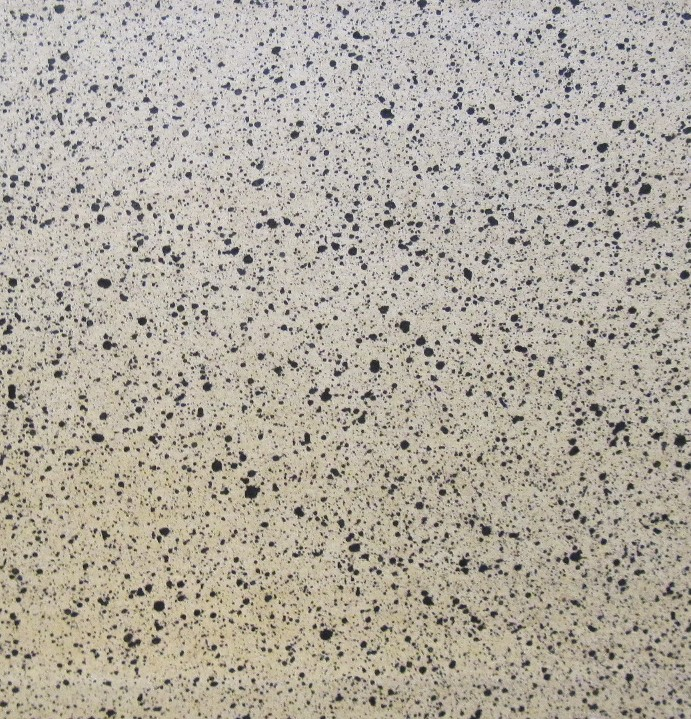
Kiebitzpapier schwarz auf beigem Grund, 10×10 cm

### Batikpapier
Bei Batikpapier wird die Musterung auf indirektem Weg (Reservetechnik) erzeugt. Durch Wachsauftrag werden die Stellen abgedeckt, an denen keine Farbe aufgenommen werden soll. Nach Eintauchen in ein Farbbad und anschließendem Trocknen wird das Wachs durch Hitze entfernt. Wie beim Batiken von Textilien lassen sich Muster auch durch Abbinden („Plangi“) erzielen. Auch einige Varianten der japanischen Textilfärbetechnik Shibori lassen sich auf geeignetem Papier durchführen.

## Hersteller

### Buntpapiermacher
Viele der handwerklichen Buntpapiermacher in der Frühen Neuzeit sind namentlich nicht bekannt. Allerdings haben viele Verleger von Brokatpapier ihre Erzeugnisse mit Herkunftsangabe und Bestellnummer versehen. Unter den Brokatpapierverlegern sind vor allem Firmen in Augsburg (Johann Georg Eder, Johann Christoph Ledergerber, Johann Christian Leopold, Abraham Mieser, Johann Carl Munck, Johann Michael Munck, Georg Christoph Stoy), Nürnberg (Georg Reimund, Georg Daniel Reimund, Johann Michael Reimund, Paul Reimund, Georg Nikolaus Renner) und Fürth (Johann Köchel) hervorzuheben. Auch bei Modeldruckpapier, so z. B. französischem und italienischem Dominotier-Papier, ist oft Herkunftsangabe und Bestellnummer eingedruckt. Seit dem ausgehenden 19. Jahrhunderts sind eine Vielzahl künstlerisch oder auch traditionell-handwerklich in Serienfertigung arbeitender Buntpapiermacher bekannt. Auch im 21. Jahrhundert werden Buntpapiere in Handarbeit gefertigt, zum Beispiel von Gisela Reschke und Nedim Sönmez, einerseits mit künstlerischem Anspruch, andrerseits werden handgefertigte Buntpapiere weiterverarbeitet, unter anderem beim Buchbinden.

### Buntpapierfabriken
Erste Ansätze zur Buntpapierfabrikation in industriellem Maßstab unternahm 1805 Gottfried Heinrich Wilisch (1771–1837) in Schneeberg. In Aschaffenburg entstand aus der 1810 konzessionierten Werkstatt des aus Neuwied stammenden Buchbinders Johann Daniel Knode 1811 die Buntpapierfabrik des Handelsmanns und Bankiers Alois Dessauer (1763–1850). Eine rasch wachsende Belegschaft – 50 (1815), 140 (1826), 200 (1832) – arbeitete anfänglich noch ausschließlich in Handarbeit. Der Verkauf erfolgte nicht nur innerhalb von Europa, sondern auch nach Süd- und Nordamerika und nach Australien. Seit 1843 konnten nicht nur Bogen verarbeitet werden, sondern auch Papier in Rollenform. Walzendruckpapier wurde sowohl im Hochdruck als auch im Tiefdruck als billige Massenware produziert. Seit 1856 dienten Bürstenstreichmaschinen zur Herstellung einfarbig gestrichenen Glacé- und Chromopapiers.

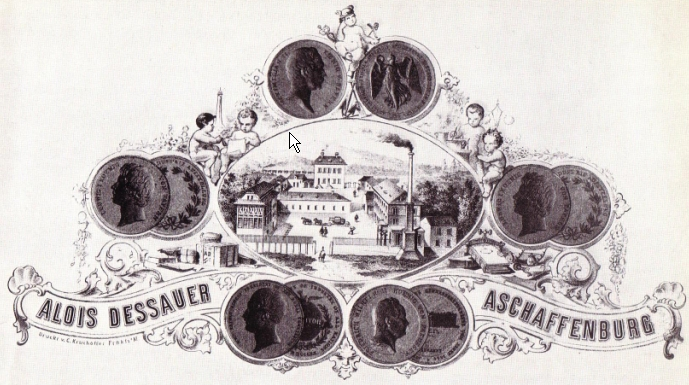
Briefkopf der Alois Dessauerschen Buntpapierfabrik mit Ansicht des Werks „Auhof“ (Stahlstich nach 1854)
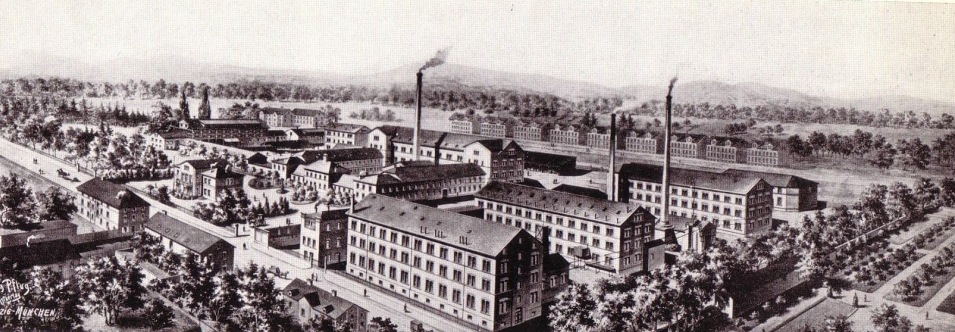
Ansicht der Aktiengesellschaft für Buntpapier und Leimfakrikation Aschaffenburg nach einer lavierten Federzeichnung, um 1884
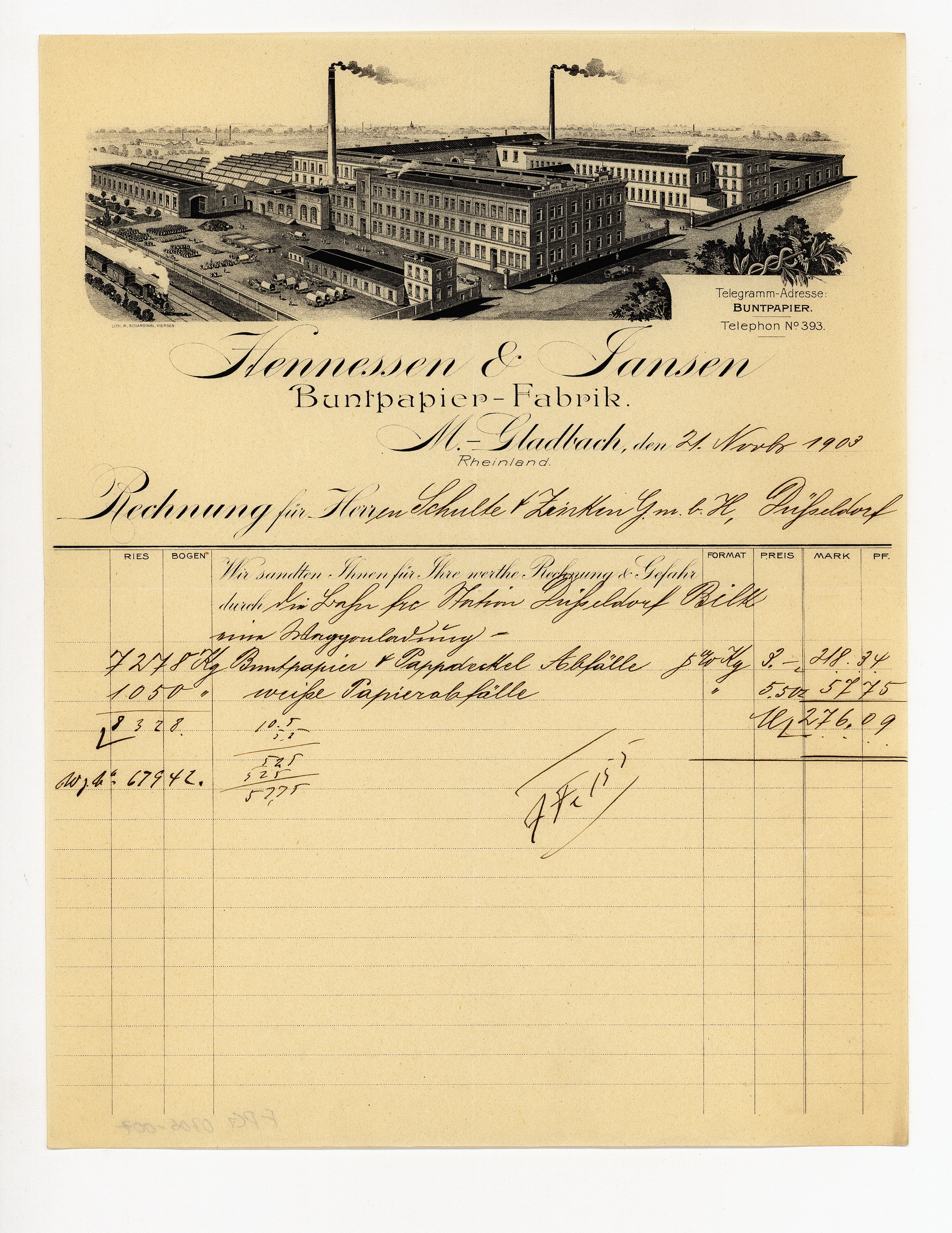
Rechnung Buntpapier-Fabrik Hennessen & Jansen, M.-Gladbach 1903, Fabrikansicht
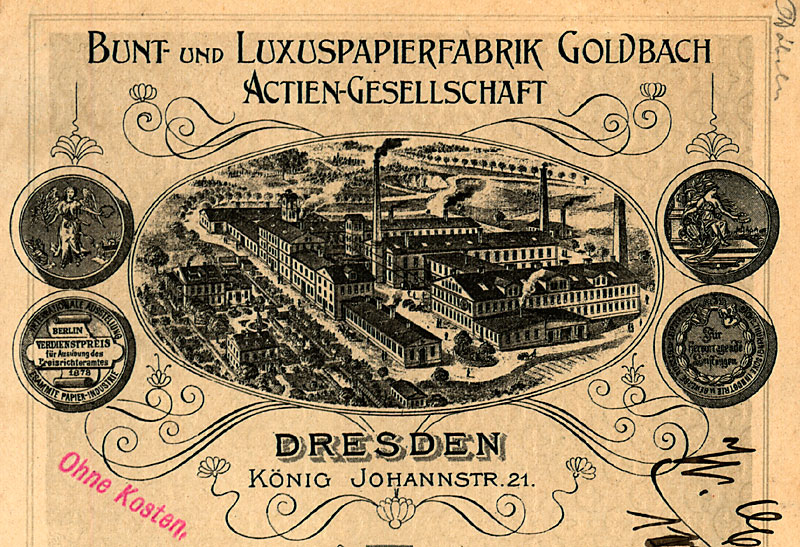
Fabrikansicht der Bunt- und Luxuspapierfabrik Goldbach Actien-Gesellschaft auf einem 1904 ausgestellten Wechsel
Alois Dessauer, Chromo- und Buntpapierfabrik Auhof, Aschaffenburg-Auhof, Annonce 1906

„Die Entdeckung des Anilins 1843 und die rasante Entwicklung der Teerfarbstoffe in der zweiten Hälfte des Jahrhunderts haben auch die gesamte Farbstoffchemie der Buntpapierer umgestaltet. Der Betrieb der Farbküchen und die Bereitung der ungezählten Rezepte für die Marmorierer, die Streicher von Glanz-Glacé-, weiß- und farbigem Chromopapier, von Maroquin und Cambricpapieren waren - und sind - das eigentliche Geheimnis der Buntpapierindustrie. Auch die Bereitung des Leimes zum Binden der Farben und Farbpigmente auf der Papieroberfläche war so wichtig, daß viele Betriebe, wie z. B. Aschaffenburg, ihre eigene Leimfabrikation betrieben.“

## Anwendungsgebiete
Zu den Anwendungsgebieten von Buntpapier gehören
- die Gestaltung von Bucheinbänden

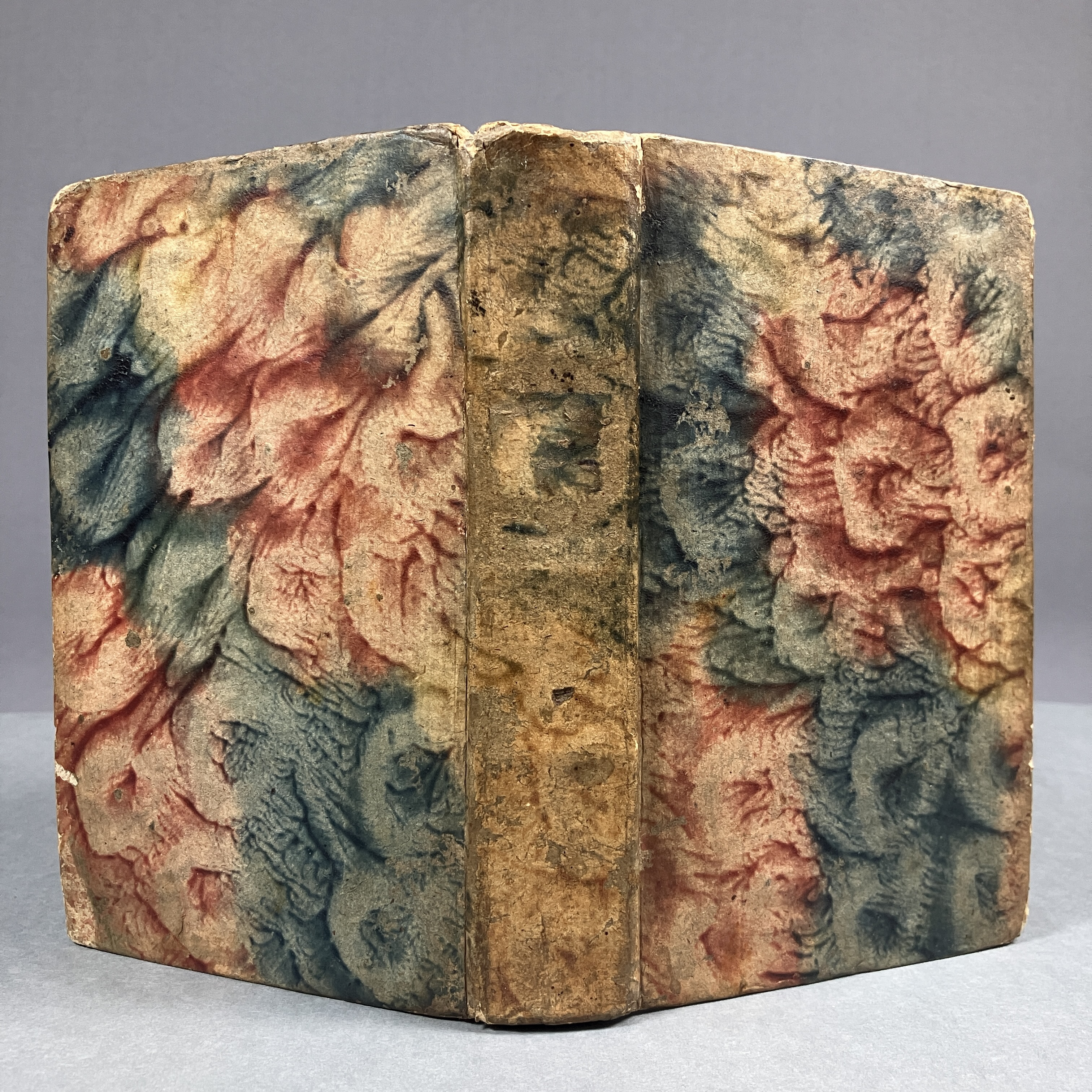
Mehrfarbiger Kleisterpapierbezug, ca. 1749
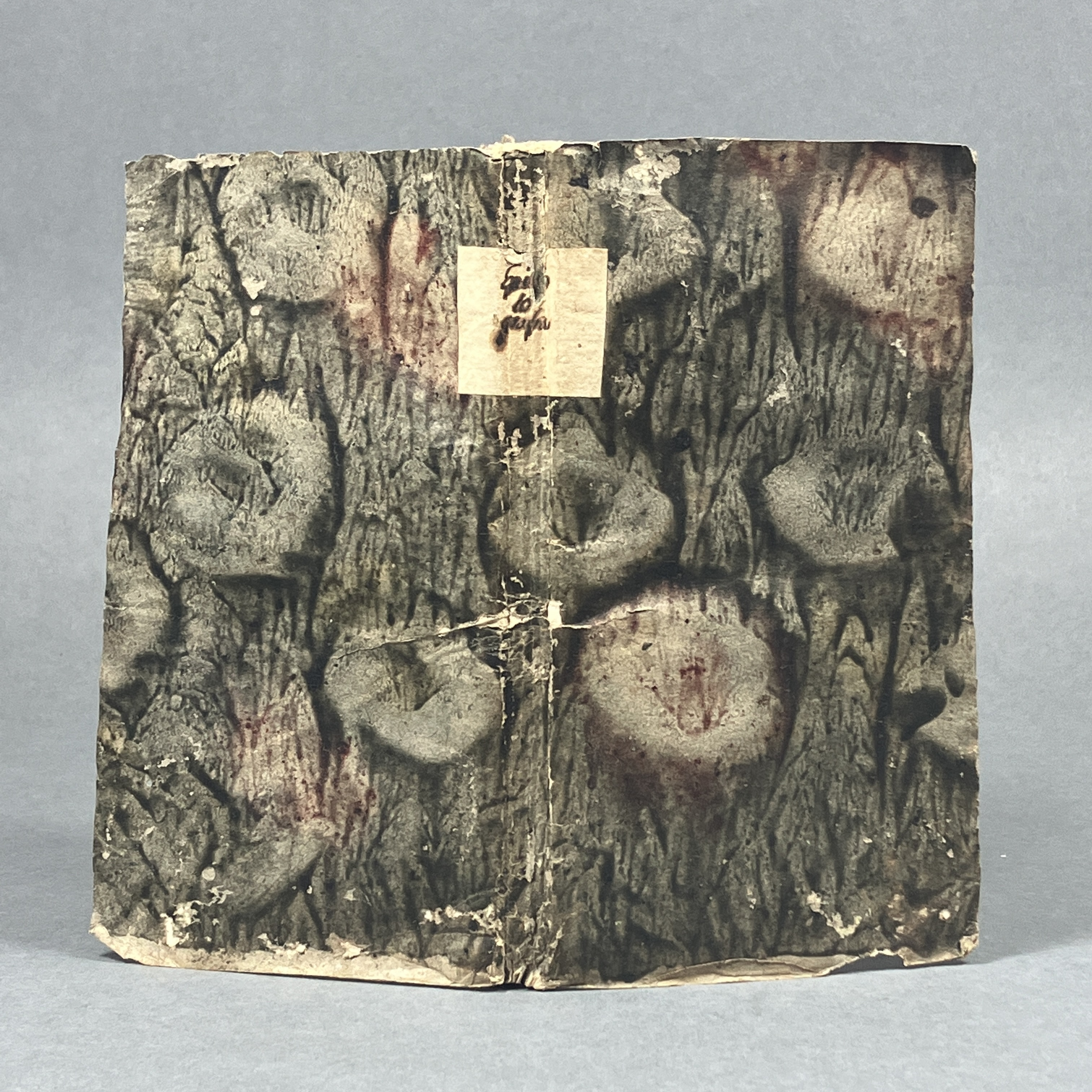
Bucheinband mit Kleisterpapier, Venedig 1810
Einband mit Modeldruckpapier, 1812
Einband mit Modeldruckpapier, 1817
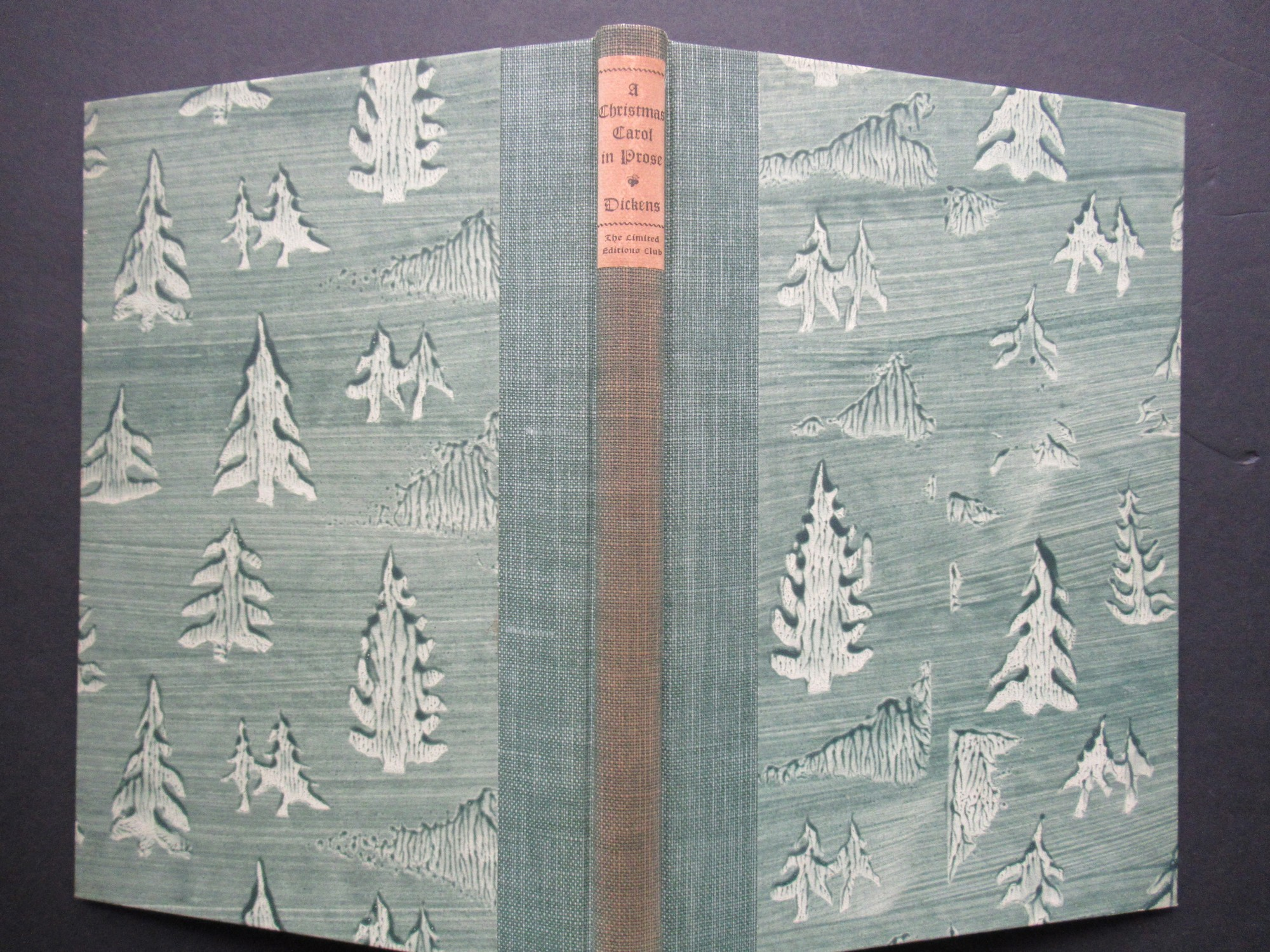
Einbandbezug mit Kleisterpapier von Rosamond B. Loring, 1934

Am Buch wird Buntpapier als Vorsatzpapier bzw. Einbandspiegel

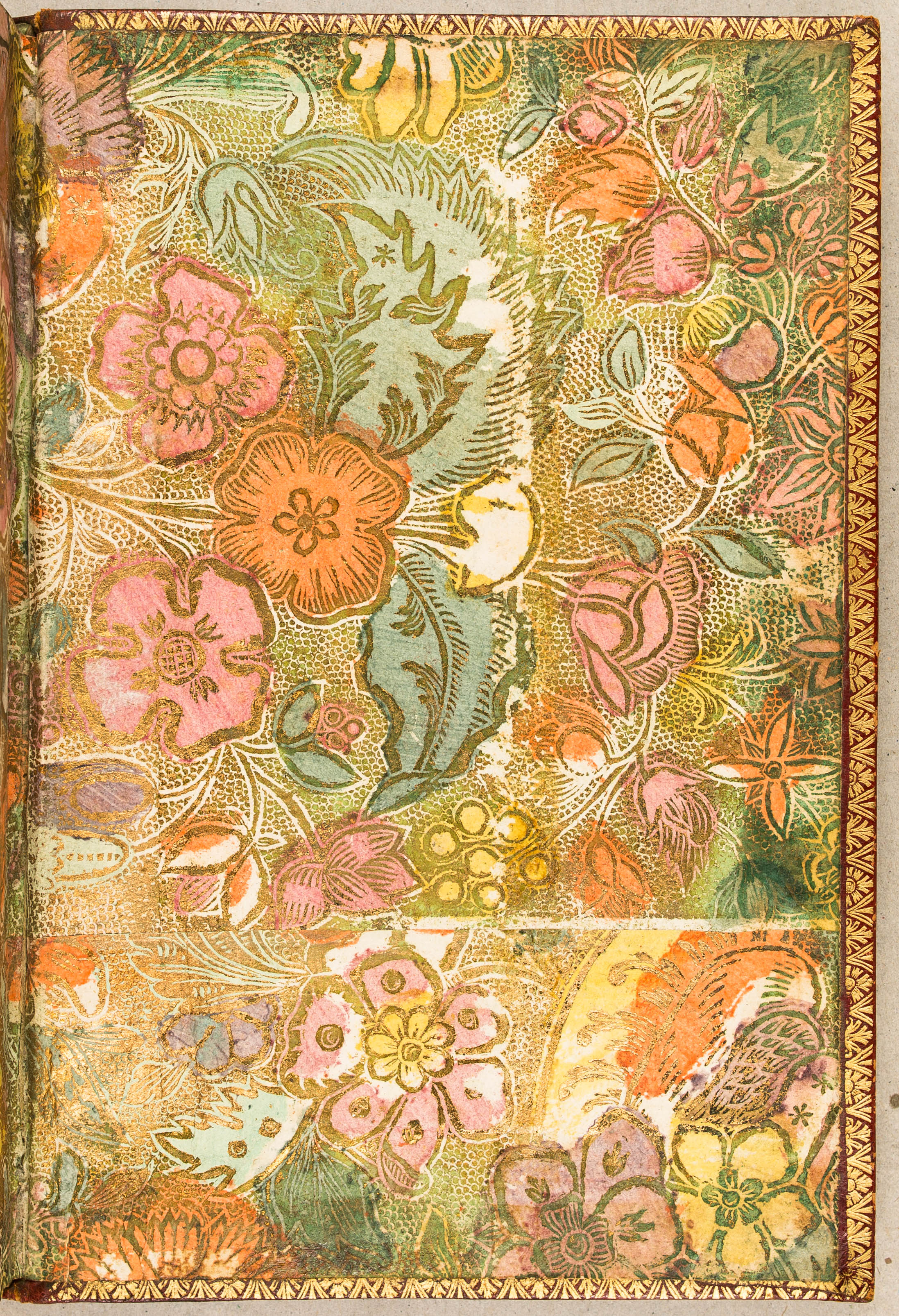
Papier dominoté doré
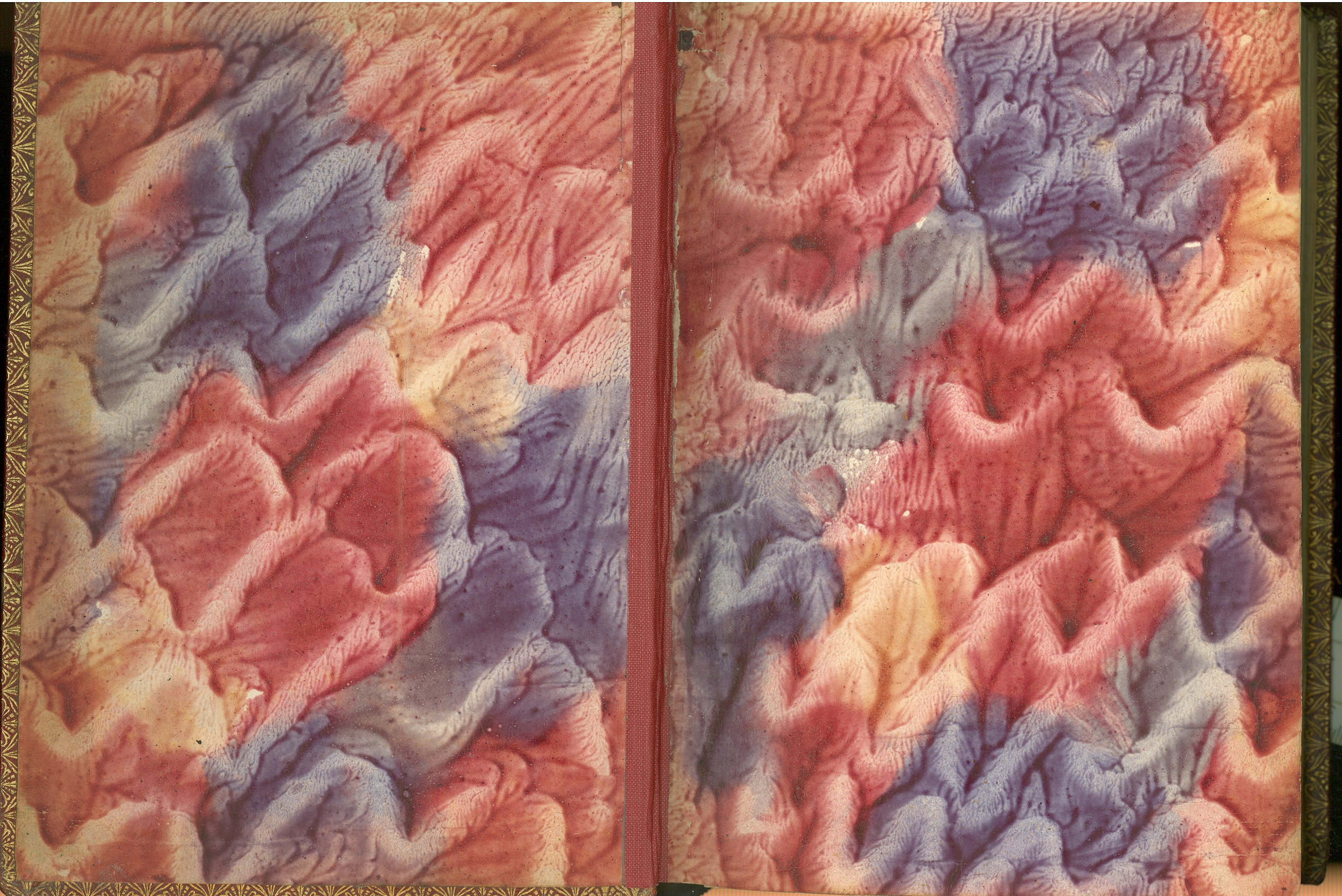
Vorsatzpapier in M H V Cremonensis de arte poetica lib. III-Romae apud Ludovicum Vicentinum
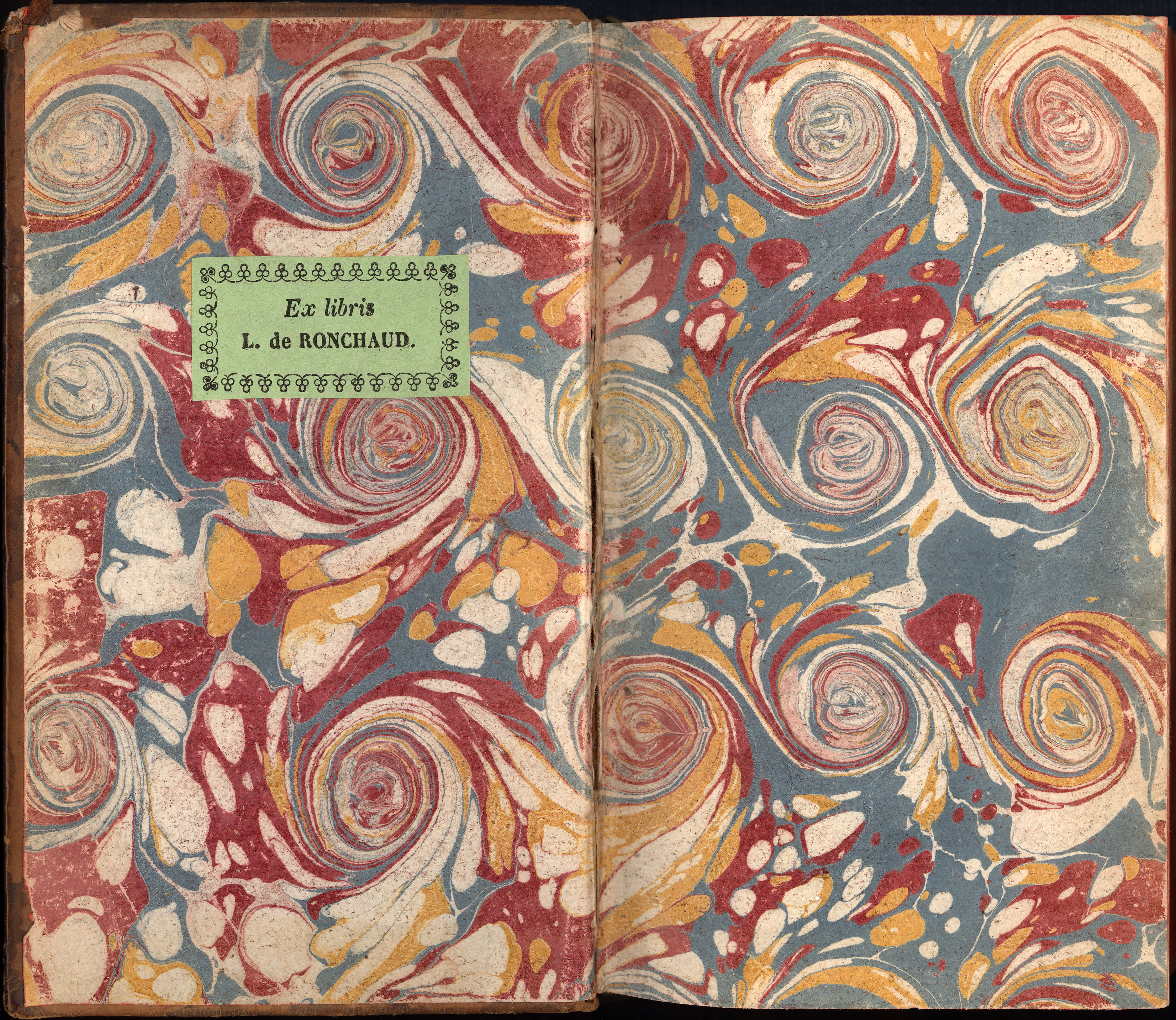
Vorsatzpapier eines um 1735 in Frankreich gebundenen  Buches
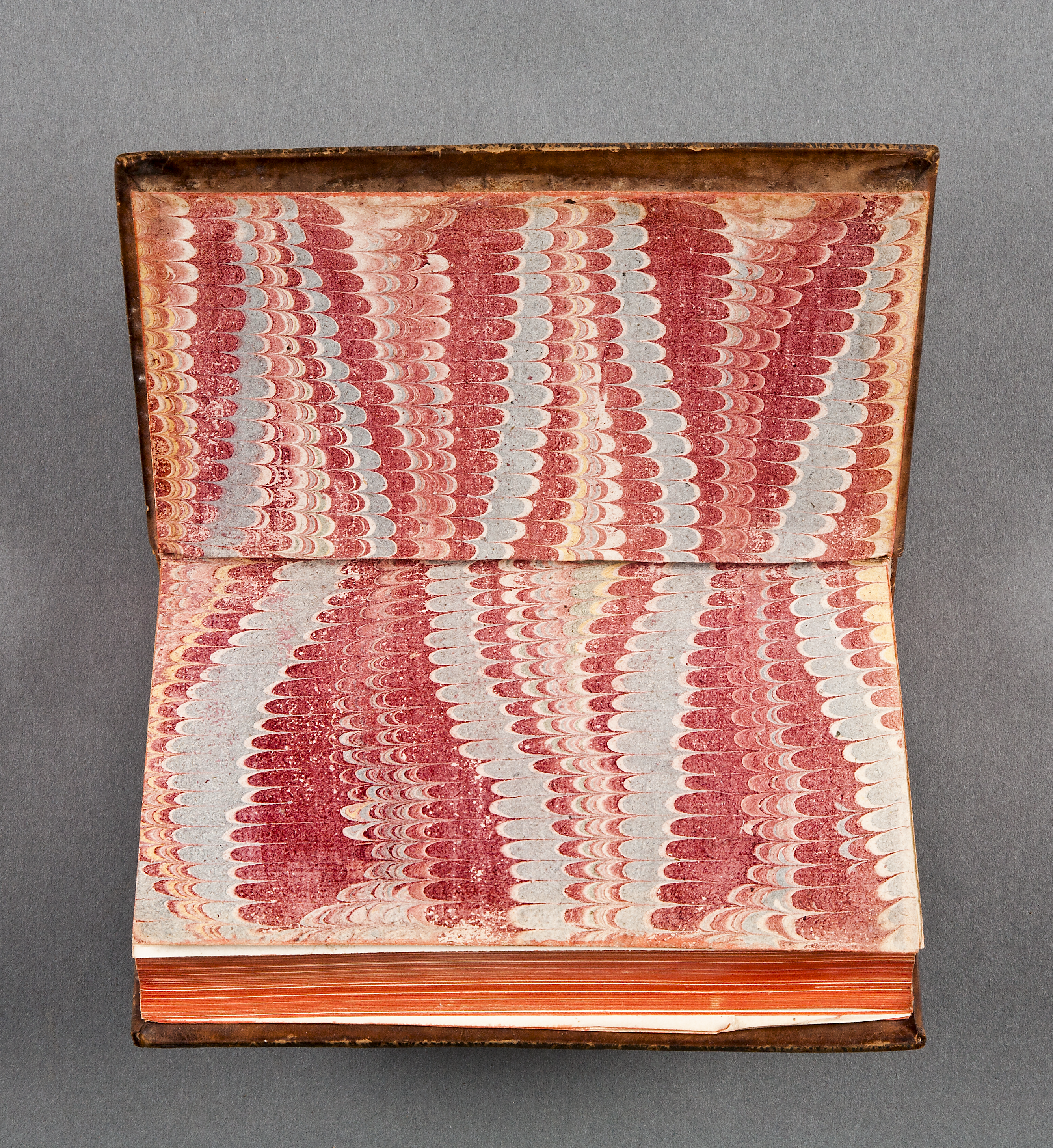
Vorsatzpapier in einem schwedischen Druck, Stockholm 1777
Vorsatzpapier in einem schwedischen Druck, Stockholm 1780
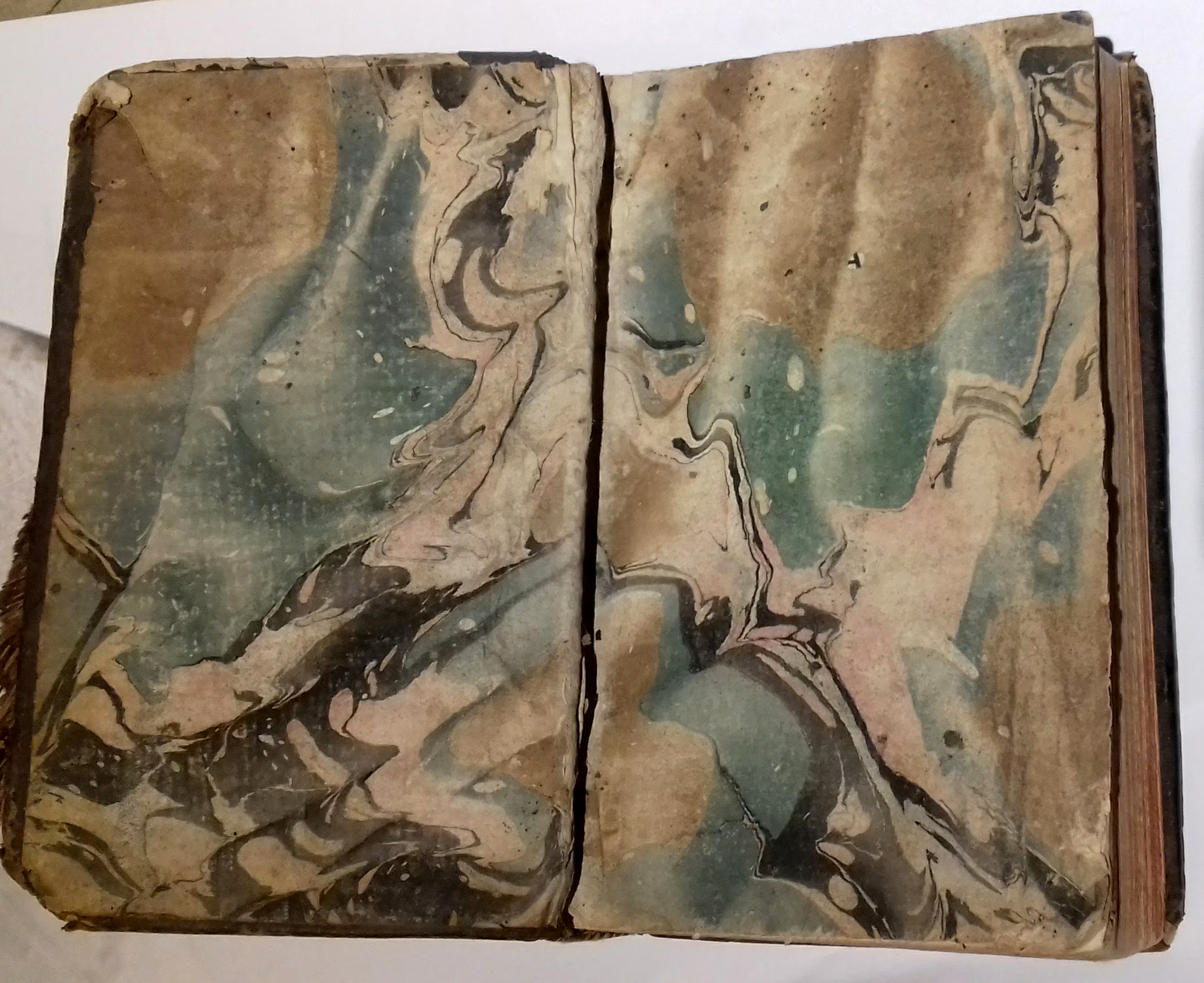
Plegado español in einem Buch von 1783
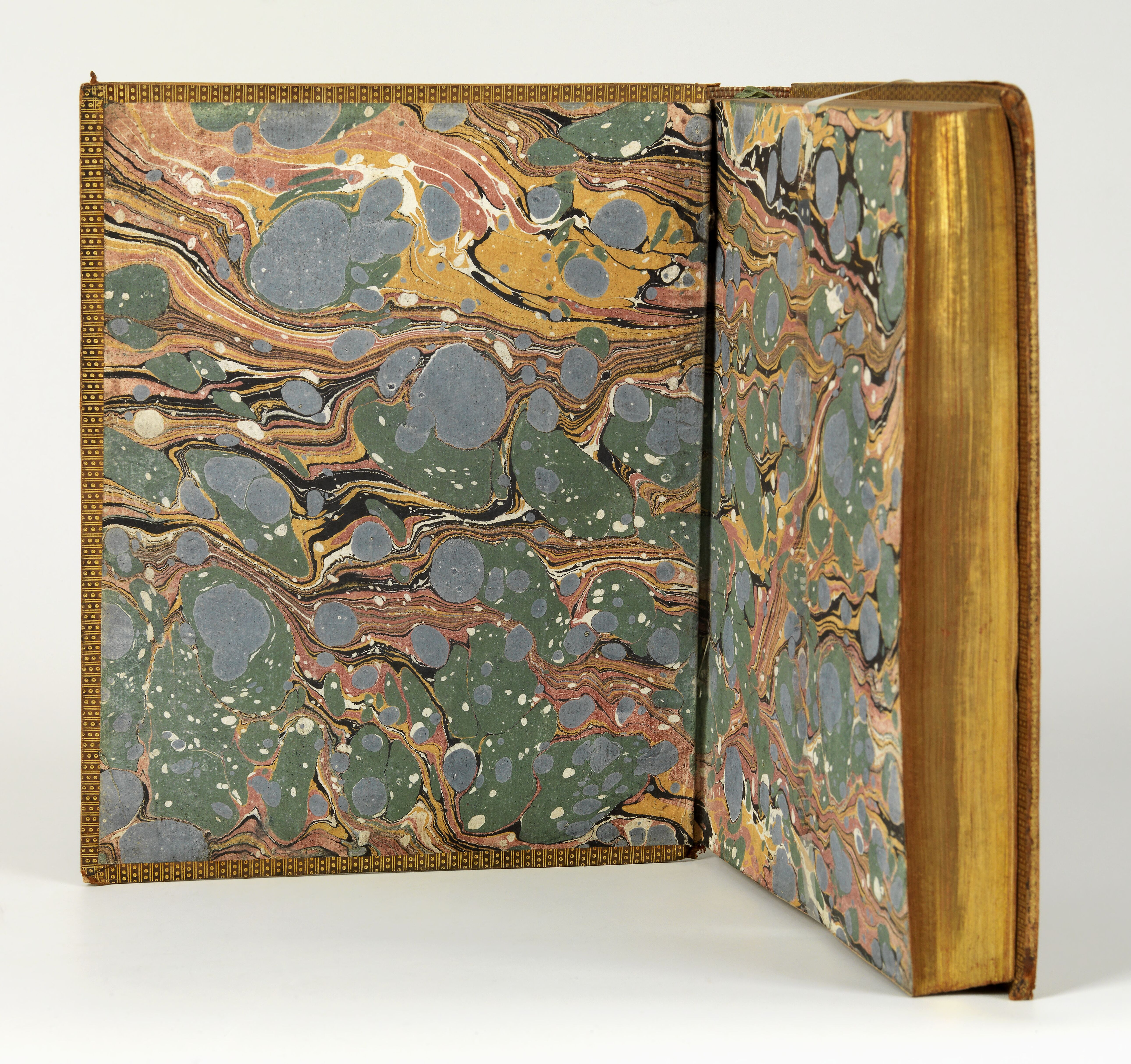
Einband von François-Paul Bradel, 1798
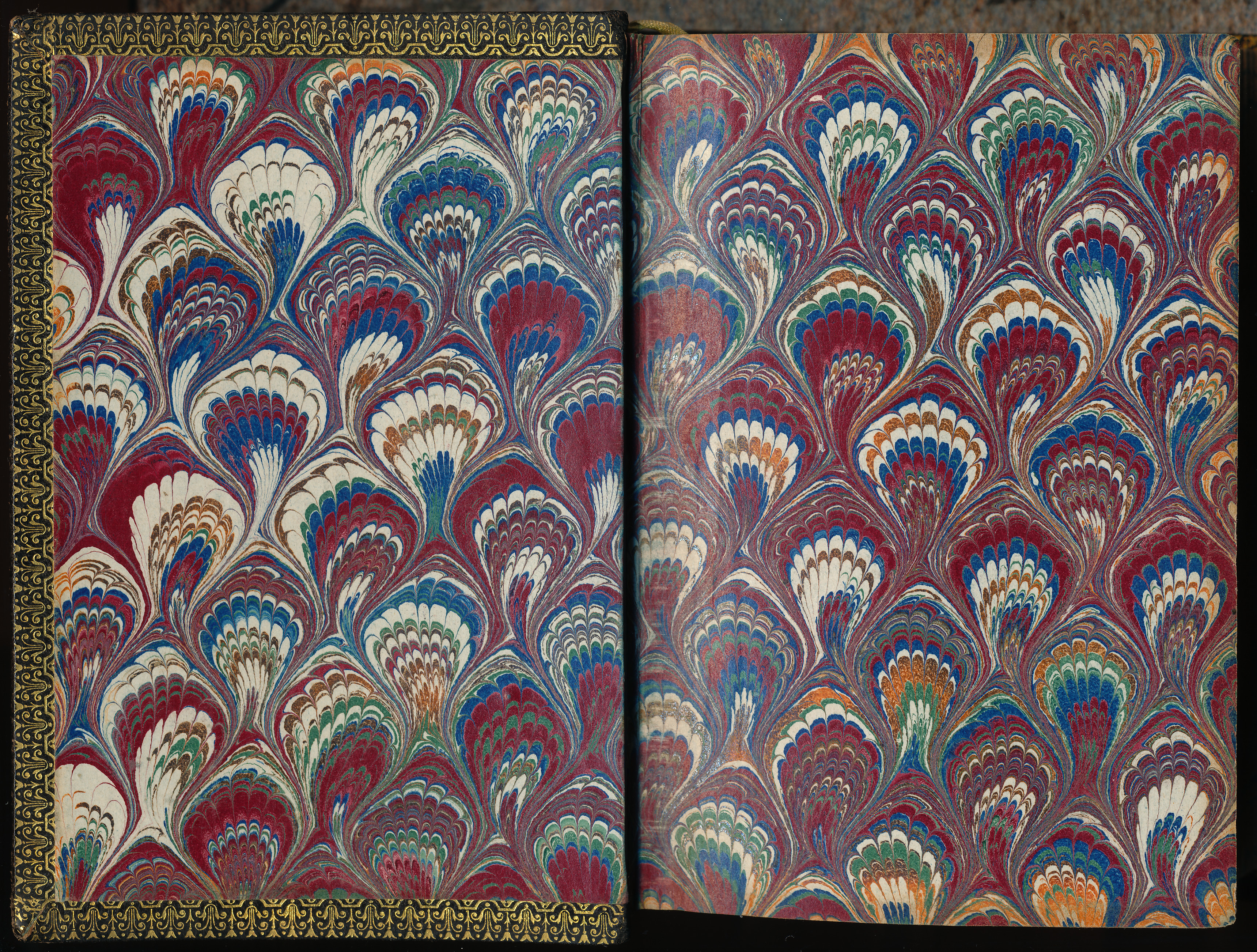
Marmoriertes Vorsatzpapier von Die Nachfolge Christi, Hrsg. Ludwig Donin (Wien, ca. 1875)
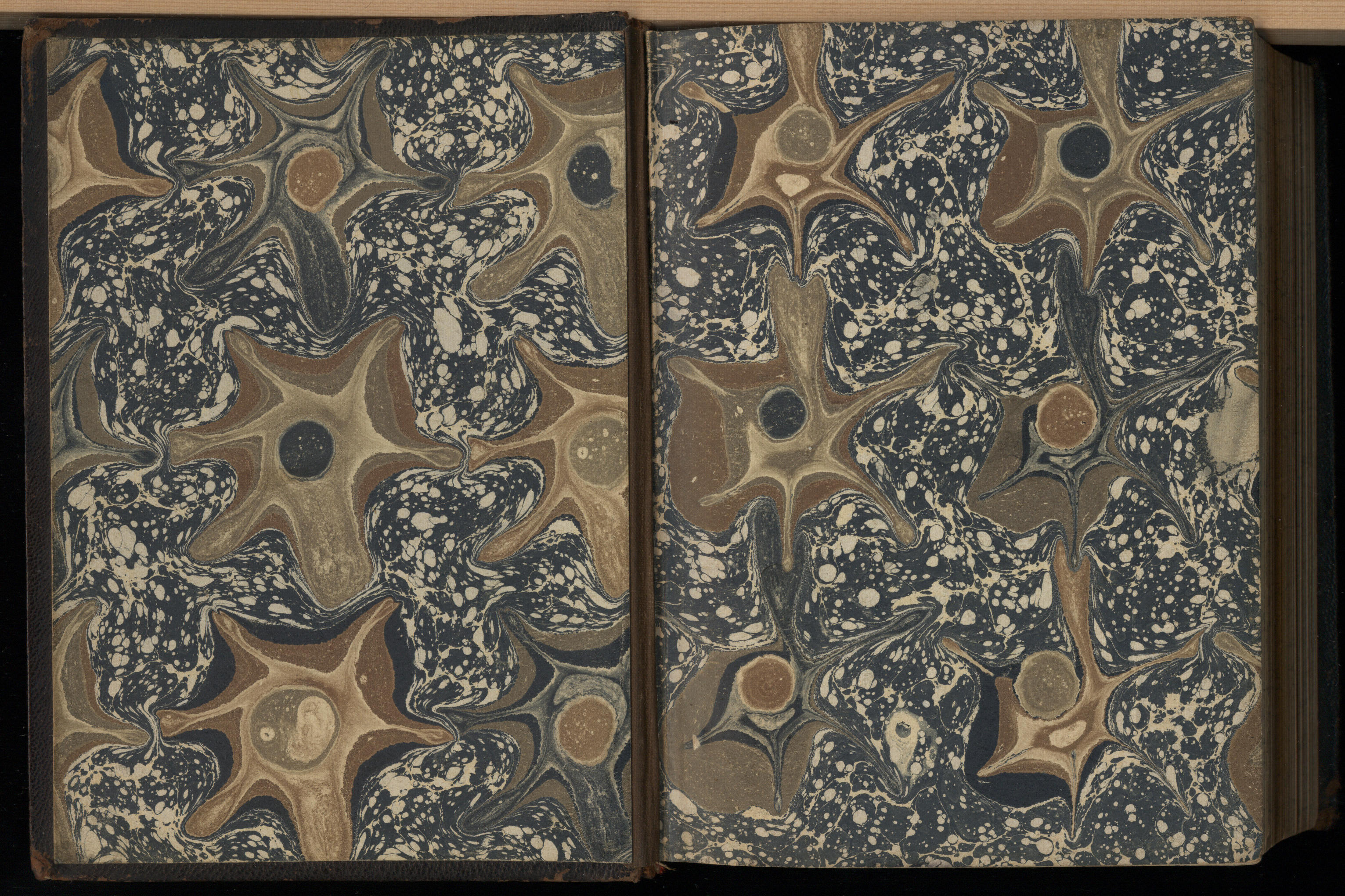
Moritz Schauenburg: Allgemeines Deutsches Kommersbuch, um 1900
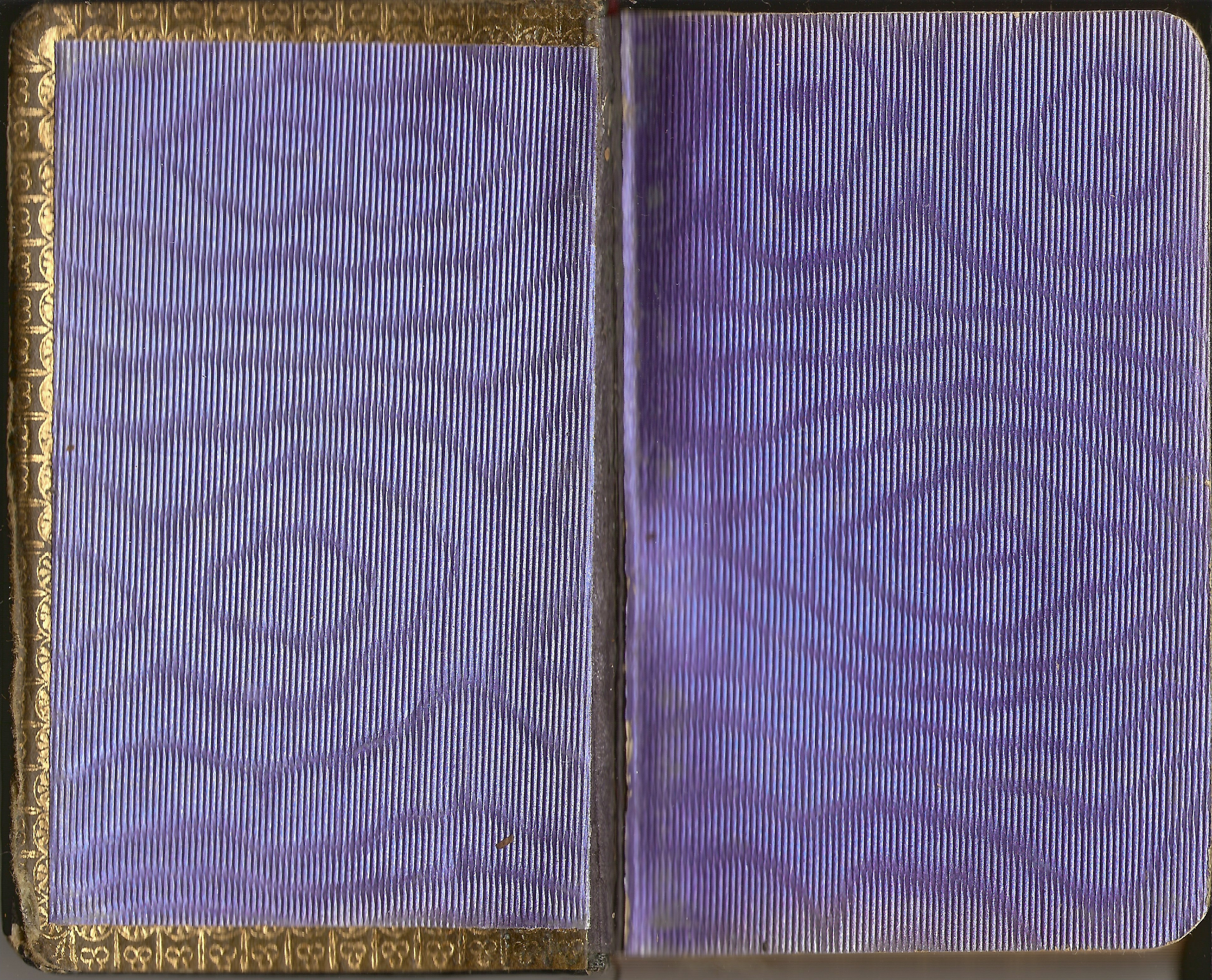
Moiré-Papier als Vorsatz in Himmelsbrot — Gebete und Andachten für alle frommen Katholiken (Katholische Verlagsanstalt J. Steinbrener, Winterberg, Wien, New-York 1925)

und als Einbandbezugspapier verwendet.

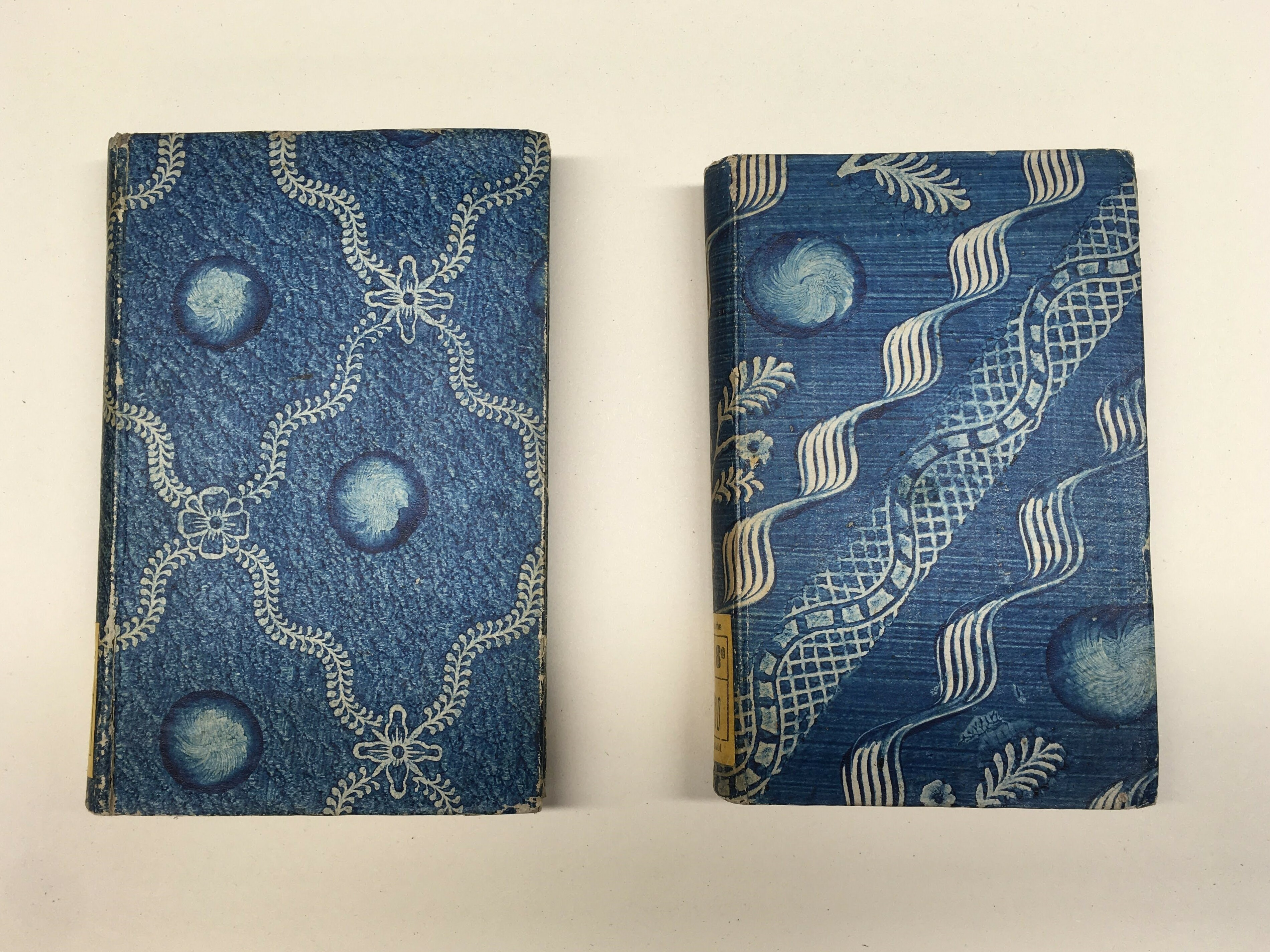
Zwei Einbände mit Kleisterpapier nach Herrnhuter Art
Italienischer Einband mit Modeldruckpapier um 1817
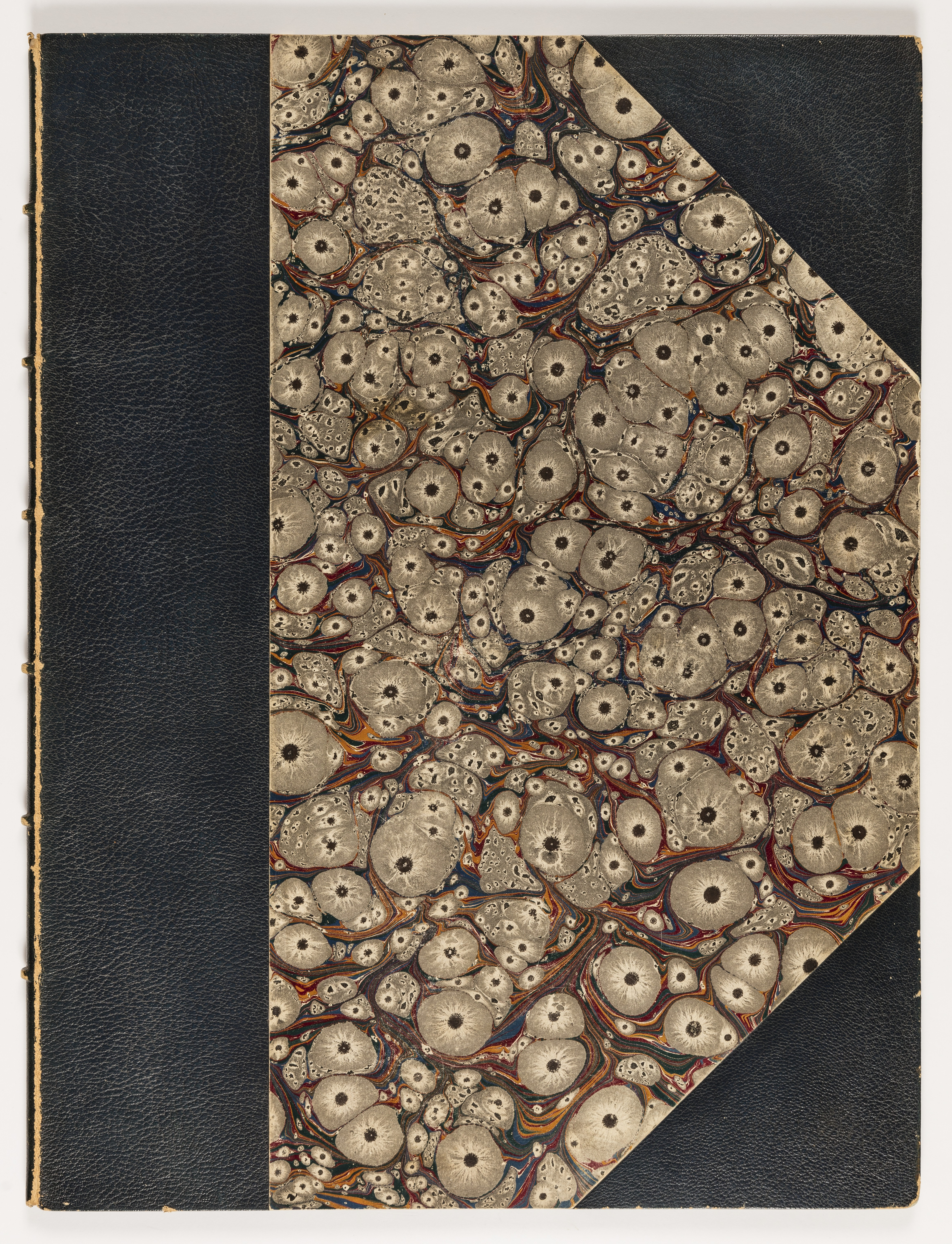
A Collection of Locksmith’s Designs for the Royal Palace of Nancy, ca. 1763
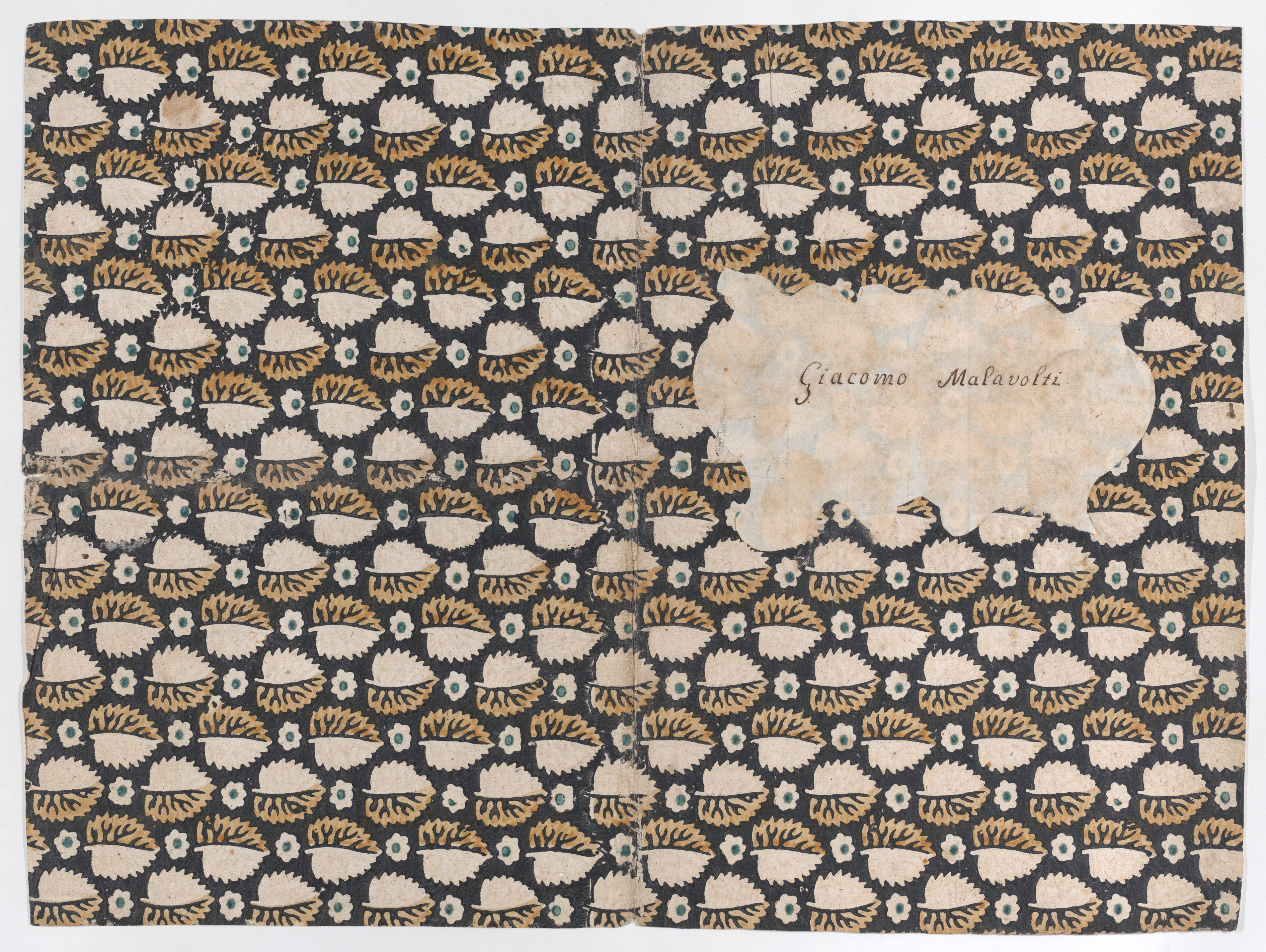
Einbandbezugspapier mit durchgehendem Blättermuster
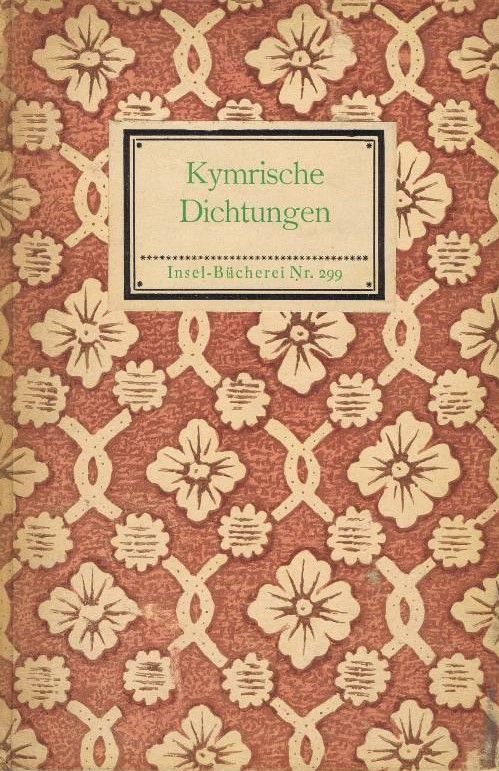
Kymrische Dichtungen. Insel Verlag, Leipzig, 1919, Insel-Bücherei Nr. 299
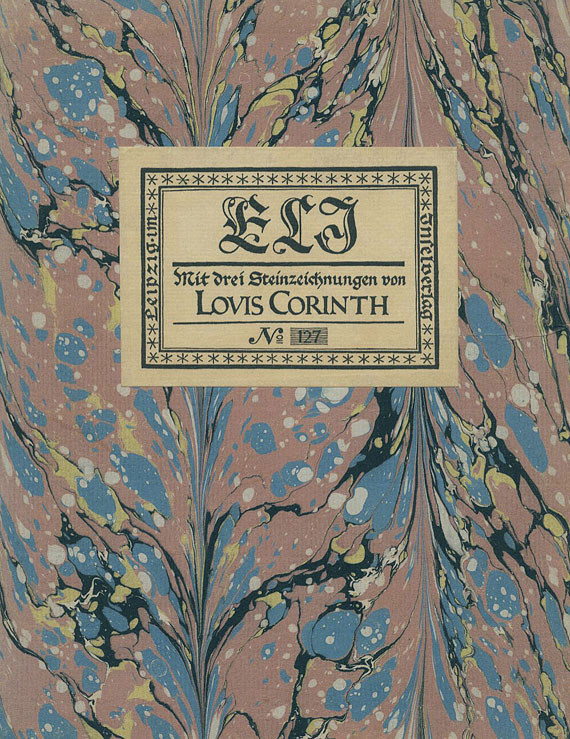
Lovis Corinth: Eli, 1922, Insel-Bücherei Nr. 127
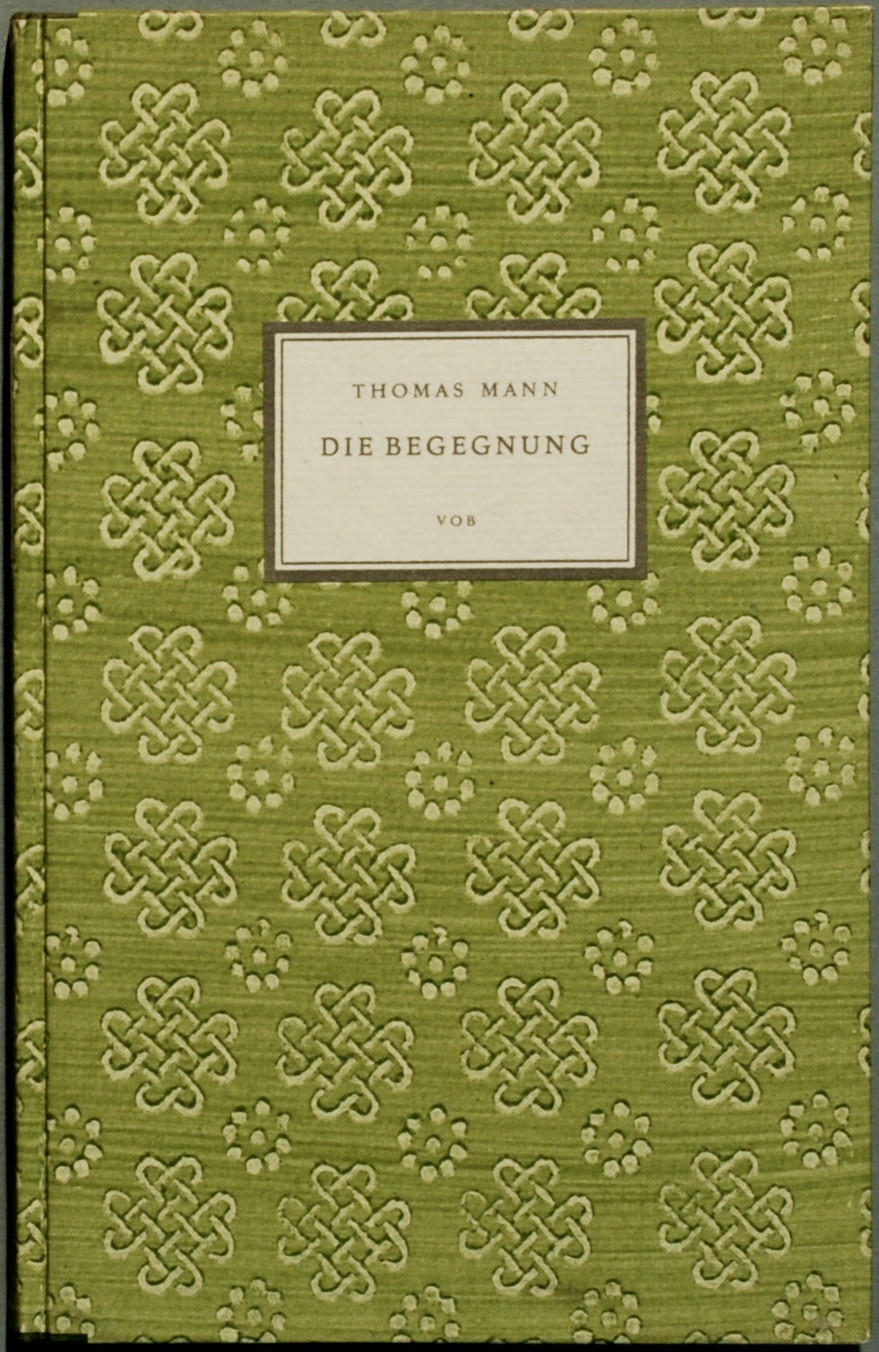
Bibliophiler Orig.-Pappband mit gemustertem Batikpapier, 1953

Marmoriertechniken können zudem zur Verzierung des Buchschnitts eingesetzt werden.

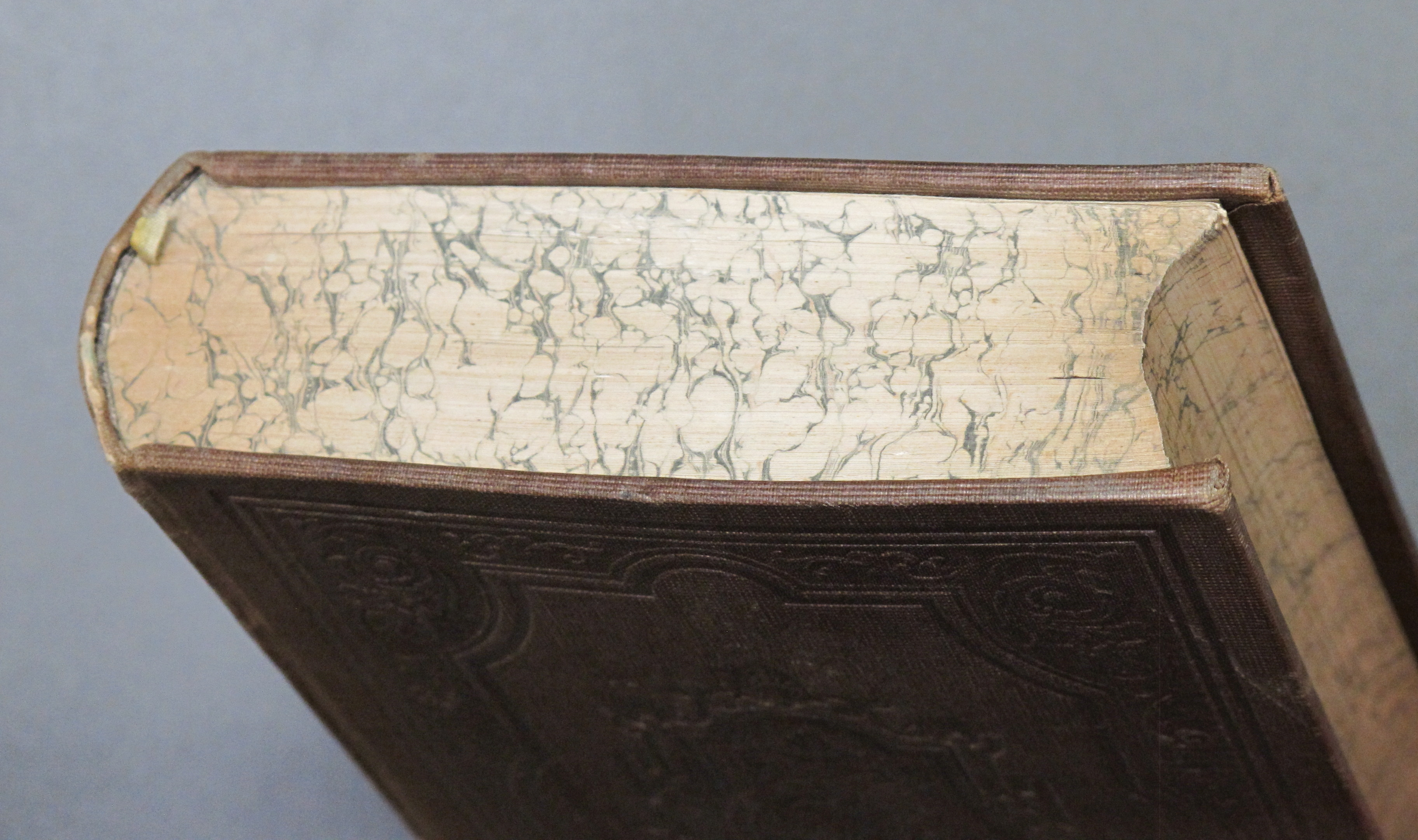
Buchschnitt marmoriert 1856
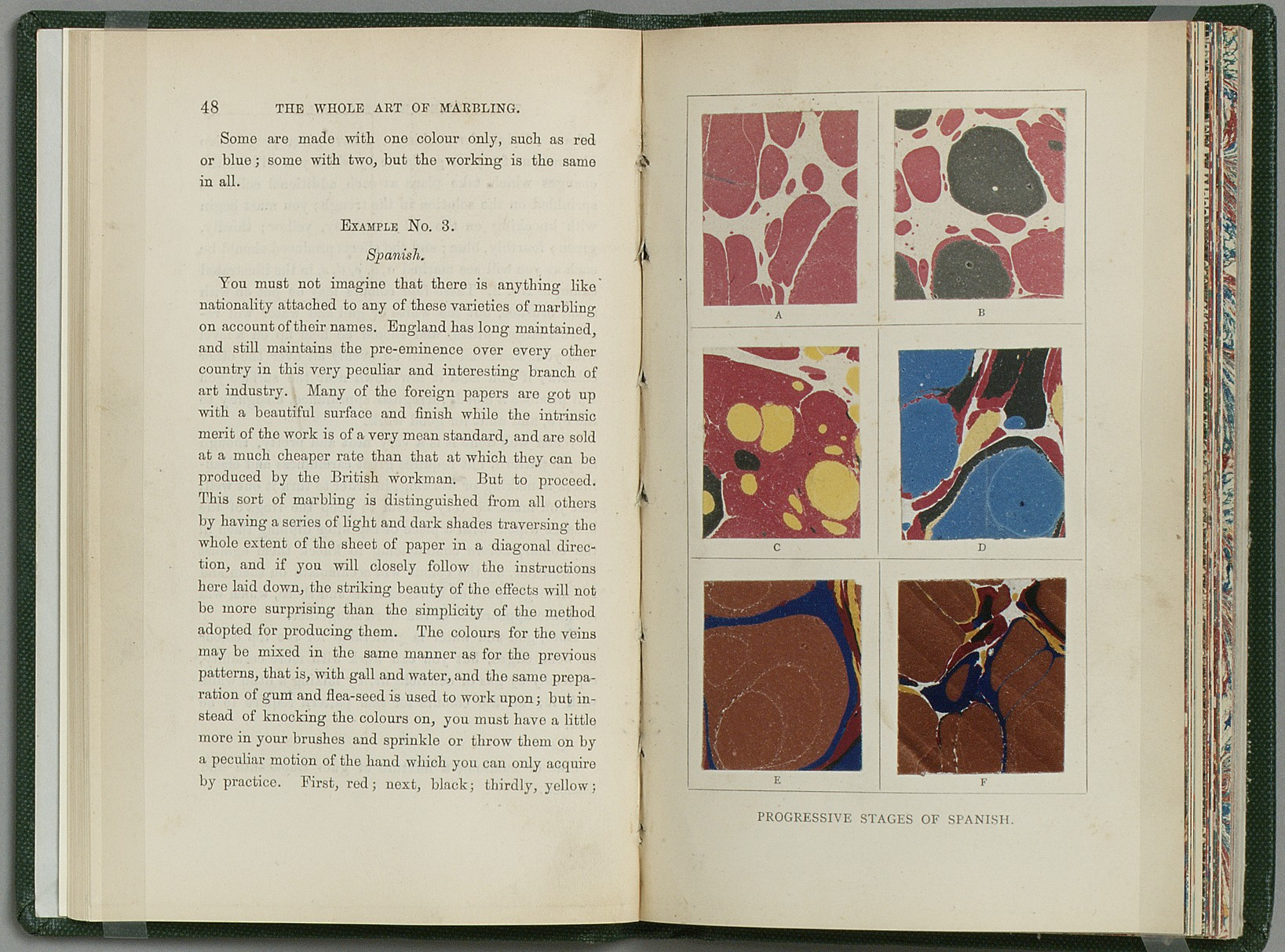
Charles W. Woolnough: The Whole Art of Marbling as Applied to Paper, Book Edges, etc. London 1881
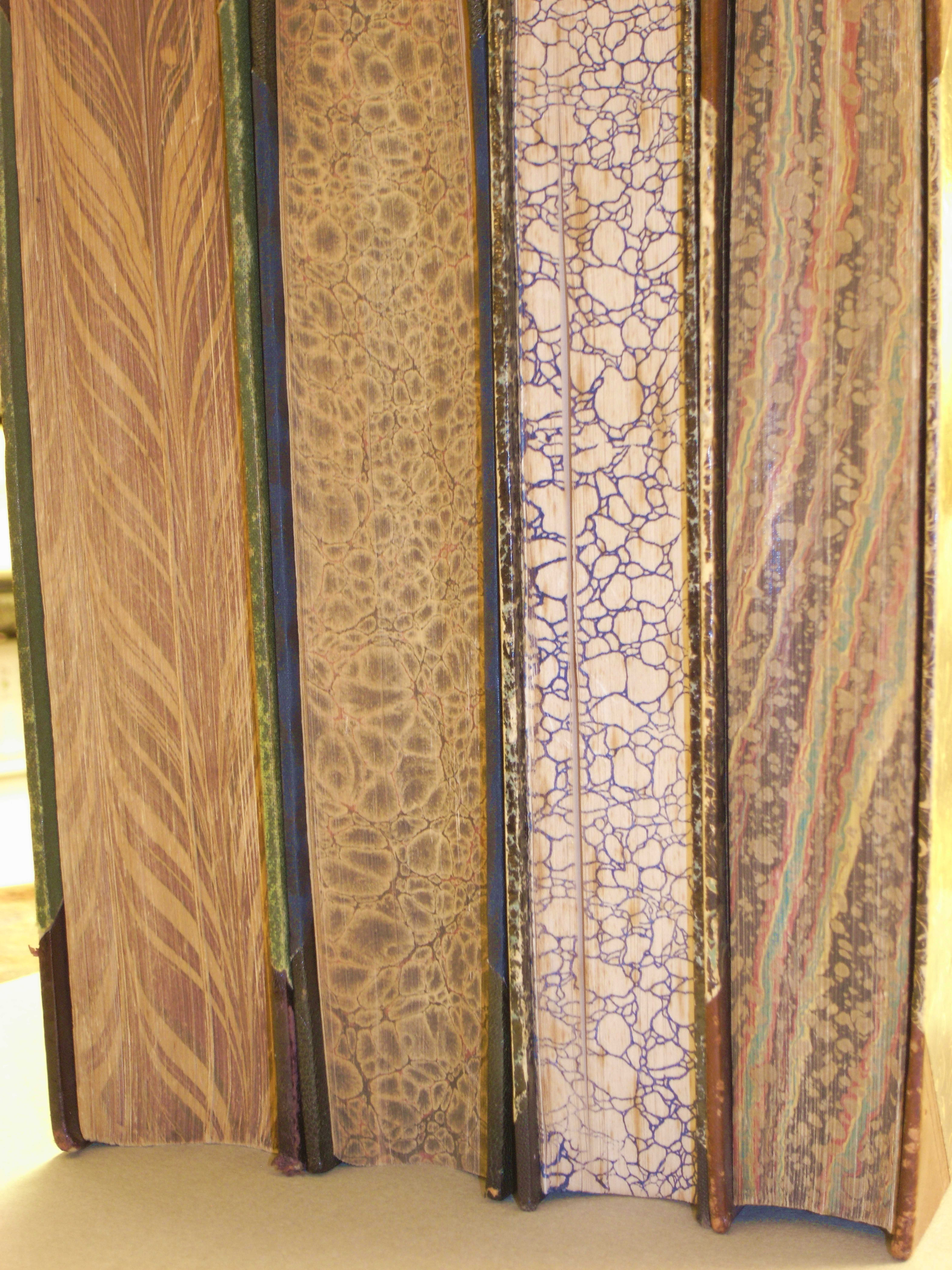
Bücher mit marmorierten Vorderschnitten
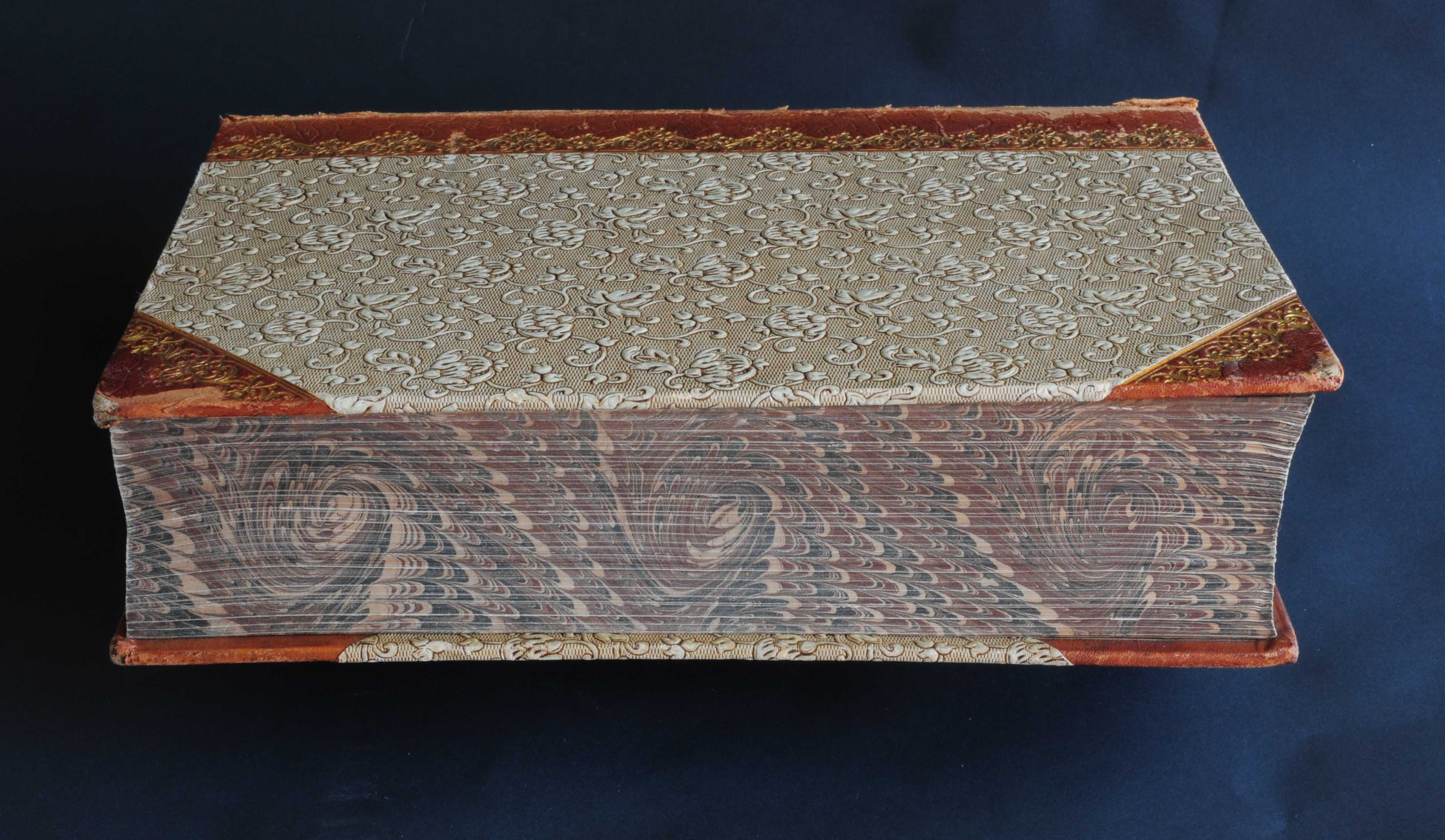
Meyers Konversations-Lexikon, 5. Auflage, Bd. 9 (1896), marmorierte Schnittverzierung

- Gestalten von Alben, Stammbüchern und Skizzenbüchern mit Marmoriertechniken:

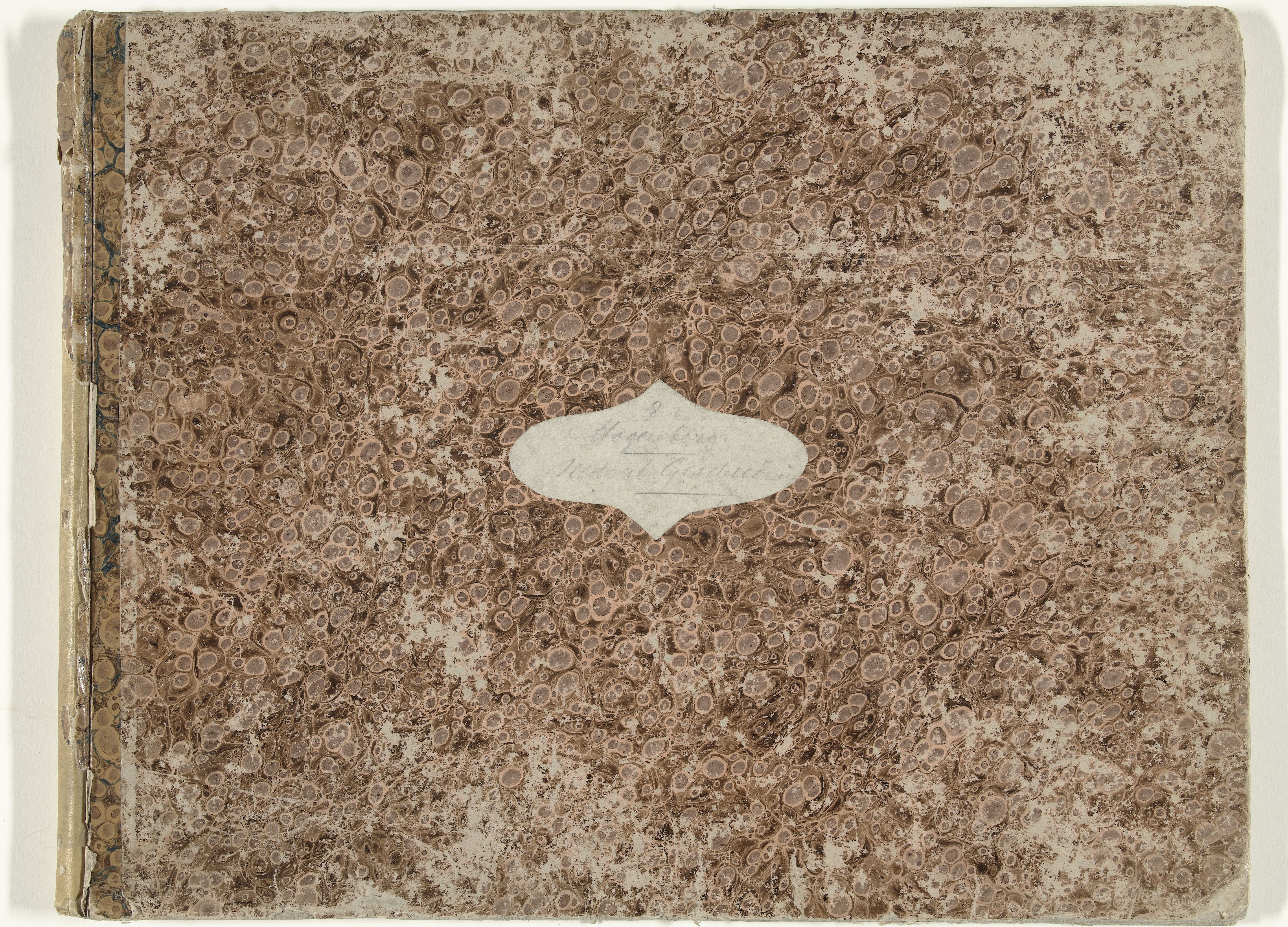
Album mit Titelblatt und 19 Drucken von Hogenberg und 14 Drucken nach Hogenberg
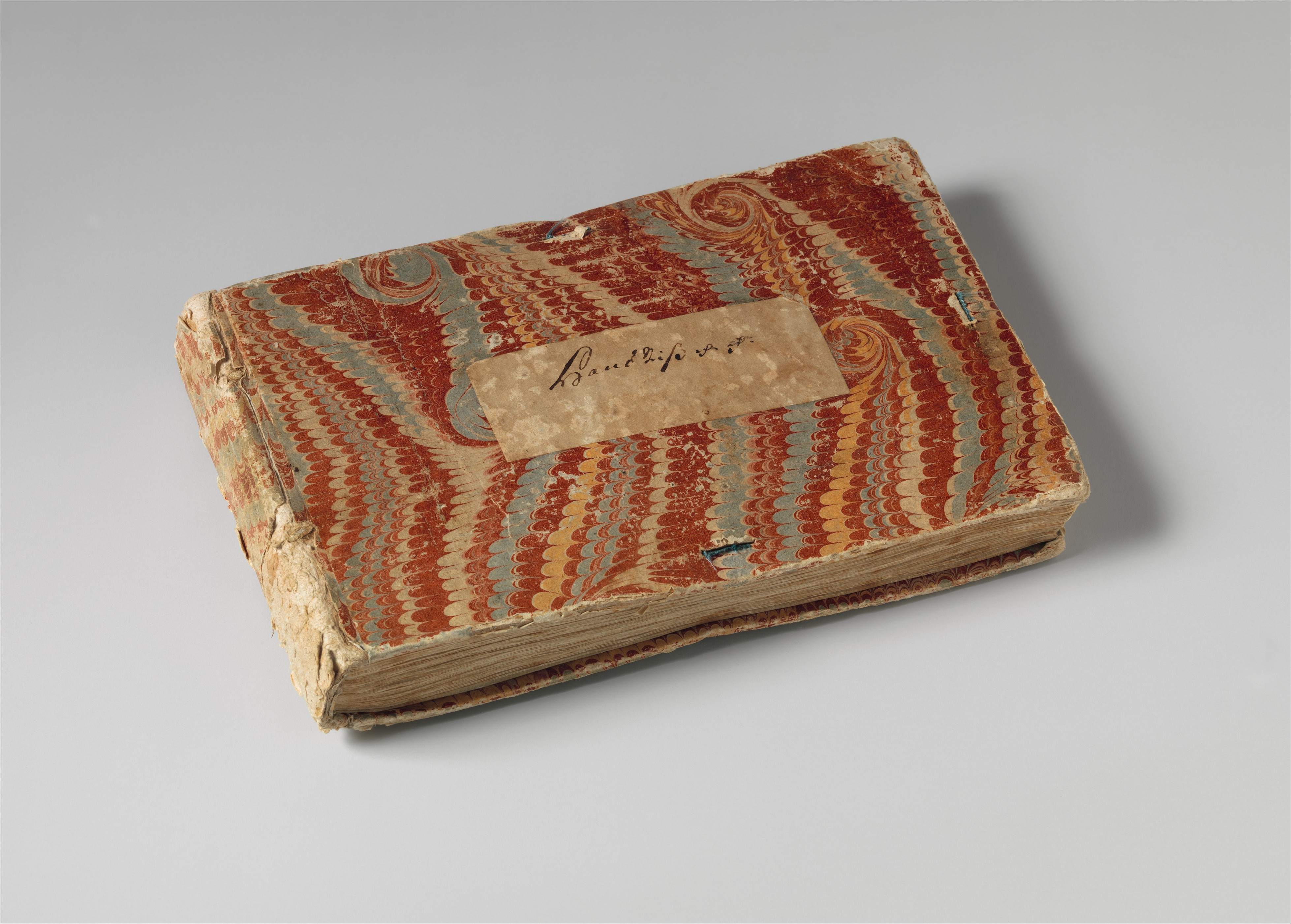
Zoller Album Amicorum, 18. Jahrhundert
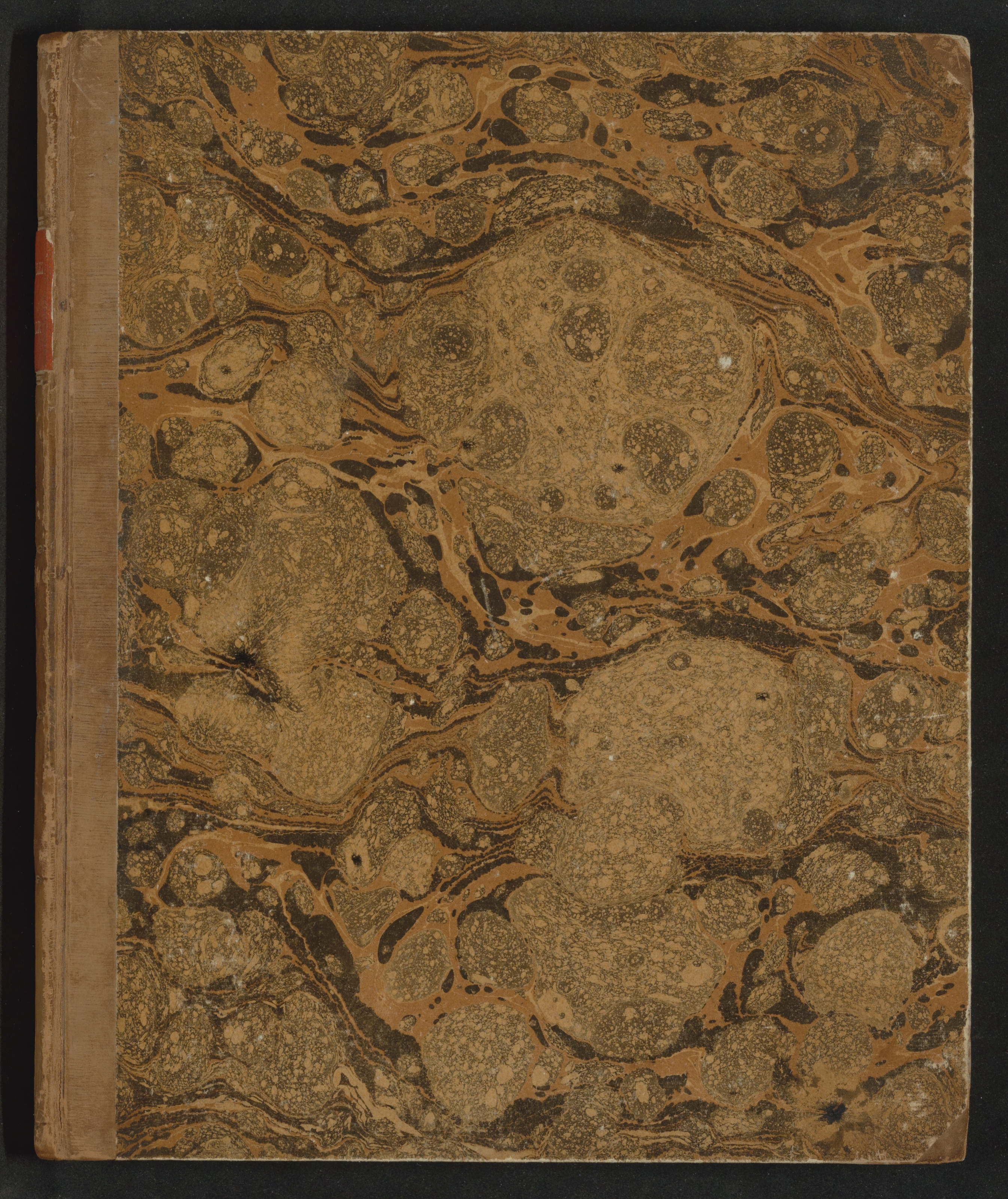
Skizzenbuch mit 94 Blatt, 1816
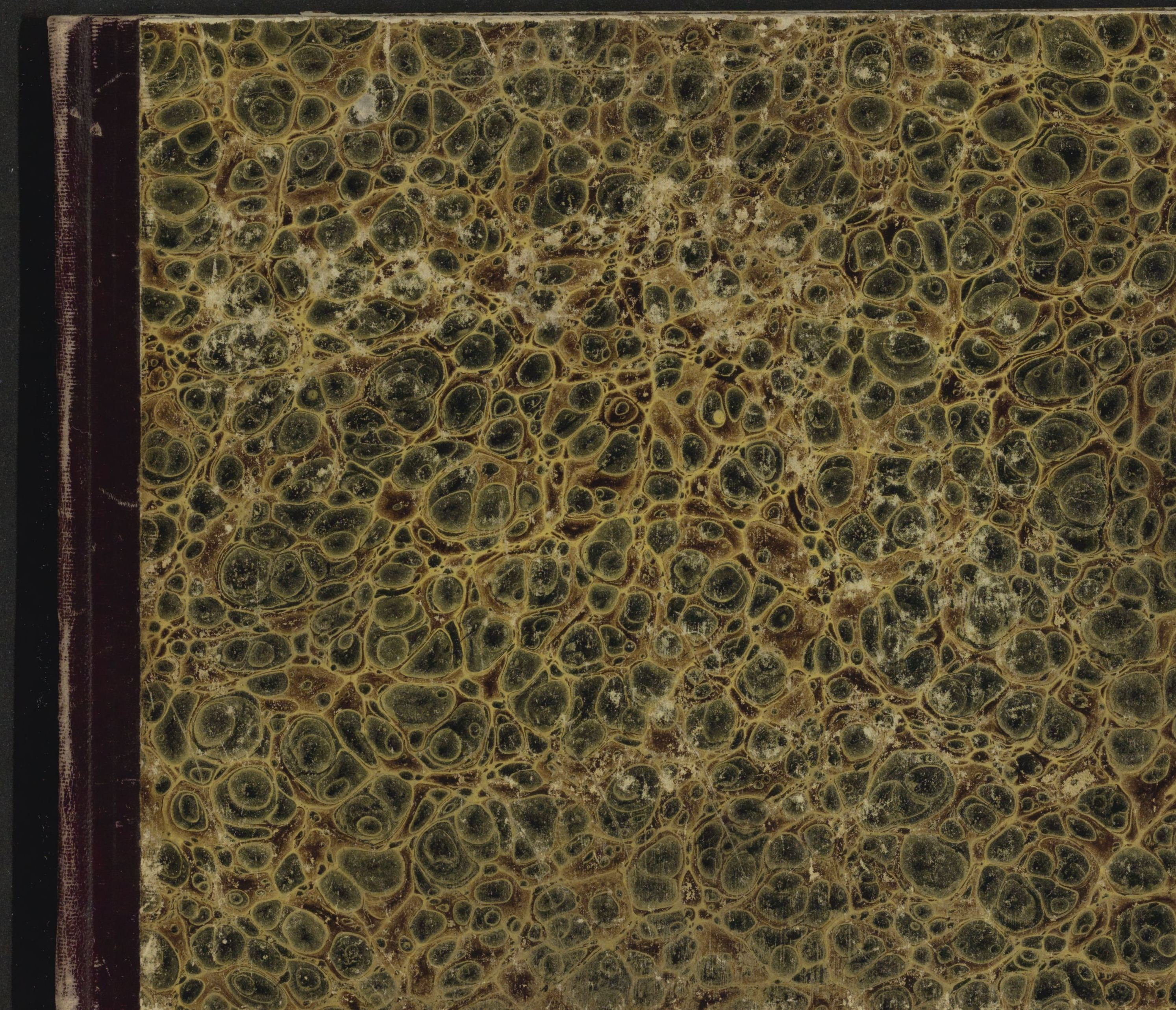
Großformatiges Skizzenbuch mit 51 Blatt, 1839
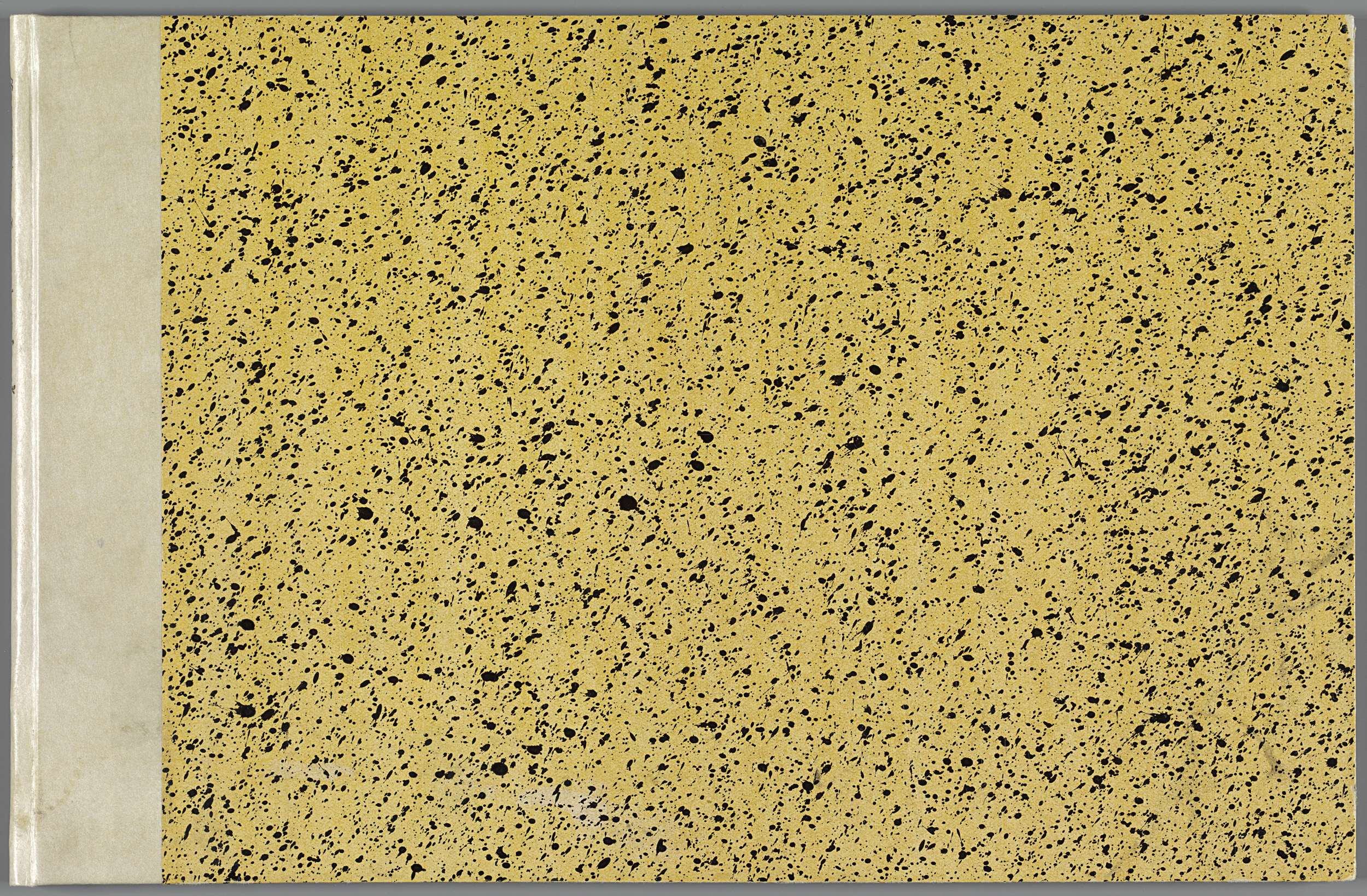
Album mit kalligrafischen Vorbildern, Einband bezogen mit Sprenkelpapier („Kiebitzpapier“)

- Gestalten von Aktendeckeln, Rechnungen, Baugesuchen:

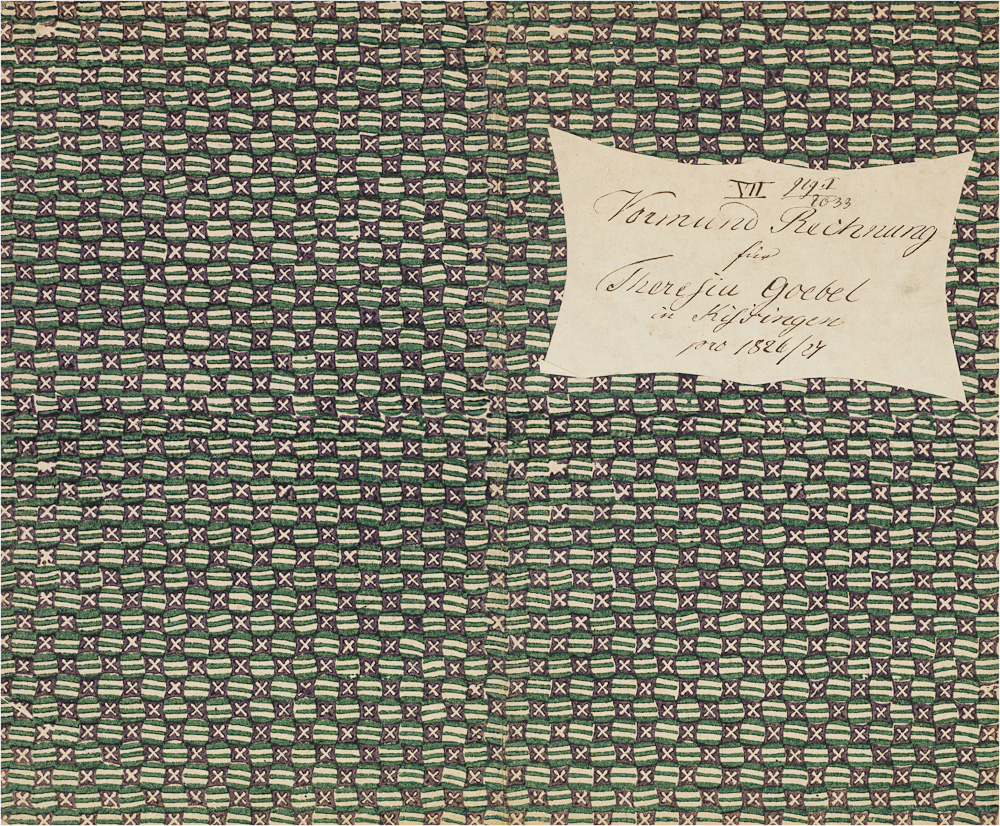
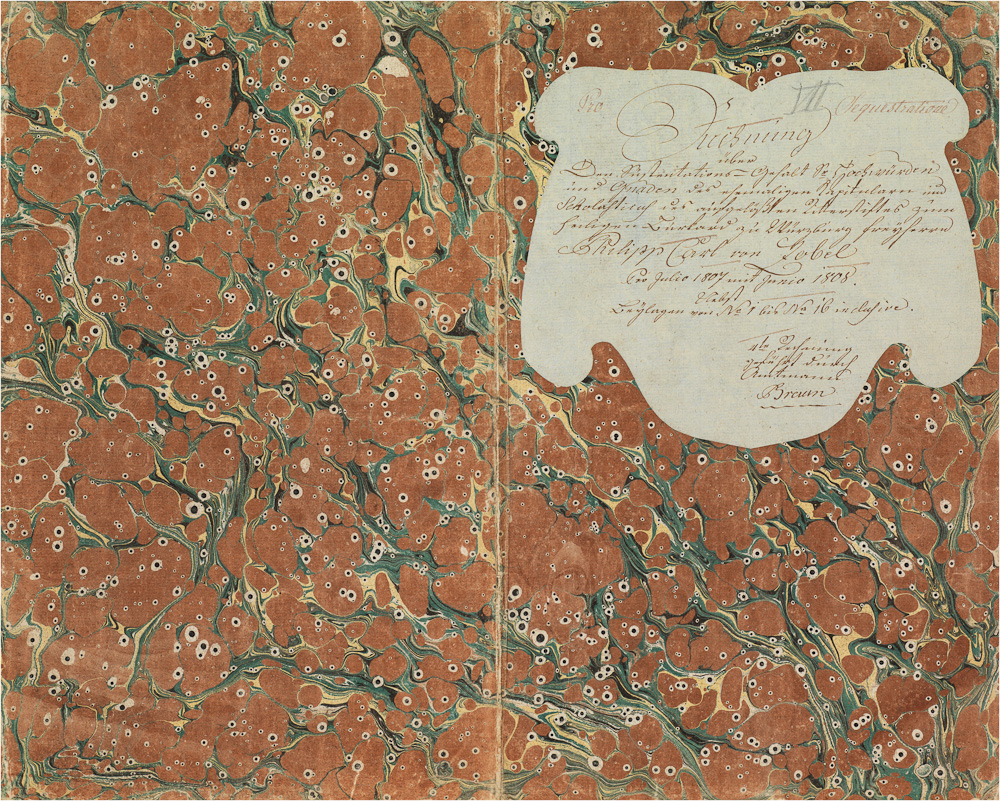

- Überziehen und Ausschmücken von Mappen:

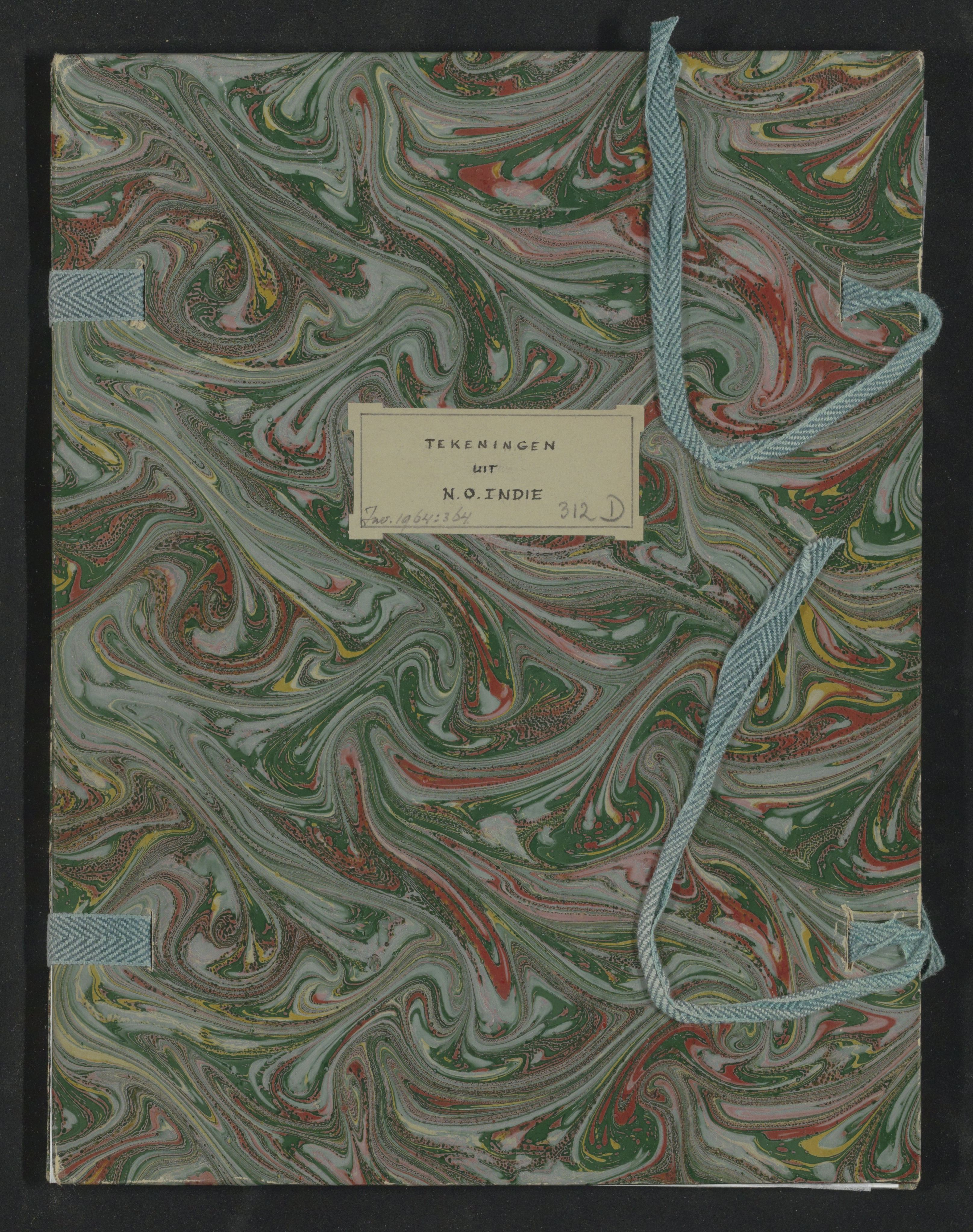
Mappe für Zeichnungen
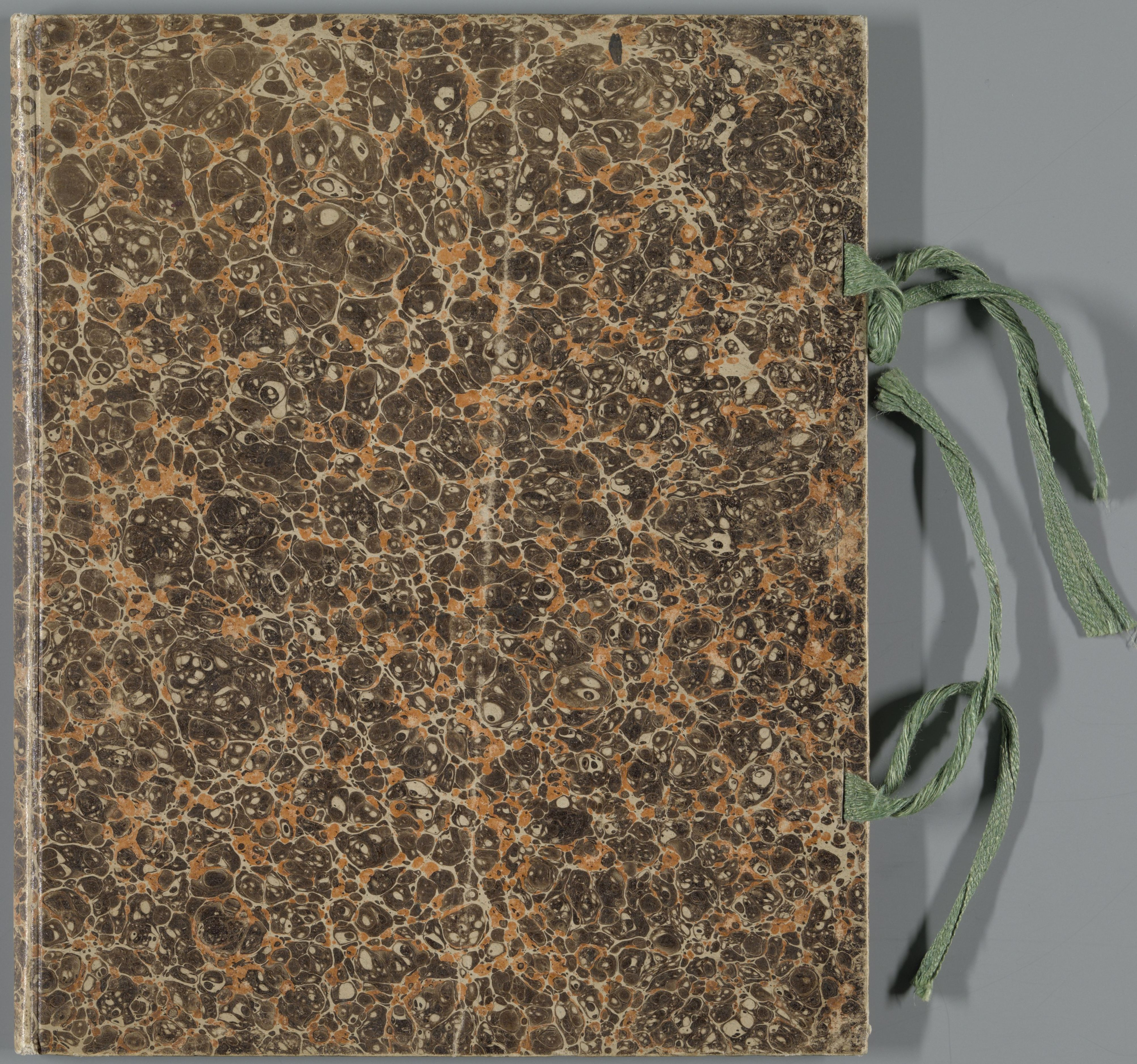
Album mit 17 Blatt Zeichnungen von Carl Friedrich Bärthel mit Juwelen, ca. 1800–1810
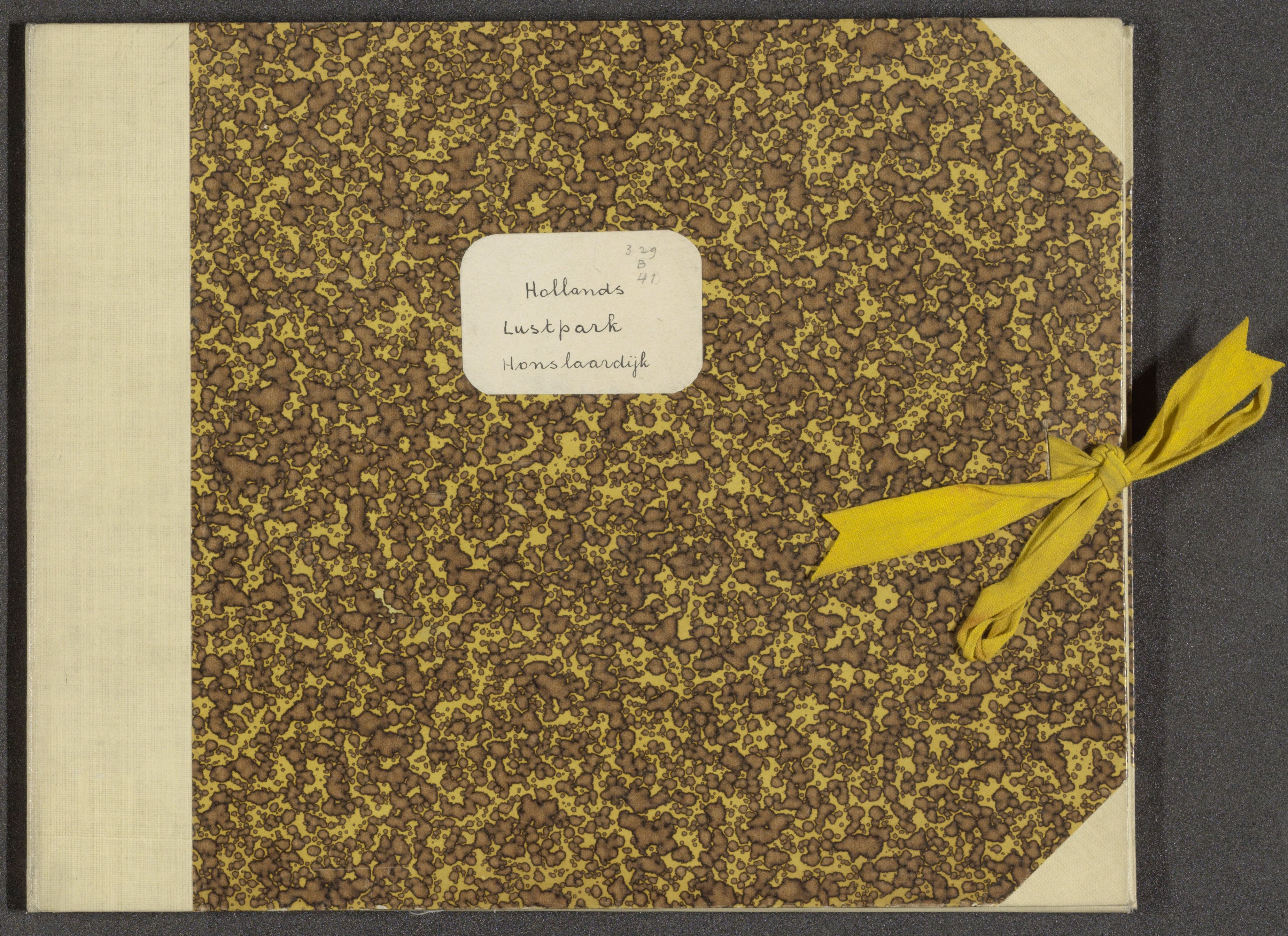
Album Hollands Lustpark Honslaardijk (Titel auf Objekt), bezogen mit Gustavmarmor

- von Kartonagen
  - Fernrohren
  - Musikinstrumenten (z. B. Balg von Handzuginstrumenten)
- das Auskleiden von
  - Hutschachteln
  - Koffern
  - Schränken[19]
  - Schubladen

Marmorpapier als Schubladenauskleidung eines Schreibkabinetts
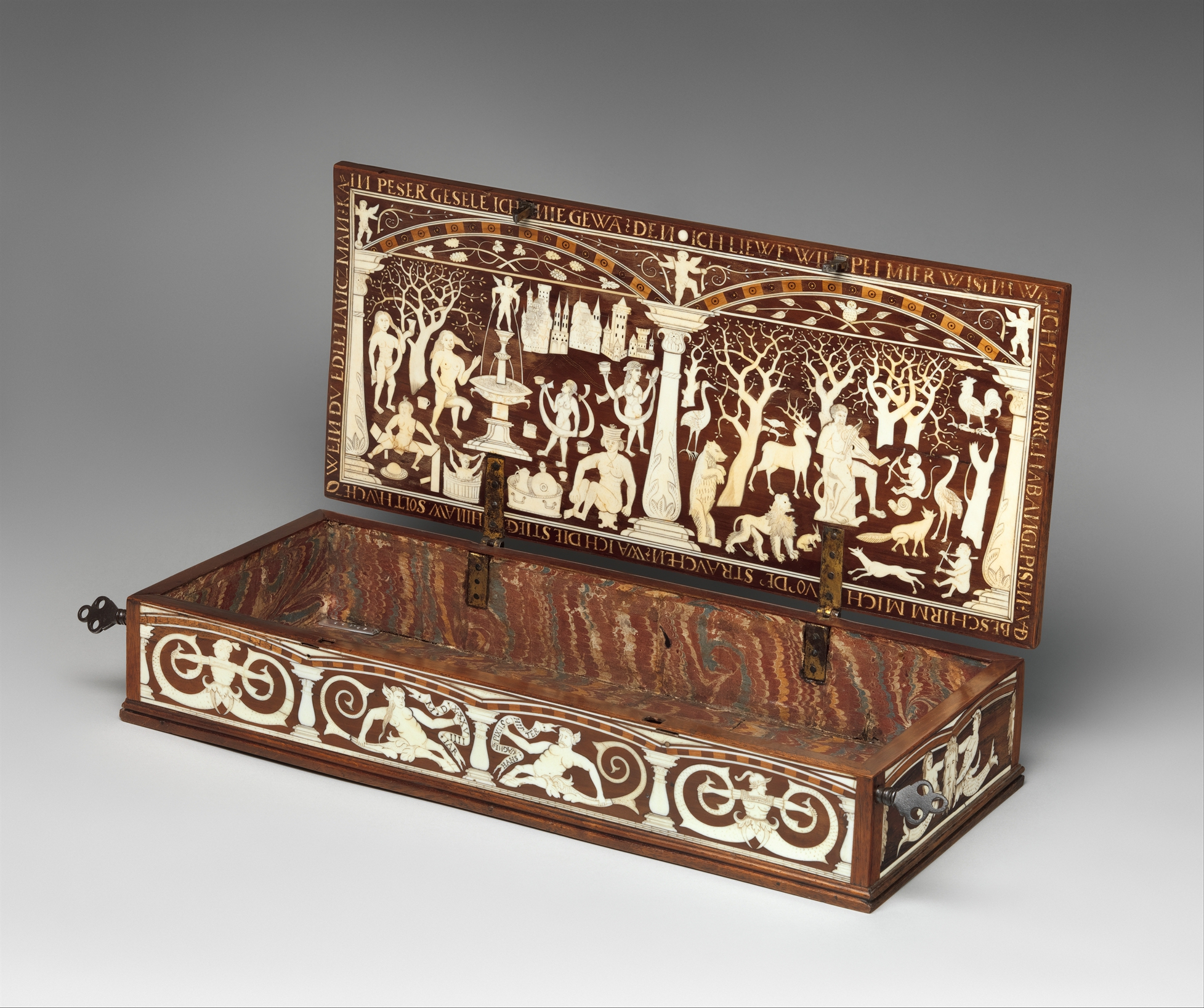
Kasten für Armbrust-Bolzen, wahrscheinlich für Wilhelm IV. von Bayern (r. 1508–50)

- Musikinstrumenten (z. B. Spinett)
- Bei Puppenstuben kommen Buntpapiere zum Einsatz, die bestimmte Materialien und Oberflächenstrukturen im entsprechend verkleinerten Maßstab imitieren:
  - Mauerwerk
  - Dachziegel
  - Wandkacheln
  - Fliesenfußboden
  - Parkettboden
  - Tapeten
- In der Neuzeit ist Buntpapier auch wesentliches Element zur Gestaltung von Kunstobjekten
  - als Teil von Collagen
  - von skulpturalen Objekten

Charlotte Schäfer: Schachtelobjekt (Stülpdeckel und Fuß) für einen barocken Globus

## Wechsel des Geschmacks, Bedeutungsverlust
„Die Buntpapiere finden Verwendung als Dekorationspapiere, als bessere oder Geschenk-Einschlagpapiere, als Überzugpapiere für Kartonagen und Etuis, als Kofferfutter, für Bucheinbände und für viele andere Zwecke. Infolge Wechsel des Geschmacks, der Verpackungsmethoden und neuer Herstellungsverfahren haben viele früher beliebte Buntpapiersorten an Bedeutung verloren oder sind ganz aus dem Verkehr gekommen.“

Es wurden Verfahren entwickelt und durch Patente gesichert, Papier unmittelbar auf der Papiermaschine während der Blattbildung zu färben.  Über den Papierfabrikanten Felix Günther, der seit 1902 Alleininhaber Papierfabrik Otto Günther in Greiz war, wird berichtet: „Er setzte jetzt den Schwerpunkt auf die Herstellung marmorierter, gewölkter und gemusterter Phantasie- und Effektpapiere. In Zusammenarbeit mit den „Farbwerken Höchst“ entwickelte er zahlreiche Varianten, die unter selbst erfundenen Namen auf den Markt gebracht wurden“. Der Buntpapierindustrie wurden so viele Aufträge aus den Händen genommen:

„Man veredelte die Papiere und Kartons durch Pressen, Prägen und Streichen, durch Färben, Tauchen und Imprägnieren, durch Bedrucken und durch Bearbeiten mit dem Friktionskalander. So wurde, wie aus Firmenunterlagen hervorgeht, ein Sortiment von 3.420 Sorten erreicht. Mehr als 100 verschiedene Musterbücher wurden innerhalb weniger Jahrzehnte von der Papierfabrik zusammengestellt, individuell gestaltet und in den hauseigenen Werkstätten hergestellt.“

Das Veredeln von holzfreiem oder holzhaltigem Chromorohpapier zu gestrichenem Chromopapier gehörte in der 1. Hälfte des 20. Jahrhunderts zu den wichtigen Aufgaben der Buntpapierfabriken. Dies änderte sich nach dem Zweiten Weltkrieg. Guido Dessauer schilderte in seinen Gedanken eines alten Buntpapiermachers, wie man in einem Zweigwerk der Buntpapierfabrik A.G. Aschaffenburg, der Papierfabrik Wildbad in Bad Wildbad, eine Papiermaschine der Maschinenfabrik zum Bruderhaus mit entsprechenden Streicheinheiten versah.

„Ich selbst wurde als der Totengräber des Chromopapiers bezeichnet. Aber wenn etwas möglich wird und man es nicht selbst macht, so macht es früher oder später irgend ein anderer. [...] Mit dem Start der in einem Durchgang in die Trockenpartie der Papiermaschine erzeugten
Etikettenpapiere begann der echte Konkurrenzkampf zwischen den Papierherstellern und den
Bunt- und Chromopapierfabriken. Dieser Kampf ist eindeutig von den Papierfabriken gewonnen
worden.“

Die Papierfabrik F. E. Weidenmüller (Dreiwerden) produzierte zweiseitig gestrichenes Kunstdruckpapier, dessen Seiten jeweils unterschiedliche Farbtöne aufwiesen. Es wurden die Farbkombination (z. B. blau/gelb, hellblau/mittelblau, gelb/weiß, hellgrün/chamois, lachs/perlgrau, orange/gelb, rosa/gelb und rosa/altgold) angeboten. Noch war die Druckindustrie nicht in der Lage, Druckerzeugnisse völlig gleichförmig in einem Farbton zu drucken. Zweifarbige Kunstdruckpapiere konnten so als Blickfang eingesetzt werden. Diese Zwischenlösung erübrigte sich, als die Drucktechnik so weit fortgeschritten war, dass man Flächen völlig gleichförmig ohne alle Streifen mit einer Schmuckfarbe bedrucken konnte.

## Revival
Im letzten Viertel des 20. Jahrhunderts erlebten verschiedene Buntpapiertechniken ein Revival. Neben die letzten professionellen Erzeuger, die wie Lothar Reher oder die Werkstatt Hesse in Leipzig noch ganze Buchauflagen mit einzelgefertigten Originalpapieren ausstatteten, entdeckten jetzt viele Menschen das Marmorieren oder die Batiktechnik als Hobby. Dabei beschränkte man sich nicht nur auf die Gestaltung von Papier, sondern wendete die Techniken auch auf Textilien und andere Materialien wie Holz und Leder an. Verschiedene Verlage wie Maier, Frech oder der Christophorus-Verlag nahmen sich der Thematik an und veröffentlichten entsprechende Arbeitsanleitungen.

„Es ist eine große und erfreuliche Überraschung, daß das dringende Bedürfnis, echte Buntpapiere z. B. für Restaurierungen, aber auch künstlerische Gestaltungen wieder zu erhalten, dazu geführt hat, daß junge Forscher und praktizierende Kunsthandwerker sich der alten überlieferten Techniken besinnen und wieder begonnen haben, echte Buntpapiere herzustellen.“

Parallel dazu entwickelte sich eine starke Auseinandersetzung mit den alten Buntpapiertechniken, der durch den Bedarf an Materialien für die Konservierung und Restaurierung in Bibliotheken, Archiven, Museen und im Denkmalschutz, aber auch im Antiquariats- und Antiquitätenhandel entstand.
War Buntpapier bisher ein Arbeitsmaterial des Buchbinders, der seine Nutzen für Einbanddecken, Sammelmappen, Schachteln etc. nach Bedarf aus den Buntpapierbogen herausschneiden konnte, entstand jetzt immer mehr das Verständnis, dass künstlerisch gestaltete Buntpapiere eigenständige Werke sind, die entsprechend vermarktet und gesammelt werden. Wesentliche Impulse kamen dabei von amerikanischen Künstlern wie Christopher Weiman oder Ebru-Experten wie Nedim Sönmez und Hikmet Barutçugil. „Vom schmückenden Papier zum Bild“ lautet eine treffende Formulierung im Hinblick auf den jetzt erreichten Status.

## Buntpapiersammler
- Franz Bartsch
- Sidney E. Berger und Michèle V. Cloonan
- Eva van Breugel
- Charles Ernest Clerget
- Guido Dessauer
- Marie-Ange Doizy
- Hans Enderli
- Gabriele Grünebaum
- Jakob Heinrich von Hefner-Alteneck
- Olga Hirsch
- Rolf von Hoerschelmann
- Valérie Hubert
- Felix Hübel[33]
- Manuel Kehrli
- Emil Kretz
- Anton Kippenberg
- Dirk Lange
- Mechthild Lobisch
- Rosamond B. Loring
- Heinz Petersen
- Gisela Reschke
- Julia Rinck
- Charlotte Schaefer
- Hans Schmoller
- Tanya Schmoller
- Adelheid Schönborn
- Karl Schumm
- Ernst Seegers
- Konrad Simon
- F. G. Waller
- Flavio Aquilina

## Museen und Sammlungen
- Aschaffenburg, Museen der Stadt Aschaffenburg
- Basel, Basler Papiermühle

- Berlin, Kunstbibliothek
- Bamberg, Staatsbibliothek, als Teil der Grafiksammlung (Signaturengruppe XII)[34]
- Chicago, University of Chicago Library, Richard J. Wolfe Collection[35]
- Den Haag, Koninklijke Bibliotheek
- Düsseldorf, Goethe-Museum (Vorlagen für Insel-Bücherei)[36]
- Kassel, Staatliche Museen Kassel, Deutsches Tapetenmuseum[37]
- Leipzig, Deutsches Buch- und Schriftmuseum (hier u. a. auch Teile aus der Sammlung Grünebaum)[38]
- London, British Library[39]
- London, Victoria and Albert Museum[40]
- Manchester, Manchester Metropolitan University Special Collection Museum[41]
- München, Bayerisches Nationalmuseum
- München, Deutsches Museum[42]
- Milano, Civica raccolta delle stampe A. Bertarelli
- Nürnberg, Germanisches Nationalmuseum
- Rixheim, Musée du papier peint de Rixheim
- Wien, Museum für angewandte Kunst (Wien)[43]
- Wien, Österreichische Nationalbibliothek[44]

## Denkmale und Sachzeugnisse
- Altstadtfriedhof Aschaffenburg, Grabmal von Philipp Dessauer, Inschrift siehe Alois Dessauer
- Merseburger Buntpapierfabrik
- Schloss Kochberg, mit Marmorpapier ausgestalteter Innenraum des Liebhabertheaters
- Schneeberg (Erzgebirge), Gebäudekomplex der ersten deutschen Buntpapierfabrik

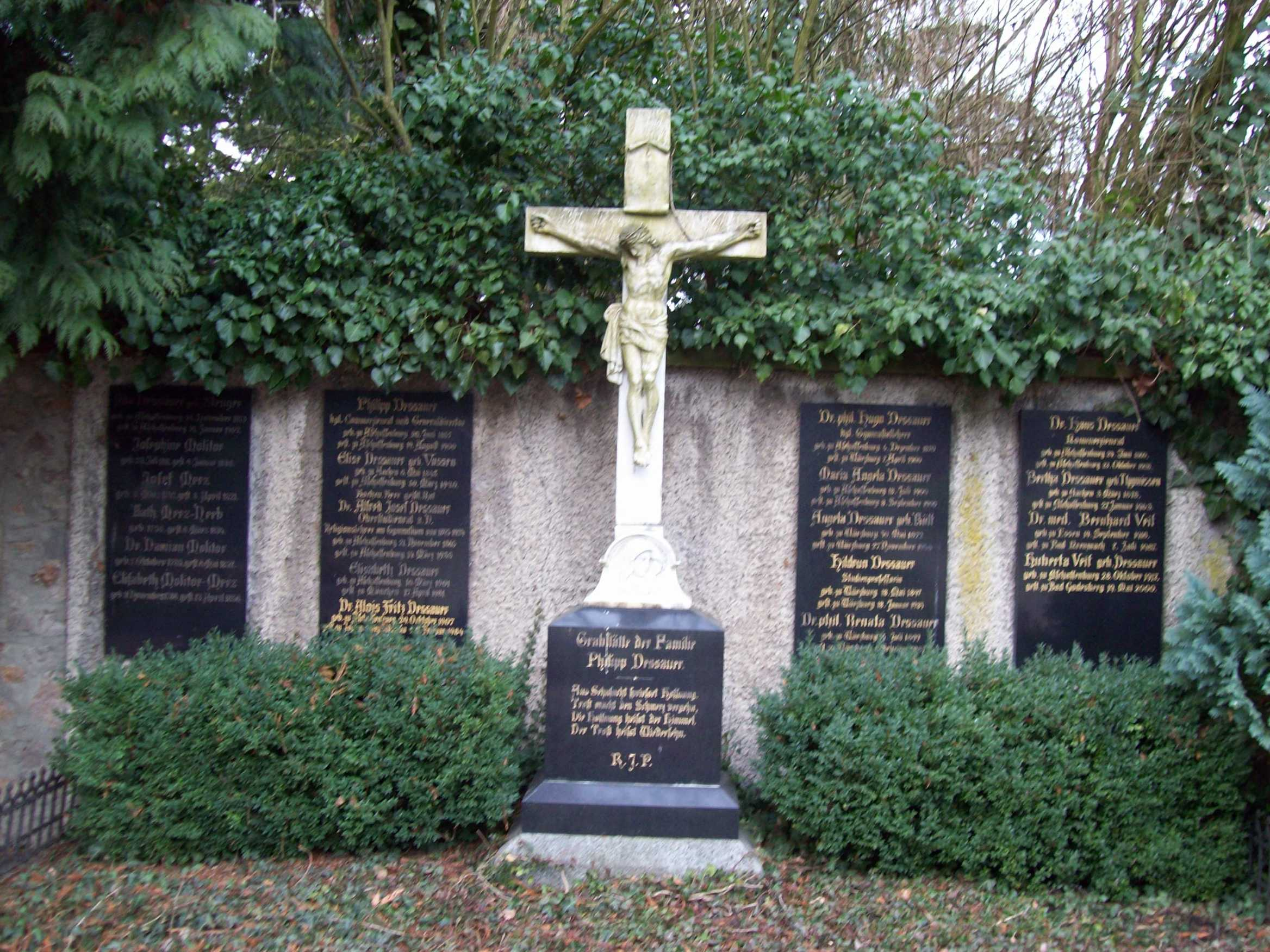
Familiengrab Dessauer, Altstadtfriedhof Aschaffenburg
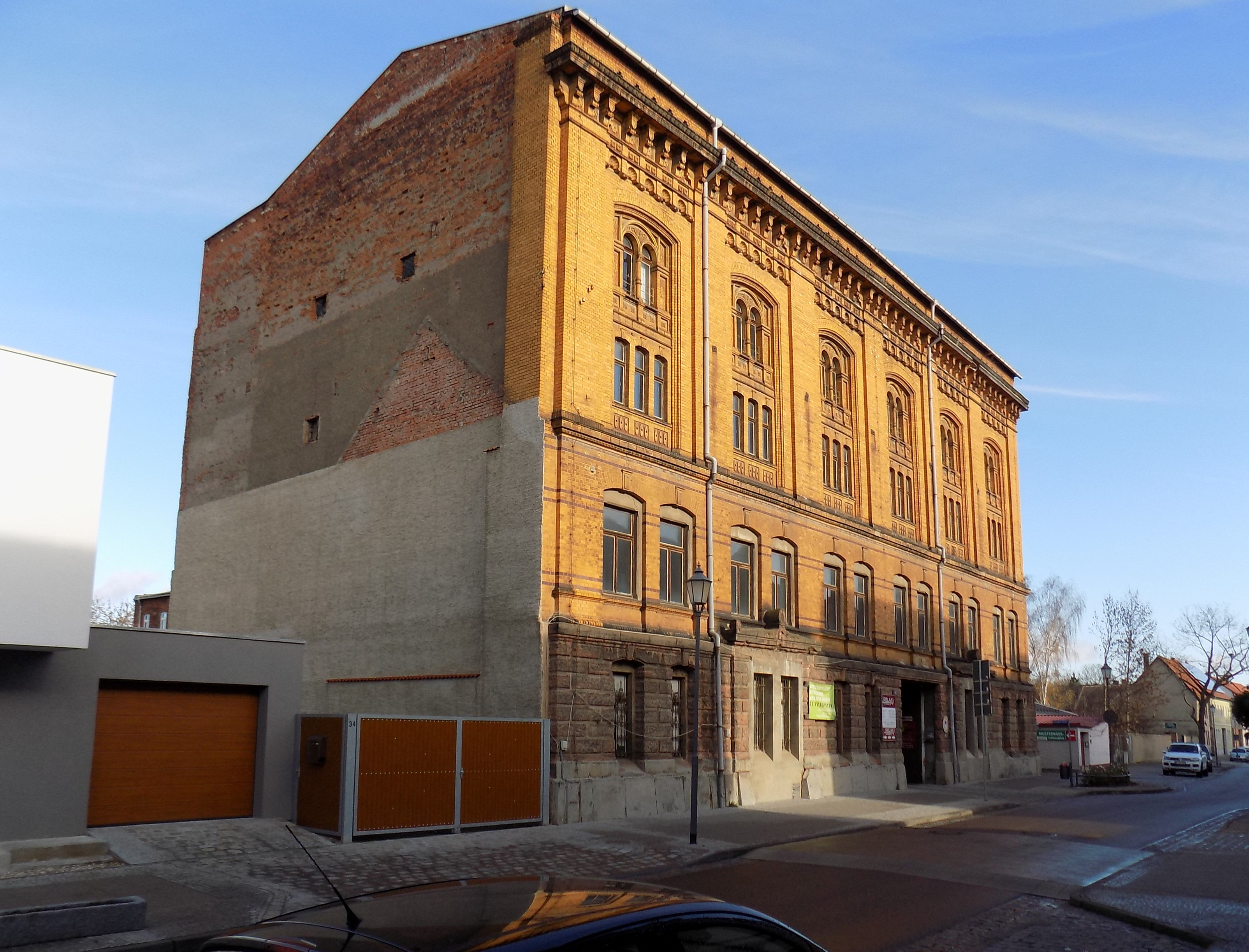
Buntpapierfabrik in Merseburg
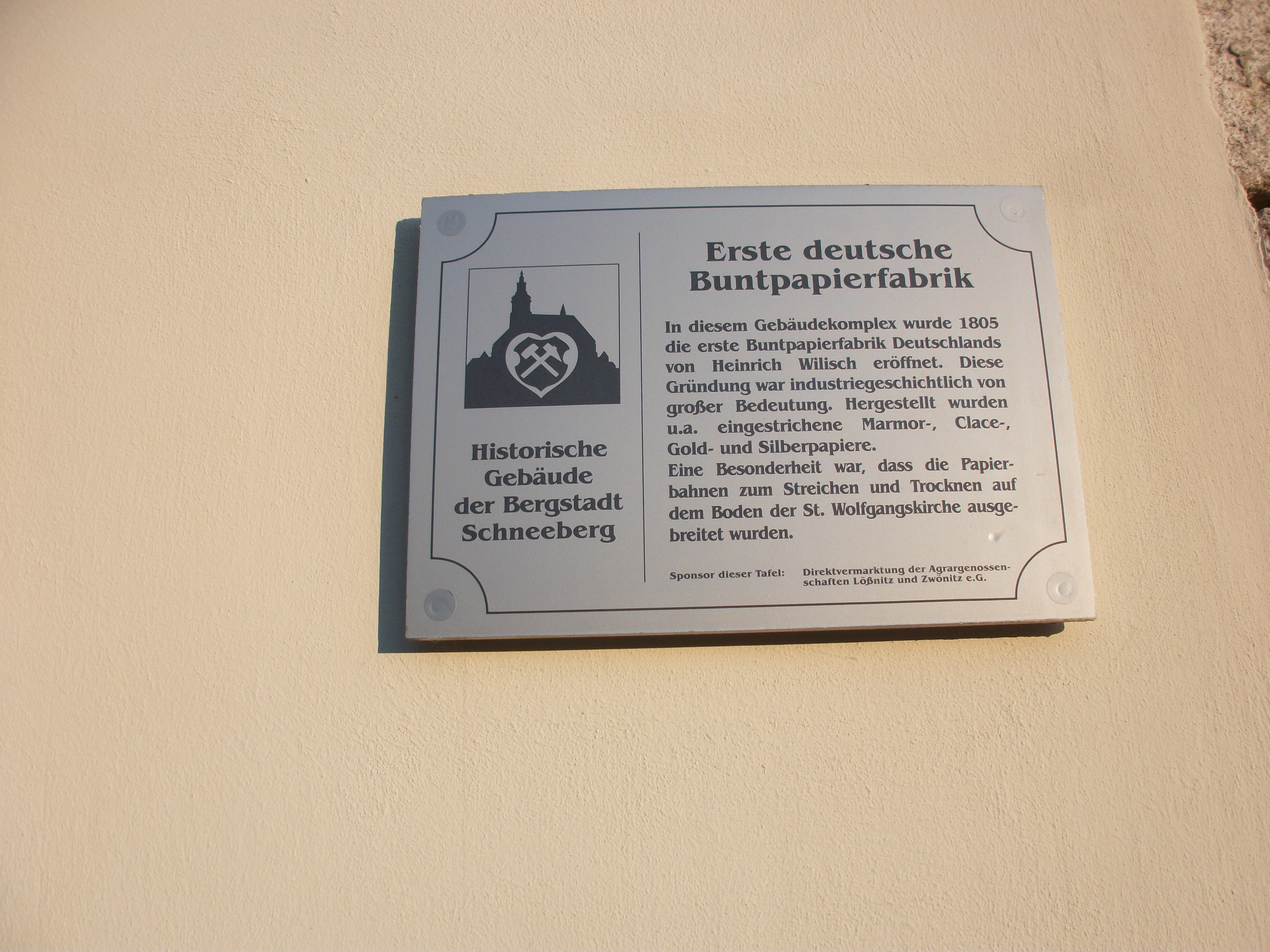
Schneeberg (Erzgebirge), Infotafel „Erste Buntpapierfabrik Deutschlands“

## Ausstellungen (Auswahl)
- Mai bis Juli 1907 Kgl. Museen Berlin, Kunstgewerbemuseum Berlin: Sonderausstellung Buntpapiere.[45]
- März 1909 Landesgewerbemuseum Stuttgart: Sammlung Franz Bartsch, Wien.
- 10. bis 31. Oktober 1909 Technologisches Gewerbemuseum Prag: Ausstellung von Bucheinbänden und Buntpapieren.
- 1. Mai bis 31. August 1918 Rijksprentenkabinet Amsterdam Gouddruk-, blokdruk-, marmer-, stijfselpapieren.[46]
- 2. bis 30. Oktober 1927 Gewerbemuseum Basel: Buntpapiere aus alter und neuer Zeit.
- 13. August bis 26. September 1965 Buntpapier Kunstbibliothek Berlin in Zusammenarbeit mit der Neuen Sammlung in München und dem Germanischen Nationalmuseum in Nürnberg.[47]
- 9. September 1979 bis 25. November 1979 Museum für Kunsthandwerk Frankfurt am Main: Alte Buntpapiere.
- 1979 bis 1980 Staatsbibliothek Bamberg Bunte Welt der Papiere
- März bis Anfang November 1982 Basler Papiermühle Basel: 5. Sonderausstellung Buntpapiere.
- Mai bis August 1982 Stadtmuseum Fembohaus Nürnberg: Angela Ringer. Buntpapier.
- 26. Mai bis 28. Oktober 1984 Stift Göttweig Graphische Sammlung und 17. Jänner bis 8. April 1985 Österreichisches Museum für angewandte Kunst Wien: Europäische Buntpapiere. Barock bis Jugendstil.
- 30. August bis 7. September 1986 Gelterkinden: Schmuckpapiere von Marianne Moll-Schaffner.
- 1991 Deutsches Buch- und Schriftmuseum Leipzig: Sonderausstellung Buntpapier – Geschichte und Herstellungstechnik.
- 14. November 1991 bis 16. Februar 1992, Mailand, Palazzo Dugnani Le carte decorate della Raccolta Bertarelli.
- 5. November 1994 bis 12. Februar 1995 Rijksmuseum Amsterdam Rijksprentenkabinet: Marmer, sits en brocaat. Sierpapier in het Rijksmuseum.
- 30. März bis 29. Mai 1996 Museum für Sächsische Volkskunst Dresden: Buntpapier. Gisela Reschke – Buntpapiererin, historische Buntpapiere.
- 1997 Staatsbibliothek zu Berlin – Preußischer Kulturbesitz: Wolkenkleister, Marmor und Brokat – Historische Buntpapiere.
- 5. Oktober bis 16. November 1997 Heimatmuseums Herrnhut: Sonderausstellung Herrnhuter Papier und Andere Buntpapiere.
- 5. Februar bis 18. April 1998 Deutsches Buch- und Schriftmuseum Leipzig: Franz Bartsch: Papiersammler aus Wien. Rekonstruktion seiner Ausstellung Stuttgart 1909.
- 16. Juli bis 31. Oktober 1999 Luthergedenkstätten in Eisleben und Wittenberg Eisleben Martin Luthers Sterbehaus: Daß es eine Lust ist anzusehen. Historische Buntpapiere aus den Bibliotheken der Luthergedenkstätten in Sachsen-Anhalt.
- 16. Juni bis 27. August 2000 Gleimhaus Halberstadt: Sonderausstellung Buntpapier - Vom historischen Buchschmuck zu Künstlerischen Formen.
- 15. März bis 21. April 2001 Deutsche Buch- und Schriftmuseum  100 Jahre Buntpapiersammlung Seegers 1901–2001.
- 7. Juli bis 23. September 2007 Gutenberg-Museum Mainz: Ausstellung Gisela Reschke - Buntpapier, Tradition und Gegenwart.
- 26. Februar 2008 bis 1. August 2008 Manchester Metropolitan University: To brighten things up. An exhibition from the Schmoller Collection of Decorated Papers.
- 23. Oktober 2008 bis 26. April 2009 Franckesche Stiftungen Halle: „Bemahlte Papiere“ – Historische Buntpapiereinbände aus der Bibliothek der Franckeschen Stiftungen.
- 11. November 2010 bis 30. Januar 2011 Staats- und Universitätsbibliothek Hamburg Carl von Ossietzky: Ausstellung Buntpapier - pART des Buches, Interpretationen von Gisela Reschke.
- 21. Oktober 2011 bis 29. Januar 2012 Mainfränkisches Museum Würzburg: Gefärbt, gekämmt, getunkt, gedruckt. Die wunderbare Welt des Buntpapiers.
- 21. Oktober 2016 bis 15. Januar 2017 Grafischen Kabinett im Höhmannhaus: Mehr als Muster. Bunt- und Vorsatzpapiere aus der Grafischen Sammlung.
- 18. Januar bis 8. April 2023 Grolier Club, New York, USA: Pattern and Flow.
- 16. Oktober 2023 bis 27. Januar 2024 Staatsbibliothek Bamberg farbenfroh und glanzvoll. Buntpapiere aus den Beständen der Staatsbibliothek Bamberg
- 16. Dezember 2023 bis 28. Januar 2024 Libreria Sansoviniana der Biblioteca Nazionale Marciana, Venedig: Matrice Colore Ornato Carte per legare e coprir libri
- 11. Januar bis 1. März 2024, Universität Wien, Universitätsbibliothek: Historische Buntpapiere an der UB Wien

### 21. Jahrhundert
- Ulrike Grießmayr: farbenfroh und glanzvoll. Buntpapiere aus den Beständen der Staatsbibliothek Bamberg. Mit einem Beitrag von Julia Rinck. Hrsg. von der Staatsbibliothek Bamberg. (Bamberger Buch-Geschichten, Nr. 3). Staatsbibliothek Bamberg, Bamberg 2023. 2., verbesserte Auflage, Anton H. Konrad Verlag, Weißenhorn 2023, ISBN 978-3-87437-625-9.
- Mindell Dubansky: Pattern and flow. A golden age of American decorated paper, 1960s to 2000s. With an introduction by Sidney E. Berger. Yale University Press. New Haven 2023, ISBN 978-0-300-26619-1.
- Julia Rinck und Susanne Krause: Handbuch Buntpapier. Unter Mitarbeit von Frieder Schmidt, Matthias Hageböck, Manuel Kehrli, Arne Krause, Henk Porck, und Frank Sellinat. Hauswedell, Stuttgart 2021, ISBN 978-3-7762-2100-8, eBook Hauswedell, Stuttgart 2023, ISBN 978-3-7762-2303-3.
- Ilse Mühlbacher: Historische Buntpapiere aus den Beständen der Österreichischen Nationalbibliothek. Brokatpapiere, in: Codices Manuscripti & Impressi, H. 130/131, Juni 2021, S. 1–71.
- Carla Tocchetti: La carta di Varese. Fascino e splendore. Macchione Editore, Varese 2020, ISBN 978-88-6570-636-7.
- Richard J. Wolfe: Marbled paper: its history, techniques, and patterns; with special references to the relationship of marbling to bookbinding in Europe and the Western world. Foreword by Sidney Berger. Oak Knoll Press, New Castle, Delaware 2018, ISBN 978-1-58456-360-0. ("This edition is a facsimile with corrections of the first edition published in 1990 by the University of Pennsylvania Press")
- Valérie Hubert: Les papiers dominotés. Une collection particulière. Préface de Philippe de Fabry. Valérie Hubert, Paris 2016, ISBN 979-10-699-0008-0.
- Susanne Krause und Julia Rinck: Buntpapier – ein Bestimmungsbuch; Decorated Paper – A Guide Book; Sierpapier – Een gids. Unter Mitarbeit von Henk Porck, Frieder Schmidt und Ida Schrijver. 2., überarbeitete und erweiterte Auflage. Hauswedell, Stuttgart 2016, ISBN 978-3-7762-0516-9 (1. Auflage Buntpapierverlag, Hamburg 2009).
- P. J. M. Marks: An anthology of decorated papers. A sourcebook for designers. Thames & Hudson Ltd., Farnborough 2015, ISBN 978-0-500-51812-0; Compact ed. 2018, ISBN 978-0-500-29392-8.
- Hikmet Barutçugil: Träume auf Wasser. Die türkische Ebrukunst, eine lebendige Tradition. Buntpapierverlag, Hamburg 2012, ISBN 978-3-938423-03-5
- André Jammes: Papiers dominotés : trait d’union entre l’imagerie populaire et les papiers peints (France, 1750–1820), Paris 2010, ISBN 978-2-86742-176-1, Rezension: Wulf Dietrich von Lucius, in: Aus dem Antiquariat NF 9 (2011) Nr. 5, S. 242.
- Ilona Hesse, Susanne Krause: Über handgemachtes Buntpapier. Eine Zusammenfassung, Hamburg 2007, ISBN 978-3-938423-15-8.
- Marianne Moll: Alte und neue Buntpapiere, Hamburg 2010, ISBN 978-3-938423-02-8.
- Susanne Krause (Hrsg.): Internationales Buntpapier, Hamburg 2007, ISBN 978-3-938423-20-2.
- Susanne Krause: Mehr Kleisterpapier, Hamburg 2006, ISBN 3-938423-07-2.
- Traudel Hartel: Buntpapiere selber machen. Urania, Stuttgart 2004, ISBN 3-332-01547-8
- Gianna Paola Tomasina: «All'uso di Francia» dalla moda all'industria. Carte decorate, papier peint e tessile stampato nel sec. XVIII. La bottega Bertinazzi (Bologna 1760–1896). Pàtron, Bologna 2001, ISBN 88-555-2595-6.

### 20. Jahrhundert
- Klaus Deumling: Göttinger Marmor. Die Buntpapiererzeugung der Firma Johann Carl Wiederholdt von den Anfängen um 1775 bis 1866/67. Bremer, Friedland 1999.
- Ingraban Dietmar Simon: Alte Buntpapiere aus dem 18. Jahrhundert und der ersten Hälfte des 19. Jahrhunderts: Privatsammlung Konrad, Berlin, Dreieich-Museum, Dreieichenhain / Eigenverlag 1999, Download Online-Ausgabe Deutsche Nationalbibliothek 2018
- Ingeborg M. Hartmann: Buntpapiere. 22 Techniken für das kreative Gestalten von Papier. Haupt, Bern 1997.
- Gisela Reschke: Wolkenkleister, Marmor und Brokat. Historische Buntpapiere. Staatsbibliothek zu Berlin - Preußischer Kulturbesitz, Berlin 1997
- Marie-Ange Doizy: De la dominoterie à la marbrure : histoire des techniques traditionelles de la décoration du papier. Art & Métiers du Livre Ed., Paris 1996, ISBN 2-911071-01-8.
- Karli Frigge: Alchemy & marbling. Transl. from the Dutch by Els Rademacher. Karli Frigge, Joppe 1996, ISBN 90-803030-1-1.
- Jan Frederik Heijbroek, T. C. Greven: Sierpapier. Marmer-, brocaat- en sitspapier in Nederland. Uitgeverij De Buitenkant, Amsterdam 1994, ISBN 90-70386-66-6.
- Patty und Mimi Schleicher: Marbled Designs, Lark Books 1993, ISBN 0-937274-69-0.
- Nedim Sönmez: Ebru. Marmorpapiere. Maier, Ravensburg 1992, ISBN 3-473-48104-1.
- Alberto Milano; Elena Villani: Le carte decorate della Raccolta Bertarelli. Arnoldo Mondadori Arte, Milano 1991, ISBN 88-242-0136-9.
- Einen Miura: Die Kunst des Marmorierens. Eine Anleitung zur Herstellung marmorierter Papiere. Haupt, Bern, Stuttgart 1991.
- Piccarda Quilici: Carte decorate nella legatoria del ’700 dalla raccolte della Biblioteca Casanatense. Instituto Poligrafico e Zecca dello Stato, Roma 1989
- Anne Chambers: Marmoriertes Papier. Ein praktischer Leitfaden. Haupt, Bern, Stuttgart 1988, ISBN 3-258-03961-5.
- Marie-Ange Doizy; Stéphane Ipert: Le papier marbré. Son histoire et sa fabrication. Éd. Technorama, [Paris] 1985.
- Gabriele Grünebaum: Buntpapier. Geschichte, Herstellung, Verwendung. DuMont, Köln 1982, ISBN 3-7701-1406-X.
- Ernst Wolfgang Mick: Altes Buntpapier. (= Die bibliophilen Taschenbücher. 140) Harenberg Kommunikation, Dortmund 1979, ISBN 3-88379-140-7.
- Albert Haemmerle: Buntpapier. Herkommen, Geschichte, Techniken, Beziehungen zur Kunst. Unter Mitarbeit von Olga Hirsch. Callwey, München 1961; Veränd. u. erw. Nachdruck. Callwey, München 1977, ISBN 3-7667-0388-9.
- Emil Kretz: Dreihundert Jahre Marmorpapier. Ein Überblick zur Geschichte und Herstellung eines Buntpapiers mit Originalbeispielen. Allg. Gewerbeschule, Basel 1960.
- Olga Hirsch: Holzschnitt-Umschläge und Buntpapiere. Bibliophilen-Gesellschaft, Köln 1959.
- Paul Kersten: Die Geschichte des Buntpapieres. Sonderdruck aus dem Wochenblatt für Papierfabrikation. 69. Jahrgang 1938.
- August Weichelt: Buntpapier-Fabrikation. 3., bearb. Auflage. Verlag der Papier-Zeitung, Carl Hofmann, Berlin 1927.
- Paul Kersten: Die Marmorierkunst. Anleitung zum Marmorieren nach Josef Halfer u. Josef Hauptmann. Nebst einem Nachtrag: Das Marmorieren mit Kleisterfarben. Wilh. Knapp, Halle a. S. 1922. Online-Ausg.: Dt. Nationalbibliothek Leipzig; Frankfurt, M. 2013 portal.dnb.de.
- Paul Adam: Das Marmorieren des Buchbinders auf Schleimgrund und im Kleisterverfahren. Mit 112 Abb. Farbentaf. u. 24 Original-Marmoriermustern. Wilh. Knapp, Halle a. S. 1906.

### 19. Jahrhundert
- Josef Halfer: Die Fortschritte der Marmorierkunst. 2., verb. u. verm. Auflage. Wilhelm Leo, Stuttgart 1891; (archive.org).
- Josef Phileas Boeck: Die Marmorirkunst. Ein Lehr- und Handbuch für Buchbindereien, Buntpapierfabriken und verwandte Geschäfte. Unveränd. Nachdr. d. 2. Aufl. [1896]. Schäfer, Hannover 1987, ISBN 3-88746-186-X.
- Wilhelm Franz Exner: Die Tapeten- und Buntpapier-Industrie für Fabrikanten und Gewerbtreibende, sowie für technische Institute. Voigt, Weimar 1869 (Neuer Schauplatz der Künste und Handwerke, 25). Digitalisat Textband digital.onb.ac.at, Digitalisat Atlas digital.onb.ac.at
- Christian Friedrich Gottlieb Thon: Der Fabricant bunter Papiere, oder: vollständige Anweisung, alle bekannten Arten farbiger und bunter Papiere … fabrikmäßig zu verfertigen, vereinigt mit der Kunst, die fabricirten Papiertapeten geschmackvoll aufzuziehen, zu vergolden und zu lackiren. 3. verbesserte Aufl. Bernhard Friedrich Voigt, Ilmenau 1844. (Die Kunst Bücher zu binden für Buchbinder und Freunde dieser Kunst, welche Bücher aller Art selbst binden … / von Christian Friedrich Gottlieb Thon, 2. Theil).